# Knabenkräuter (Dactylorhiza)
Die Knabenkräuter (Dactylorhiza), auch Fingerwurzen oder Kuckucksblumen genannt, bilden eine umfassende Pflanzengattung innerhalb der Familie der Orchideen (Orchidaceae). Die etwa 40 Arten sind in weiten Teilen Europas, im äußersten Norden Afrikas, im nördlichen bis zentralen Asien weitverbreitet; eine Art erreicht das westliche Nordamerika.
Die Knabenkräuter der Gattung Dactylorhiza wurden erst Mitte des 20. Jahrhunderts von Knabenkräutern der Gattung Orchis unterschieden. Hinsichtlich der Abgrenzung zur Gattung Coeloglossum bleiben systematische Fragen offen wie auch bei der Unterscheidung einzelner Arten. Probleme für den Artenschutz bereitet die Verwendung der Knollen als Salep; die Nutzung einzelner Arten als Zierpflanzen beruht auf gärtnerischer Vermehrung.

## Etymologie
Der griechische Philosoph Theophrastos von Eresos war der erste Naturforscher, der etwa 300 v. Chr. die Knabenkräuter erwähnte. Wegen der paarigen Wurzelknollen und der Ähnlichkeit mit den männlichen Genitalien benannte er sie „Orchis“ und begründete die Vorstellung, die sich noch lange in alten Schriften wiederfand, dass Frauen, die die stärkere und saftigere der beiden Knollen aßen, einen Knaben gebären würden (Theophr. IX. 18.3.). Auch der deutsche Trivialname „Knabenkraut“ ist hiervon abgeleitet.

## Beschreibung

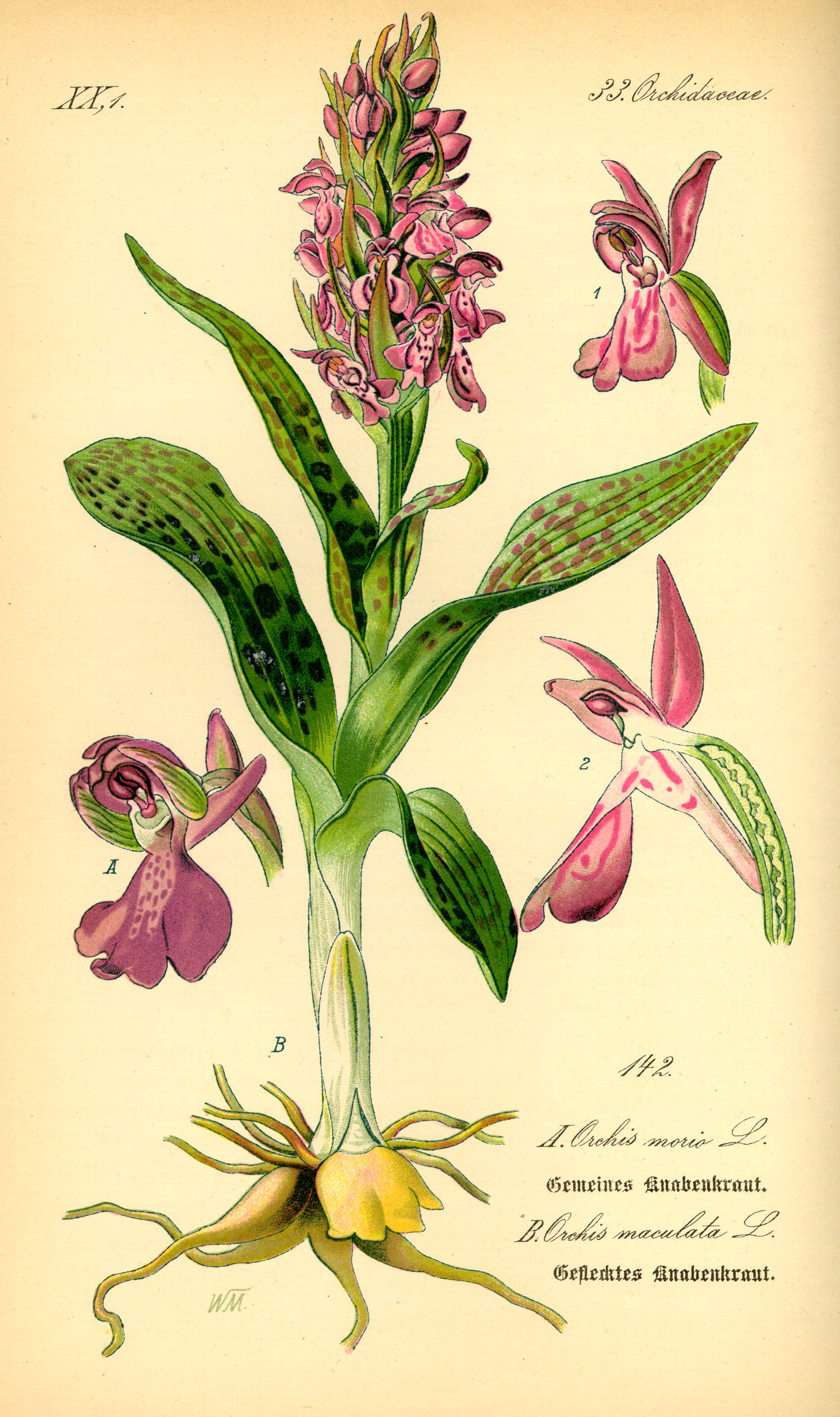
Illustration des Gefleckten Knabenkrautes (Dactylorhiza maculata)

### Vegetative Merkmale
Knabenkraut-Arten sind ausdauernde krautige Pflanzen. Sie bilden als Überdauerungsorgane unterirdische Knollen, die 10 bis 20 Zentimeter lang sind und sich aus einer 0,5 bis 1,5 Zentimeter kurzen Sprossachse und dem anschließenden Wurzelgewebe zusammensetzen. Seitlich ist die Knolle abgeflacht, bei einigen Arten tief bis fünfteilig gefingert mit relativ dünnen, langen Teilstücken, bei anderen Arten weniger unterteilt und eher einer rundlich-spindelförmigen Knolle genähert. Da häufig mehrere Stelen vorhanden sind, könnten diese Knollen aus mehreren miteinander verwachsenen Wurzeln entstanden sein. Jährlich wird eine neue Knolle gebildet, die den Winter überdauert, während die alte abstirbt. Oberhalb der Knolle entspringen an der Sprossachse die Wurzeln. Nur beim Krim-Knabenkraut (Dactylorhiza iberica) sind unterirdische Ausläufer vorhanden.
Die aufrechte, kahle Sprossachse wird im Laufe des Sprosswachstums hohl. Die Sprossachse ist im Querschnitt wie folgt aufgebaut: Unter der Kutikula und der Epidermis folgt ein drei bis sechs Zelllagen dickes Chlorenchym mit großen Zellzwischenräumen, dann ein drei bis fünf Zelllagen dickes Sklerenchym, das auch die Leitbündel umfasst, schließlich in der Mitte ein Parenchym, welches aufgelöst wird, wodurch sich der Hohlraum im Stängel bildet. An der Basis der Sprossachse stehen zweizeilig angeordnet einige Niederblätter, drei davon enthalten eine Erneuerungsknospe, von denen die oberste austreibt.
Die Laubblätter stehen in einer lockeren Rosette bzw. sind im unteren Bereich der Sprossachse verteilt. Die Laubblätter sind rein grün oder grün mit rötlichen Flecken. Die Blattspitze endet oft zu einer kleinen Haube verwachsen. Die Blattbasis umfasst die Sprossachse. Bei vielen Arten sind die Laubblätter breit-oval, allerdings haben besonders in Hochlagen und nördlichen Gebieten verbreitete Arten schmale, längs der Mittelrippe gefaltete oder sichelförmig gekrümmte Laubblätter. Eine weitere Anpassung der Laubblätter, die in Trockengebieten und Hochlagen vorkommt, ist eine reduzierte Anzahl der Laubblätter bei rosettenartiger Häufung an der Basis der Sprossachse. Der Blattrand weist eine nur unter dem Mikroskop sichtbare gezähnte Struktur mit gefalteter Kutikula auf. Auf der Blattunterseite und an der Sprossachse befinden sich die Stomata, diese besitzen
keine Nebenzellen.

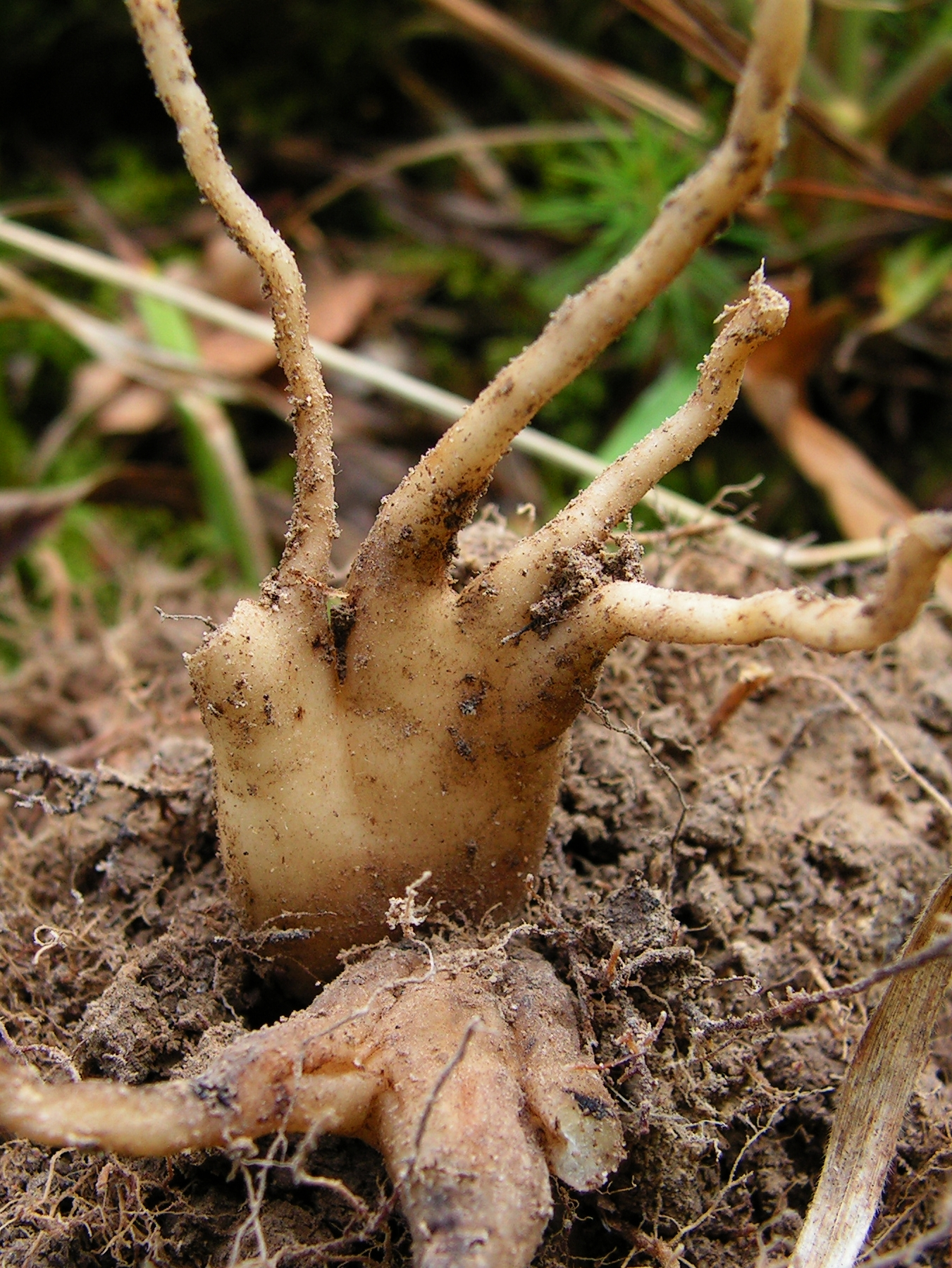
Knolle des Gefleckten Knabenkraut (Dactylorhiza maculata)
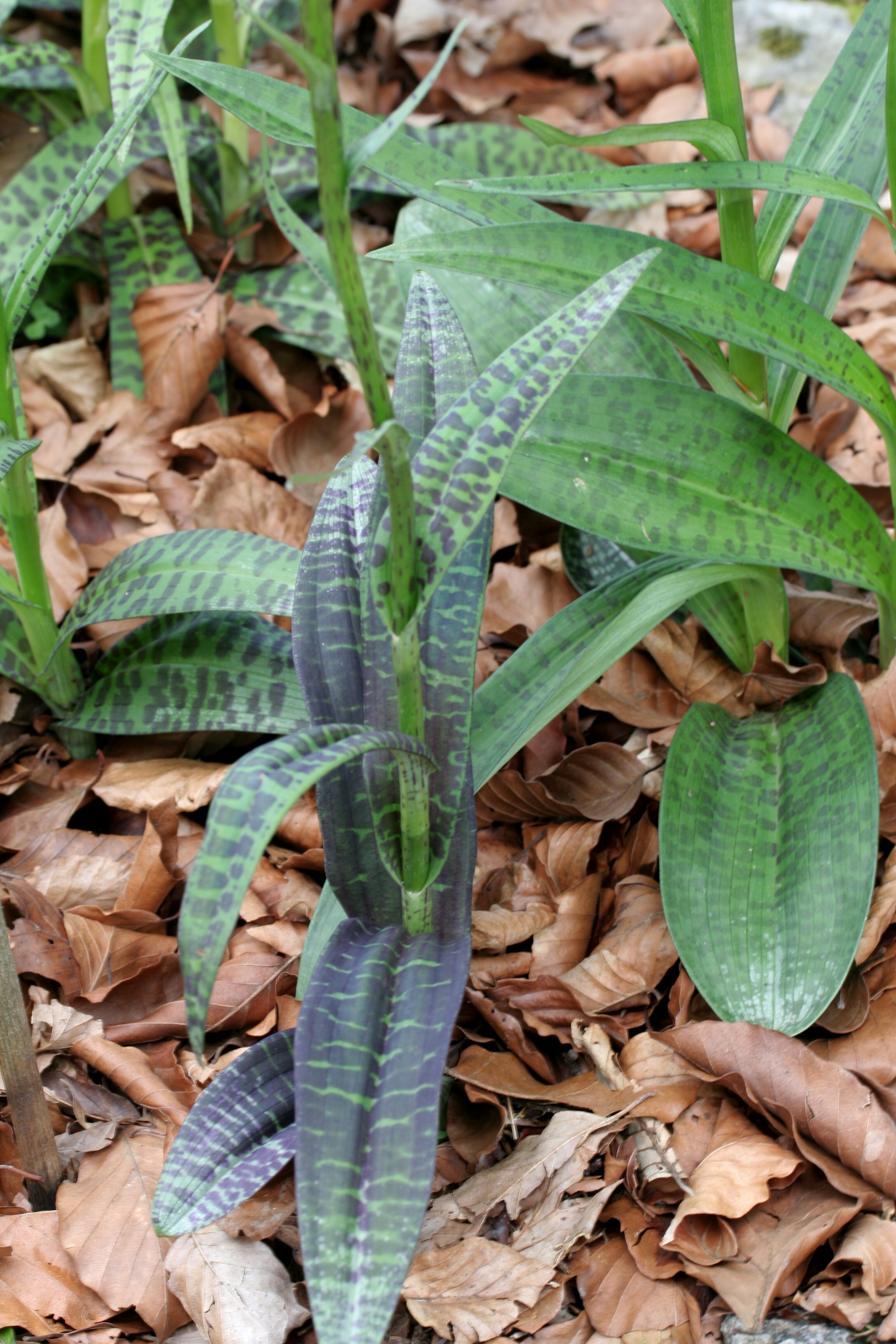
Rötlich gefleckte, große Blätter an der Basis, Geflecktes Knabenkraut
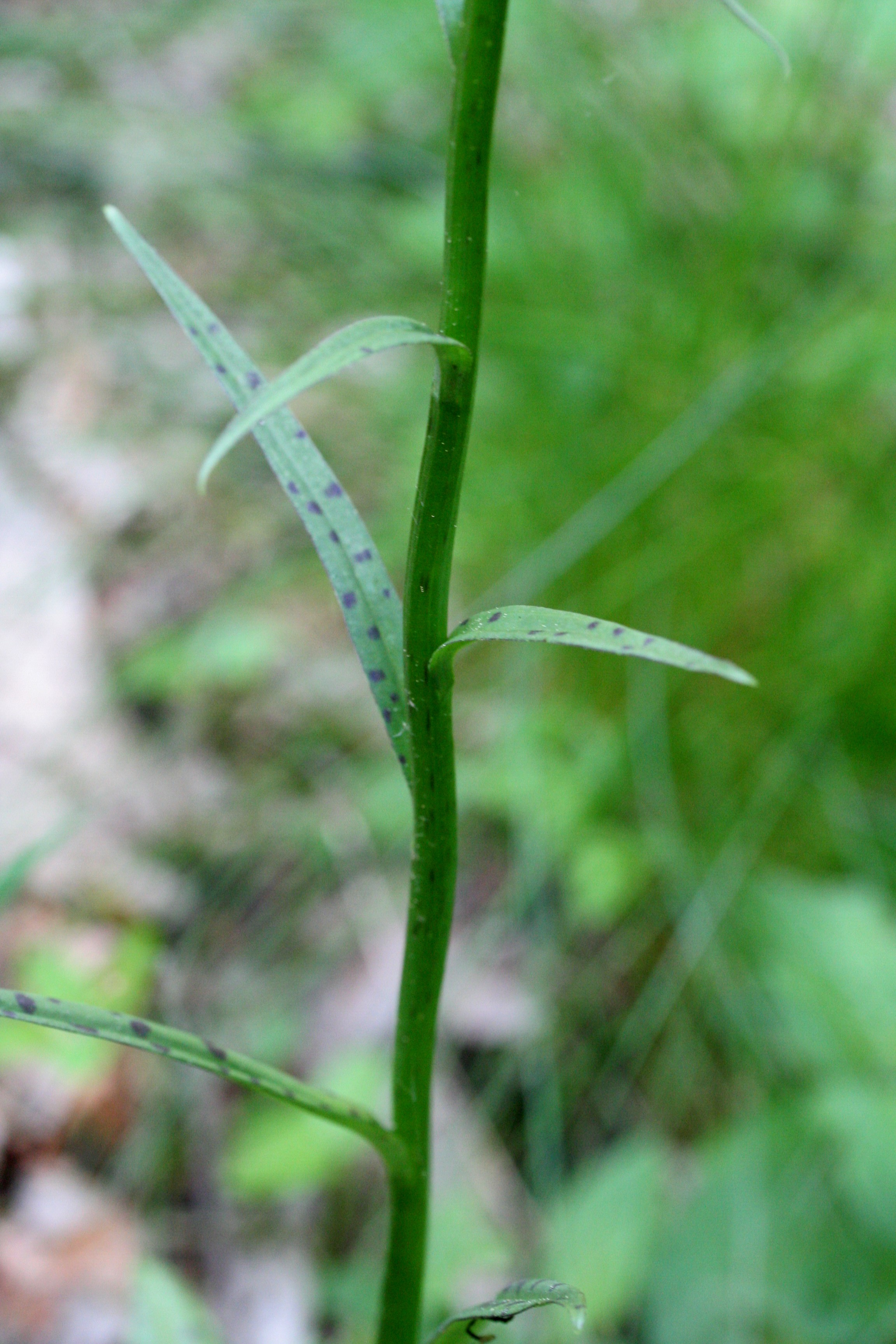
Kleine Blätter am Stängel verteilt, Geflecktes Knabenkraut
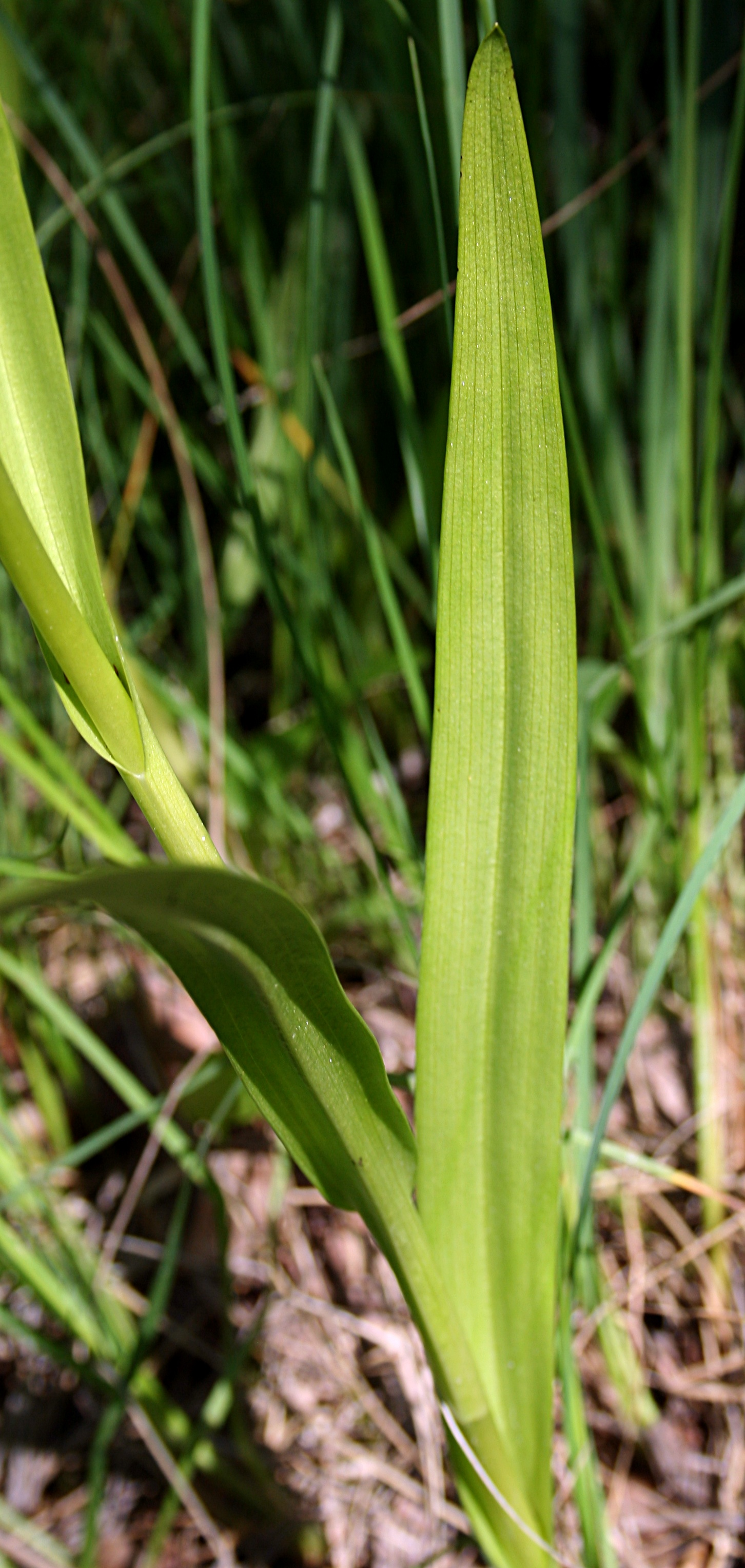
Ungeflecktes Blatt, Fleischfarbenes Knabenkraut (Dactylorhiza incarnata)

### Blütenstände und Blüten

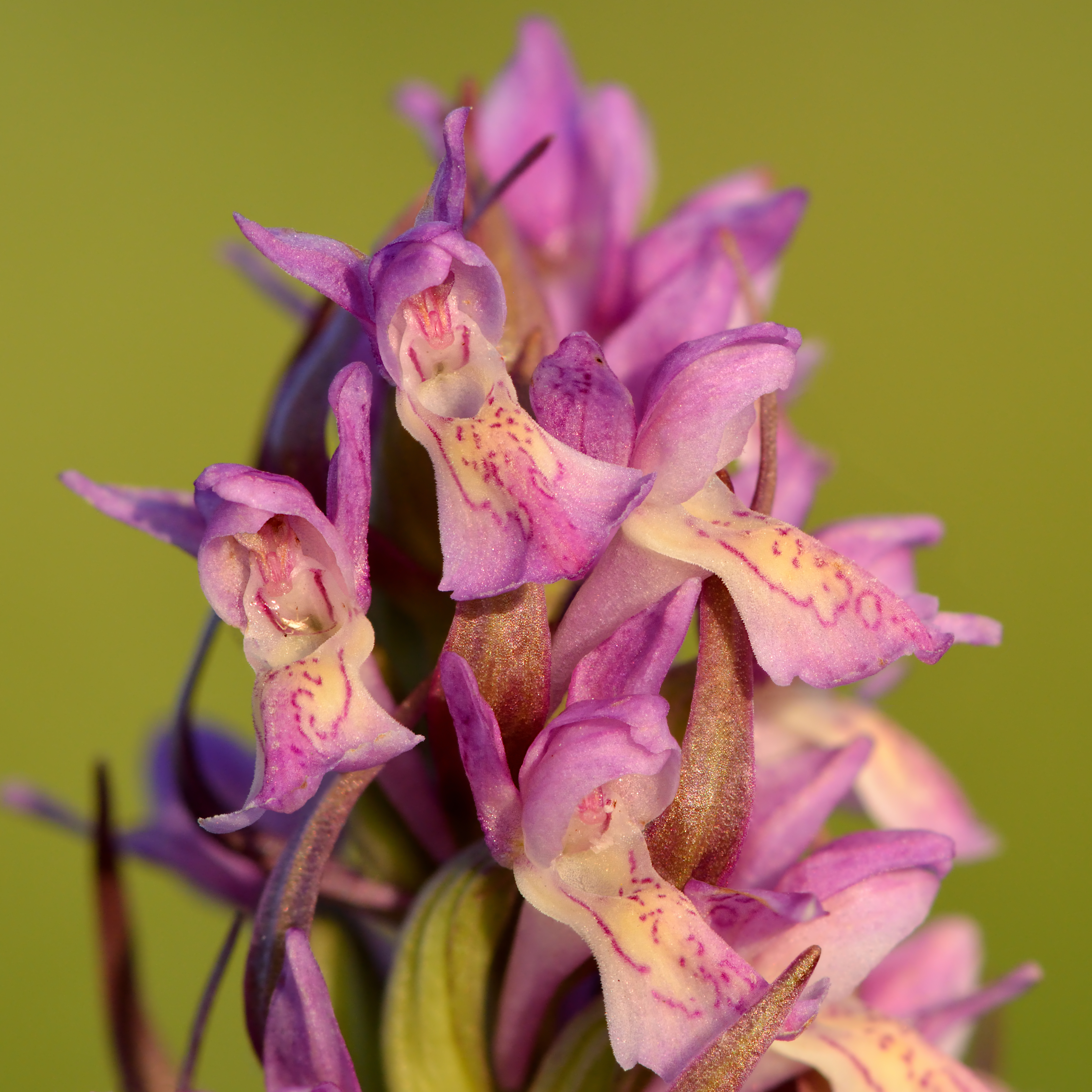
Dactylorhiza incarnata nothosubsp. versicolor

Oberhalb der Laubblätter setzt sich die Sprossachse als traubiger Blütenstand fort. Die Blüten stehen meist dicht beieinander. Die Tragblätter sind laubblattartig und oft länger als die Blüte. Der ungestielte Fruchtknoten ist zylindrisch bis spindelförmig und verdreht, so dass die Blüten resupiniert sind.
Die zwittrigen Blüten sind zygomorph und dreizählig. Die Farben der Blütenhüllblätter sind rosa-, purpurfarben, gelb oder selten weiß. Das nach oben weisende Sepal und die seitlichen Petalen haften aneinander an und formen eine Haube über dem Blüteninneren. Die seitlichen Sepalen sind abgespreizt bis nach hinten geschlagen. Die Lippe ist deutlich dreilappig bis fast ganzrandig, an der Basis mit einem Sporn, der jedoch keinen Nektar enthält. Die Lippe ist häufig auf hellem Grund mit dunkleren Streifen oder Flecken versehen. Die Säule ist kurz, seitlich mit zwei kaum sichtbaren Staminodien, das fruchtbare Staubblatt enthält zwei keulenförmige Pollinien. Die Pollinien hängen über ein Stielchen (Caudicel) an je einer Klebdrüse (Viscidium), die von einer dünnen Hülle (Bursicula) umgeben ist. Die Pollinien setzen sich aus mehreren Teilstücken (Massulae) zusammen, die jeweils aus vielen miteinander verklebten Pollenkörnern bestehen und eine Länge von 140 bis 300 µm bei einer Breite von 80 bis 200 µm erreichen. Die einzelnen Pollenkörner haben einen Durchmesser von 10 bis 20 µm, sie sind fest miteinander verklebt, die äußere Schicht (Exine) der Pollenkörner ist nur auf der Außenseite der Massulae ausgebildet, sie fehlt im Innern zwischen den verklebten Pollenkörnern. Das Trenngewebe zwischen Staubblatt und Narbe (Rostellum) reicht bis zwischen die beiden Pollinien.

### Früchte und Samen
Die Kapselfrüchte sind spindelförmig, 350 bis 1100 µm lang bei einem Durchmesser von 150 bis 300 µm. Die Kapselfrucht enthält 2000 bis 5000 Samen. Die Samenschale besteht im Vergleich zur Gattung Orchis aus vielen kleinen Zellen. Die Zellen stoßen ohne Zwischenräume aneinander, sie weisen auf der Oberfläche artspezifische Muster auf. Die Samen behalten ihre Keimfähigkeit mehrere Jahre, was für eine Orchidee relativ lange ist.

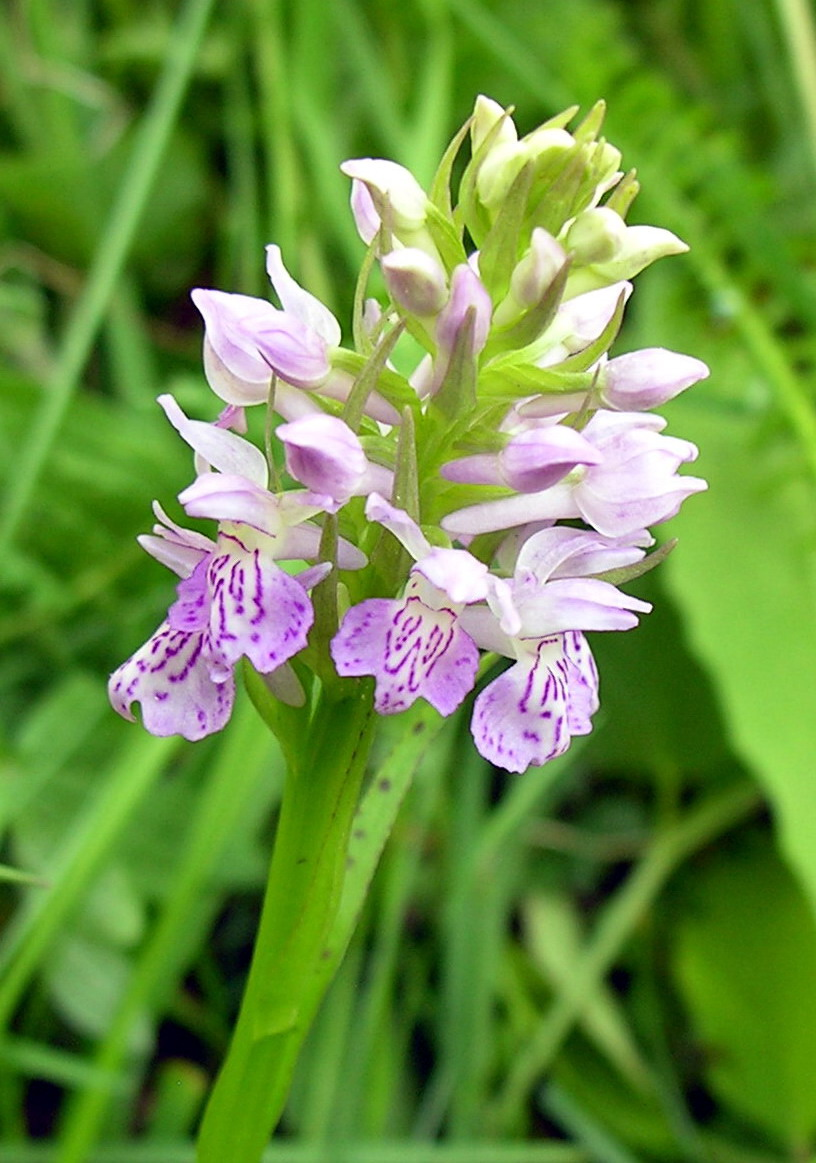
Blütenstand von Dactylorhiza majalis subsp. baltica
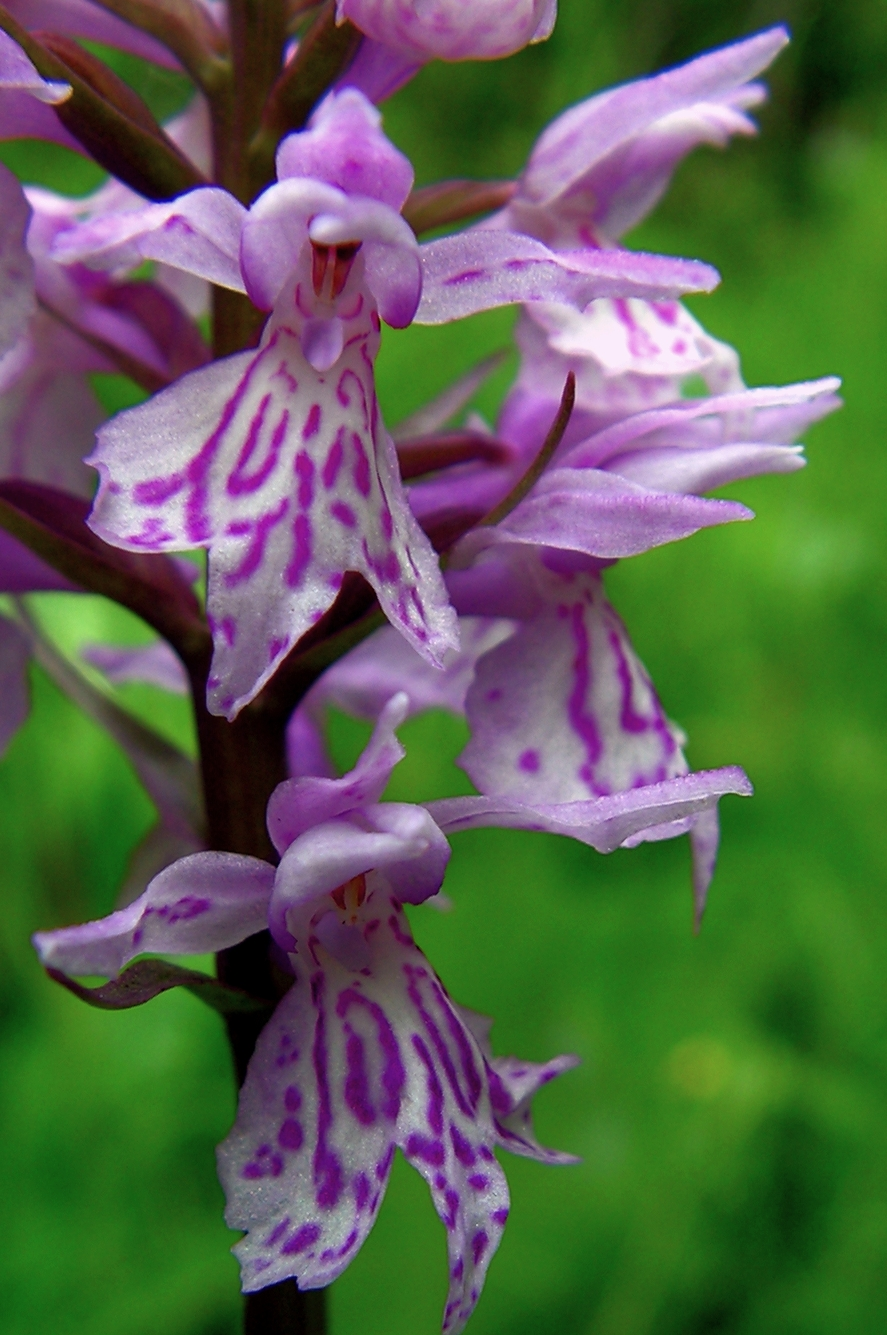
Zygomorphe Blüten des Gefleckten Knabenkraut (Dactylorhiza maculata)
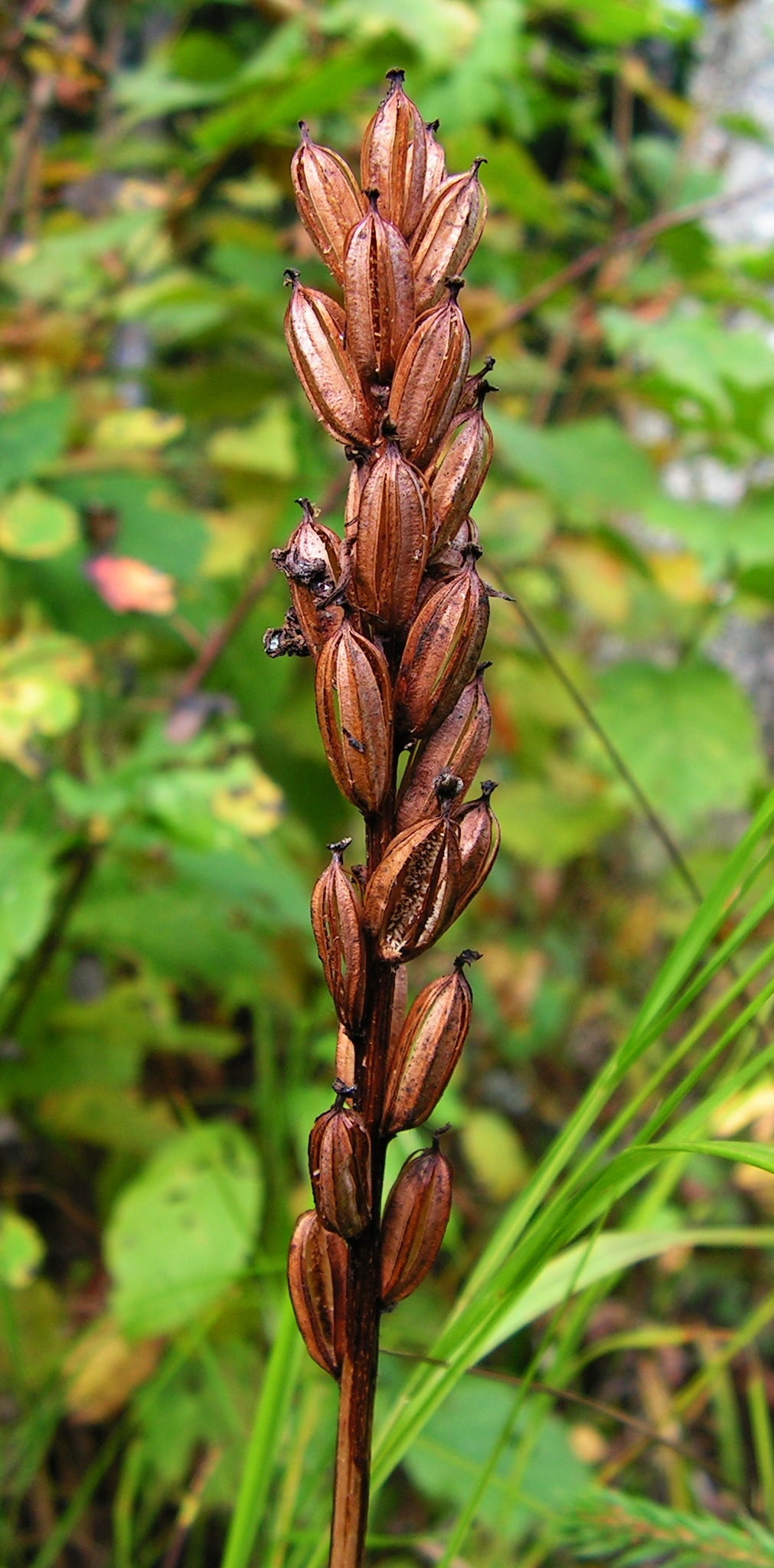
Fruchtstand des Gefleckten Knabenkraut
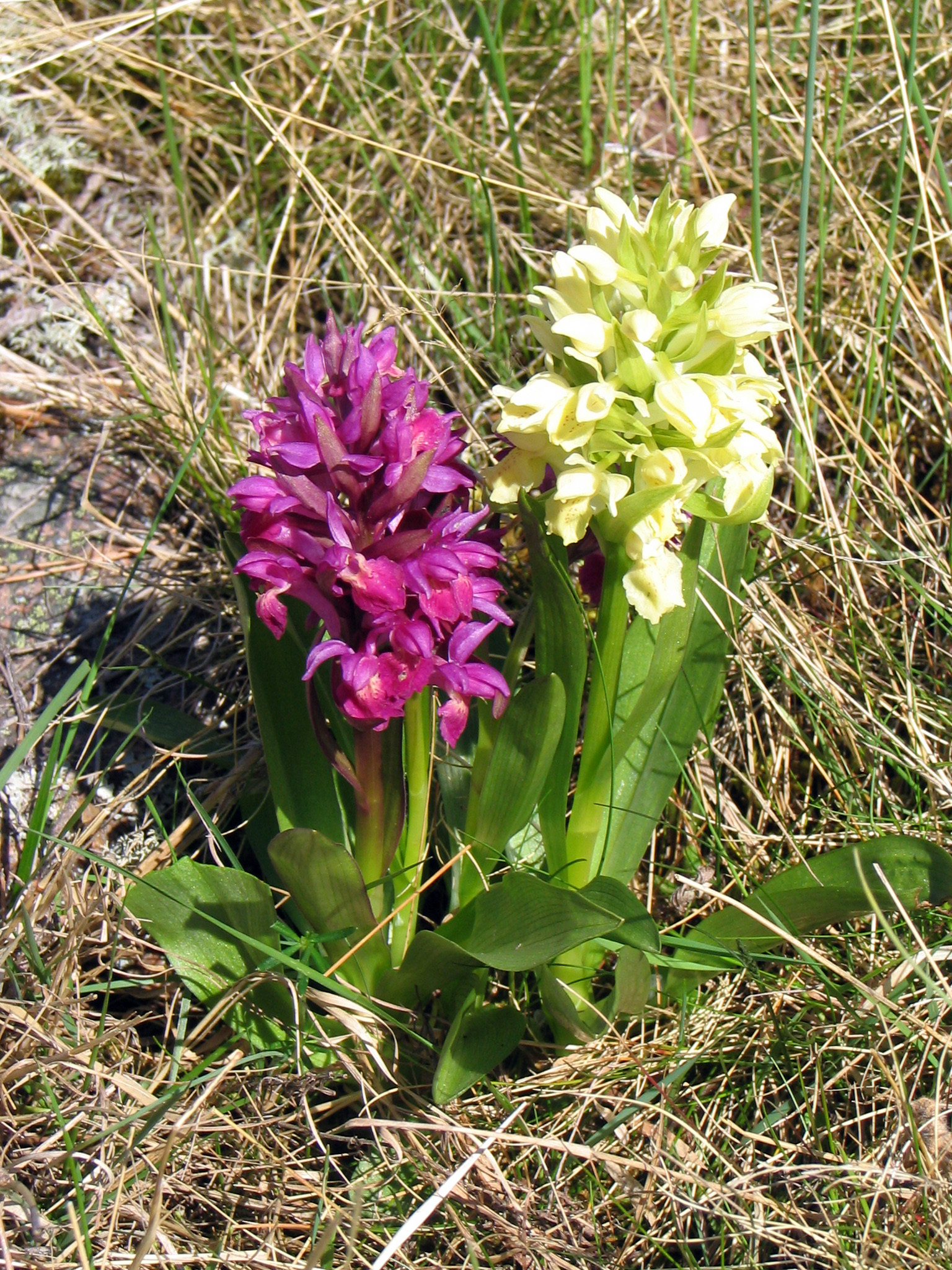
Zwei Farbmorphen vom Holunder-Knabenkraut (Dactylorhiza sambucina)

### Protokorm
Die Samen keimen nur mit Hilfe von Pilzen, von denen sie Nährstoffe beziehen. Es bildet sich ein Protokorm, das länglich konisch geformt ist, etwa wie eine Rübe.

### Inhaltsstoffe
Die Laubblätter einiger untersuchter Arten enthalten verschiedene Flavonoide. Bei Fuchs’ Knabenkraut (Dactylorhiza fuchsii) wurden Kaempferol und Quercetin gefunden, die in der Pflanze wahrscheinlich als Glycoside vorliegen. Beim Fleischfarbenen Knabenkraut (Dactylorhiza incarnata) sind in den Blättern Flavon-Glycoside vorhanden, vom Holunder-Knabenkraut (Dactylorhiza sambucina) kennt man verschiedene Quercetin-Glucoside wie Isoquercitrin.
Die Blüten enthalten Anthocyane. Diese liegen als Cyanidin-Glucoside vor, Cyanin und Seranin als Diglucoside sowie weitere Farbstoffe – Orchicyanin I und II, Ophrysanin und Serapianin, die nach Orchideen benannt sind – die Oxalsäure über eine Acylgruppe enthalten.

### Zytologie
Die Chromosomengrundzahl bei Dactylorhiza beträgt x = 20. Es liegt meist Diploidie vor mit einer Chromosomenzahl 2n = 40. Es gibt etliche polyploide Arten mit 2n=4x=80 und 2n=6x=120 Chromosomen. Hybriden zwischen diploiden und tetraploiden Individuen kommen vor (sie sind meist steril) und haben dann eine Chromosomenzahl von 2n = 60, eine Zahl die auch beim Insel-Knabenkraut (Dactylorhiza insularis) vorkommt. In einigen Populationen, etwa in der Verwandtschaft des Holunder-Knabenkrauts (Dactylorhiza sambucina) sowie bei Dactylorhiza aristata kommen regelmäßig Pflanzenexemplare mit einem Chromosomensatz von 2n = 42 vor. Beim Römischen Knabenkraut (Dactylorhiza romana) wurden Exemplare mit einem aneuploiden Chromosomensatz von 2n=40+1B festgestellt. Weitere unregelmäßige Chromosomenzahlen, die nur selten vorkommen, sind 2n = 100, 120, 122 (Dactylorhiza maculata, Dactylorhiza russowii) und 2n = 41, 78 (Dactylorhiza maculata, Dactylorhiza fuchsii, Dactylorhiza umbrosa). Die Chromosomen sind generell klein und ähneln in diesem Aspekt den Knabenkräutern der Gattung Orchis, die aber eine Zahl von 2n = 42 besitzen. Typisch für Dactylorhiza sind metazentrische, untereinander etwa gleich große Chromosomen.

## Lebenszyklus

### Lebensablauf
Die Samen von Dactylorhiza keimen meist noch im Herbst des Jahres ihrer Verbreitung, zur weiteren Differenzierung benötigen sie eine Kälteperiode Junge Protokorme, die mykotroph leben, wurden bei mehreren Arten im Sommer gefunden. Im Herbst bildet sich die erste Wurzel, im nächsten Frühjahr kann der erste Spross mit Laubblättern gebildet werden. Dann geht die Pflanze zu sympodialem Wachstum über, das Rhizom wird frei von Pilzen, die dann auf die Wurzeln beschränkt sind. Die Zeit, bis die ersten Laubblätter erscheinen, ist für verschiedene Arten unterschiedlich: dies kann schon in der ersten Vegetationsperiode passieren oder mehrere Jahre dauern. Eine Blüte erscheint bei den Jungpflanzen noch nicht (wie es bei der kurzlebigen Grünen Hohlzunge (Coeloglossum viride) der Fall ist), sondern erst nach weiteren Vegetationsperioden, die rein vegetativ verbracht werden. Die Zeitangaben von der Keimung bis zur ersten Blüte reichen von zwei bis 16 Jahren. Blühende Pflanzen blühen meist auch in der folgenden Vegetationsperiode wieder und sind über mehrere Jahre ausdauernd. Eine Population besteht so zum großen Teil (die Zahlenangaben reichen von 50 bis 85 %) aus erwachsenen, blühenden Pflanzen. Besonders bei ungünstigen Umweltbedingungen können ausgewachsene Pflanzen wieder in das rein vegetative Stadium zurückfallen und die Blütenbildung einstellen. Selten kommt auch die sogenannte sekundäre Dormanz zum Tragen, bei der ausgewachsene Pflanzen ein oder mehrere Jahre nur mit ihren unterirdischen Organen überdauern. Viele Arten sind recht langlebig und vermehren sich in begrenztem Umfang auch vegetativ, insgesamt sind die Populationen für ihren Erhalt aber auf regelmäßige Vermehrung durch Samen angewiesen.

### Jahreszeitlicher Rhythmus
Der Austrieb der Blätter aus der Überdauerungsknolle erfolgt im Frühjahr, bei mediterranen Arten auch schon im Herbst. Gleichzeitig mit der oberirdischen Entwicklung der Blattrosette wird unterirdisch eine neue Knolle, selten zwei, angelegt, die während der Vegetationsperiode mit Reservestoffen gefüllt wird. Die Blüte erfolgt im Frühjahr oder Frühsommer, es folgt die Reife der Samen. Während im Süden die Wachstumsaktivität mit Einsetzen der Sommertrockenheit abgeschlossen wird, verschiebt sich weiter nördlich die Samenreife bis in den Herbst. Der alte Spross inklusive der Knolle, aus der er austrieb, sterben zum Ende der Vegetationsperiode ab. Die ungünstige Jahreszeit (trockener Sommer im mediterranen Bereich, kalter Winter weiter nördlich) wird mittels der neu gebildeten Knolle überdauert.

## Ökologie
Diese Geophyten überwintern mit Hilfe einer handförmigen Knolle.

### Mykorrhiza
Im Stadium der Protokorm ernährt sich die Pflanze mykotroph. Auch später, bei Pflanzenexemplaren die Laubblätter besitzen, können Pilze in den Wurzeln und gelegentlich in den Enden der fingerförmig geteilten Knollen gefunden werden. Aus Wurzeln erwachsener Pflanzen wurden Pilze der Gattung Ceratobasidium sowie Thanetephorus orchidicola, Thanatephorus cucumeris und Tulasnella calospora isoliert. Unter Laborbedingungen keimen die Samen der Orchideen mit einigen der Pilze, die aus erwachsenen Pflanzen isoliert wurden. Die Keimraten und die weitere Entwicklung der Protokorm ist jedoch bei verschiedenen Pilzstämmen sehr unterschiedlich.

### Blütenökologie
Die farbigen Blüten werden von Insekten besucht, enthalten aber keinen Nektar.
Die Blüten sind weit geöffnet und bieten mit der ausgebreiteten Lippe einen Landeplatz für Insekten. Auf der Lippe befinden sich meist Linien oder Punkte, die auf die breite Öffnung des Sporns hinweisen. Die Seiten der Narbe weisen oft einen dunkleren, auf den Sporn weisenden Streifen auf. Auch im ultravioletten Licht ist die Lippe kontrastreich gezeichnet. Feine Papillen, die Richtung Sporn dichter werden, könnten als taktile Leitlinien für die Insekten dienen. Abweichend von diesen generellen Eigenschaften ist die Blüte der Grünen Hohlzunge gebaut: Sie enthält Nektar, der sich im Sporn und an der Basis der Lippe, beidseits des Eingangs zum Sporn, befindet. Der Eingang zum Sporn ist durch zwei seitliche Lamellen verengt. Die Blüten der grünen Hohlzunge duften leicht nach Honig.
Besucht ein Insekt die Blüte und sucht im Sporn nach Nektar, so berührt es mit Kopf oder Thorax die Hülle (Bursicula) um die Klebscheiben, bricht diese Hülle an einer Sollbruchstelle auf, schiebt sie nach hinten und legt die klebrigen Viscidien frei. Diese haften am Insekt, das mit den weiteren Bewegungen die Pollinien aus dem Staubblatt zieht. Die Größe der Blüte und die Größe der hauptsächlich bestäubenden Insekten müssen zusammenpassen, nur dann werden die Pollinarien mittig am Insekt angeklebt. Seitlich haftende Pollinarien können leichter durch Putzen vom Insekt wieder entfernt werden. 20 bis 40 Sekunden nach dem Herausziehen aus dem Staubblatt trocknen die Stielchen der Pollinarien ein und biegen sich nach vorne. Erst dann kommen die Pollinien in eine Position, in der sie die Narbe berühren können. Das Insekt hat die Blüte in dieser Zeit meist schon verlassen, Geitonogamie wird verhindert. Bei einem erneuten Blütenbesuch haften die Pollinien an der Narbe und einige Teile (Massulae) der Pollinien bleiben dort kleben. Die Klebkraft der Narbenflüssigkeit muss größer sein als der Zusammenhalt der Massulae (durch elastische Viscin-Fäden) untereinander. Da nur Teile des Polliniums auf der Narbe bleiben, kann ein Insekt mehrere Blüten bestäuben.
Die Knabenkräuter werden häufig von Hummel-Königinnen (Bombus) bestäubt, die noch unerfahren sind und in den Blüten nach Nektar suchen. Die variable Zeichnung und Färbung der Blüten innerhalb einer Art könnte dabei helfen, ein schnelles Lernen der Insekten zu vermeiden. Die Bestäuber sind nicht artspezifisch, so dass es zu häufigen Hybriden kommt. Bei Fuchs’ Knabenkraut (Dactylorhiza fuchsii) und dem Gefleckten Knabenkraut (Dactylorhiza maculata) wurden auch Bockkäfer (Cerambycidae) als Bestäuber beobachtet, diese fressen Papillen auf der Lippe. Honigbienen nehmen an Blüten von Fuchs’ Knabenkraut zuckerhaltige Narbenflüssigkeit auf. Ohne Insektenbesuch setzen die Blüten keine Früchte an, sie sind also auf Fremdbestäubung angewiesen.

## Vorkommen

### Areal

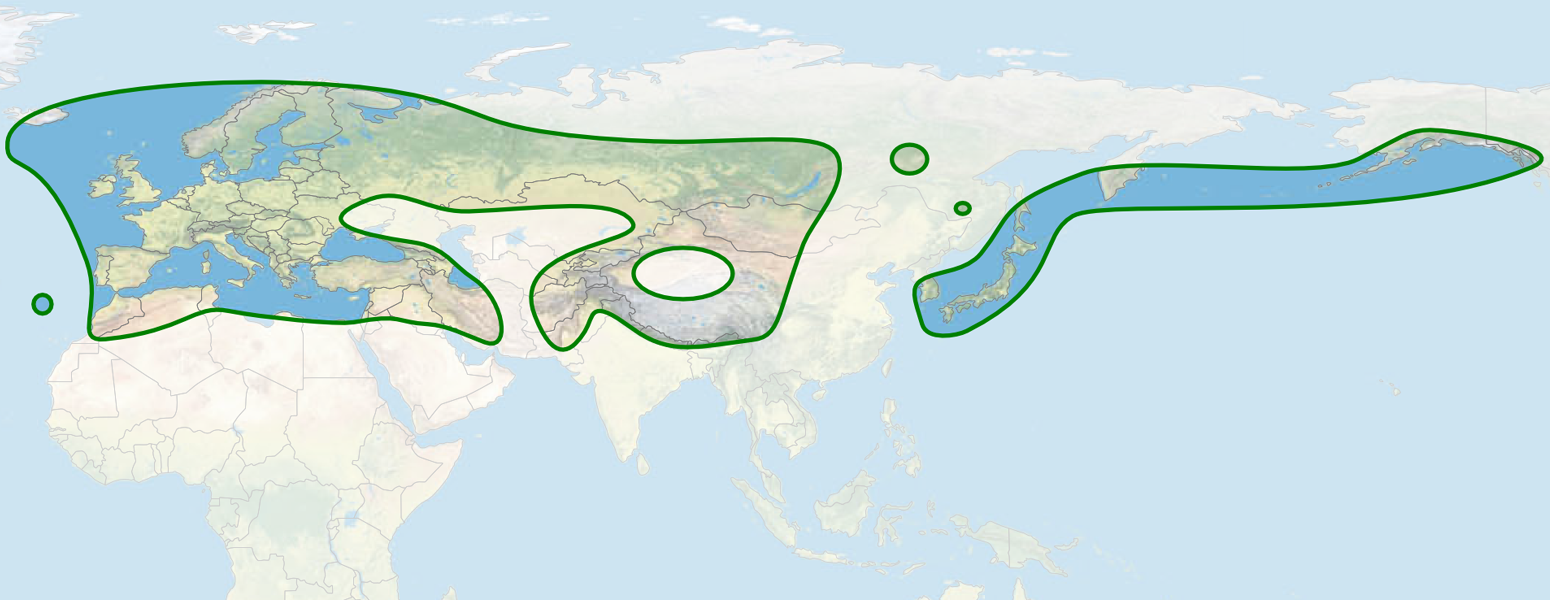
Verbreitungsgebiet der Gattung Dactylorhiza

Die Dactylorhiza-Arten sind hauptsächlich in Europa in den gemäßigten Gebieten verbreitet, ebenso rund um das Mittelmeer einschließlich Nordafrikas und Kleinasiens. Dactylorhiza hatagirea als südöstlichste Art besitzt ein Verbreitungsgebiet am Südhang des Himalaya, Dactylorhiza aristata erreicht über den Osten Russlands die Aleuten, das Madeira-Knabenkraut (Dactylorhiza foliosa) markiert die südwestliche Verbreitungsgrenze, im Nordwesten wird noch Island erreicht.
Dactylorhiza-Arten wachsen von Meereshöhe bis in Höhenlagen von 2500 Meter.
Averyanov 1990 vermutet Vorfahren der Gattung Dactylorhiza in der Poltawa-Flora aus dem Paläogen. Diese Pflanzen hätten, aufgrund des wärmeren Klimas, noch keine unterirdischen Knollen besessen. Die Speicherorgane könnten sich dann während der Hebung der Alpen als Anpassung auf das Klima der Hochlagen entwickelt haben. Gegen Ende des Pliozän, als das Klima in Europa generell kühler wurde, besiedelten die Vorfahren von Dactylorhiza weiträumig tiefere Lagen. Auch der sommertrockene Mittelmeerraum konnte so erreicht werden, ermöglicht durch die in den Hochlagen erworbene Fähigkeit, kühlere und trockenere Bedingungen zu überstehen. Während der häufig wechselnden klimatischen Bedingungen der Eiszeiten schwankten die Areale einzelner Arten. Populationen wurden getrennt, es kam zu allopatrischer Artbildung. Während günstiger Perioden konnte die Gattung ihre Verbreitung quer durch Sibirien bis an den Pazifik ausdehnen; seither sind durch das zunehmend trockenere Klima im Innern Asiens Lücken im Areal entstanden. Als Refugien während der Eiszeiten kommen Griechenland, die Iberische Halbinsel und Nordafrika in Frage. Die Besiedlung Mitteleuropas nach den Eiszeiten erfolgte von dort, daher ist die genetische Variabilität der nördlichen Pflanzen nur ein Ausschnitt der im Mittelmeerraum vorkommenden.
Misst man die Diversität anhand der Anzahl beschriebener Arten, so bildet Nordwesteuropa ein Zentrum der Artenvielfalt. Etwa in einem Raum, der die Britischen Inseln sowie den Süden Skandinaviens umfasst und sich nach Süden bis zu den Alpen zieht, finden sich einerseits zahlreiche weit verbreitete Arten, andererseits auch Sippen mit eng umgrenztem Areal. Die hier vorhandenen endemischen Sippen sind jungen Ursprungs: entstanden einerseits durch die variable Vergletscherung während der Eiszeit, andererseits durch Hybridisierung. Die weiter verbreiteten Arten strahlen vor allem nach Osten aus, die osteuropäischen und westsibirischen Arten haben meist ihren Ursprung in Nordwesteuropa. Die Bezüge nach Süden zum Mittelmeerraum sind weniger ausgeprägt, dort kommen meist andere Arten als in Nordwesteuropa vor.
Eine hohe Artenvielfalt findet man auch in den Karpaten und auf dem Balkan. Hier gibt es eine Reihe von Arten, die ebenfalls in Nordwesteuropa vorkommen, aber auch etliche endemische Sippen. Ein drittes Mannigfaltigkeitszentrum liegt in Kleinasien: Die Arten, die hier vorkommen, haben kaum Bezüge zu den europäischen Dactylorhiza-Arten, sie kommen meist ausschließlich in Kleinasien und dem Kaukasusraum vor. Die Endemiten dieser beiden Gegenden sind älteren Ursprungs, die Arten haben ihre Areale nicht so verändert oder ausgedehnt wie einige europäische.
In Mittelasien finden sich noch zwei Regionen, in denen mehrere Dactylorhiza-Arten heimisch sind: einmal der Hindukusch sowie im Pamir. Hier kommen zu weit verbreiteten Arten mit europäischem Zentrum weitere, dort endemische Arten.
Die Verteilung der genetischen Diversität weicht allerdings von der Verteilung der Artenanzahl ab. Im östlichen Mittelmeerraum, im Kaukasusraum und auf der Krim herrscht die größte genetische Vielfalt, obwohl in diesem Areal nicht sonderlich viele Arten beschrieben sind. Im Nordwesteuropa, wo zahlreiche Arten bekannt wurden, gibt es dagegen auf der Ebene des Genoms nur eine geringe Vielfalt; in diesem Gebiet wurden viele nahe verwandte Sippen und Hybriden als eigenständige Arten beschrieben.

### Standorte
Die Standorte liegen meist in offenen, sonnigen Situationen oder im Halbschatten. Dabei kann es sich um unterschiedliche Habitate wie Trockenrasen, Dünen, Wiesen, Sümpfe, Moore, lichte Gebüsche und lichte Wälder handeln. Während einige Arten wie Dactylorhiza maculata und Dactylorhiza fuchsii sowohl an feuchten wie an trockenen Standorten gefunden wurden, sind andere Arten an bestimmte Biotope gebunden. Auch hinsichtlich des pH-Werts des Bodens sind die Ansprüche der einzelnen Arten unterschiedlich.

### Gefährdung und Artenschutz
Bei vielen Populationen der Knabenkraut-Arten ist ein Rückgang zu beobachten. Gründe dafür sind das Trockenlegen von Sümpfen und Mooren sowie eine Intensivierung der Landwirtschaft mit Düngung von Wiesen und Weiden. Auch geänderte Nutzung von Weideflächen, die zu Verbuschung und Beschattung führt, kann zum Rückgang der Knabenkräuter führen. In Asien ist das Sammeln der Knollen eine Gefährdung, besonders Dactylorhiza hatagirea aus dem Himalaya ist dadurch stark bedroht. Nur wenige Arten, etwa Fuchs’ Knabenkraut (Dactylorhiza fuchsii) und das Übersehene Knabenkraut (Dactylorhiza praetermissa), besiedeln gestörte Standorte und können sich dort eine gewisse Zeit halten.

## Systematik

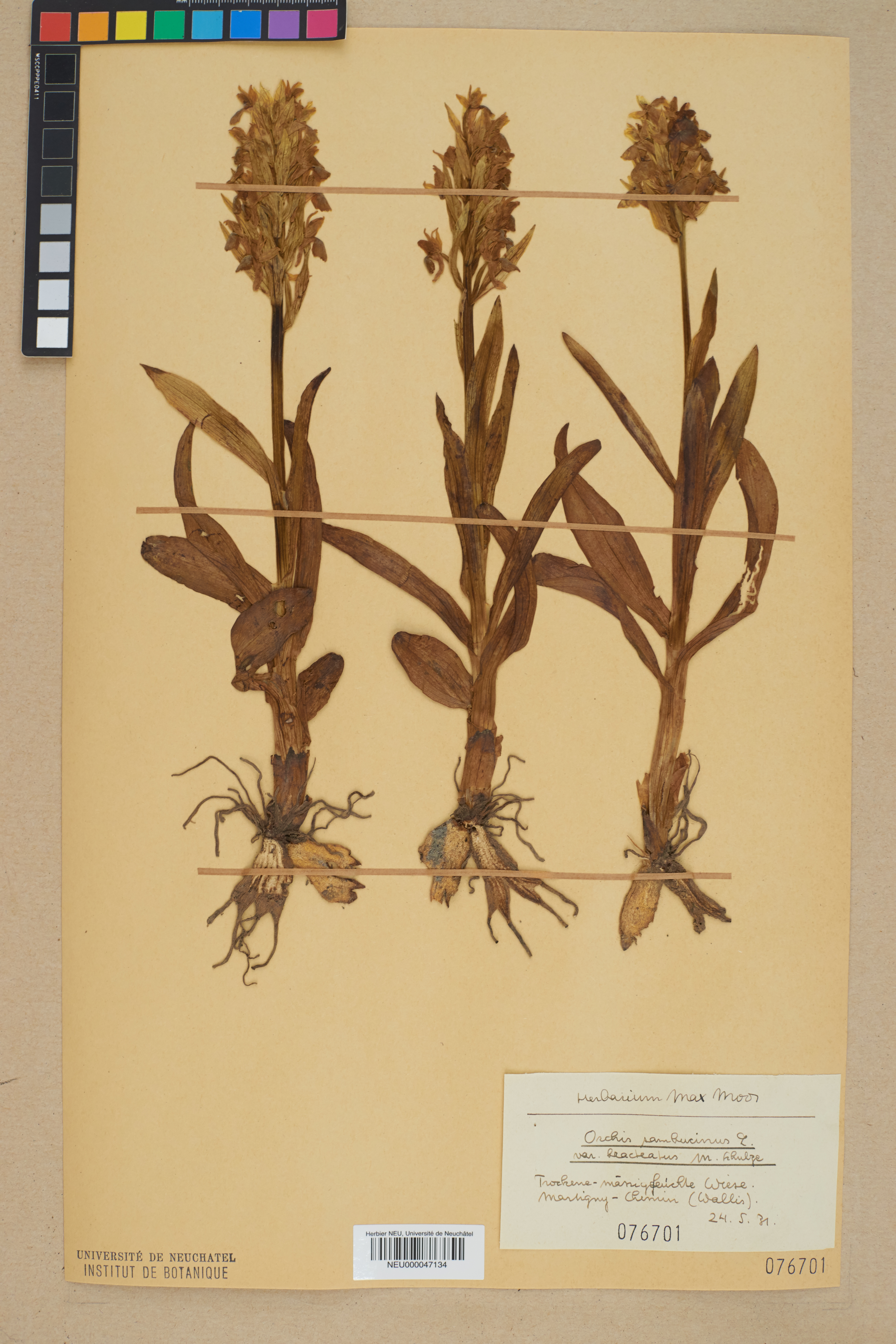
Herbarbogen von Dactylorhiza sambucina – Bitte keine Pflanzenmaterialen aus Naturbeständen entnehmen!

### Taxonomie
Die Gattung Dactylorhiza wurde 1937 durch Sergei Arsenjewitsch Newski in Trudy Botanicheskogo Instituta Akademii Nauk SSSR, Ser. 1, Band 4, Seite 332 aufgestellt. Er übernahm den Namen von Noël Martin Joseph de Necker aus Elementa Botanica, Band 3, Seite 129 aus dem Jahr 1790.
Der botanische Gattungsname Dactylorhiza leitet sich von altgriechisch δάκτυλος dactylos (latinisiert dactylos) für „Finger“ und ρίζα rhiza für „Wurzel“ her und beschreibt die Knollen, welche zusammengedrückt und mehrteilig-handförmig sind. Der gebräuchlichste deutsche Name „Knabenkraut“ entstand, als die heutigen Gattungen Orchis und Dactylorhiza noch nicht unterschieden wurden. Er wird auch weiterhin für die Arten der Gattung Dactylorhiza verwandt. Die Bezeichnung „Kuckucksblumen“, eine weitere alte Bezeichnung für die Knabenkräuter, wurde von Werner Rothmaler 1958 als Name für die Gattung Dactylorhiza vorgeschlagen. Gelegentlich wird zur Abgrenzung von der Gattung Orchis die Verwendung des Namens „Fingerwurzen“ empfohlen, der die wörtliche Übersetzung des botanischen Namens wiedergibt.

### Botanische Geschichte
Die Knabenkräuter der Gattung Dactylorhiza wurden erst spät von denen der Gattung Orchis unterschieden. Obwohl der heutige wissenschaftliche Name schon 1790 von Necker geprägt wurde, geriet er in Vergessenheit und gilt nicht als gültige Erstbeschreibung (Neckers Elementa botanica ist als opus utique opressum, als nicht zu verwendendes Werk, im ICBN gelistet). Auch die Arbeit von Nevski (Newski), der 1937 die Erstbeschreibung in der Flora der UdSSR veröffentlichte, blieb noch ohne Resonanz. So verwendete Vermeulen 1947 in seiner Dissertation Studies on Dactylorchids, die ein grundlegendes Werk für die Erforschung der Gattung war, den neuen Namen Dactylorchis. Die Trennung von der Gattung Orchis wurde damit weithin anerkannt, der Name Dactylorhiza fand in den folgenden Jahren Verbreitung, beispielsweise in dem von Karlheinz Senghas 1968 herausgegebenen Werk Probleme der Gattung Dactylorhiza.

### Äußere Systematik
Die Gattung Dactylorhiza gehört zur Tribus Orchideae in der Unterfamilie Orchidoideae innerhalb der Familie der Orchidaceae. Die nächste Verwandtschaft besteht zur Gattung der Händelwurzen (Gymnadenia) und zur Grünen Hohlzunge (Coeloglossum viride). Die meisten verwandten Gattungen kommen ebenfalls schwerpunktmäßig in Europa vor, mit Ausnahme der Klade aus Waldhyazinthen (Platanthera) und Galearis, die Verbreitungszentren in Ostasien und Nordamerika besitzt. Die Verwandtschaftsbeziehungen lassen sich mit einem Kladogramm wie folgt darstellen:
|  | Knabenkräuter (Dactylorhiza) + Grüne Hohlzunge (Coeloglossum viride) |
|  |                                                                      |
|  | Händelwurzen (Gymnadenia)                                            |
|  |                                                                      |

|  | Höswurzen (Pseudorchis)                                                   |
|  |                                                                           |
|  | \| \| Waldhyazinthen (Platanthera) \| \| \| \| \| \| Galearis \| \| \| \| |
|  |                                                                           |
|  | Waldhyazinthen (Platanthera)                                              |
|  |                                                                           |
|  | Galearis                                                                  |
|  |                                                                           |

|  | Waldhyazinthen (Platanthera) |
|  |                              |
|  | Galearis                     |
|  |                              |

|  | Kugelorchis (Traunsteinera)      |
|  |                                  |
|  | Zwergstendel (Chamorchis alpina) |
|  |                                  |

|  | Höswurzen (Pseudorchis)                                                   |
|  |                                                                           |
|  | \| \| Waldhyazinthen (Platanthera) \| \| \| \| \| \| Galearis \| \| \| \| |
|  |                                                                           |
|  | Waldhyazinthen (Platanthera)                                              |
|  |                                                                           |
|  | Galearis                                                                  |
|  |                                                                           |

|  | Waldhyazinthen (Platanthera) |
|  |                              |
|  | Galearis                     |
|  |                              |

|  | Kugelorchis (Traunsteinera)      |
|  |                                  |
|  | Zwergstendel (Chamorchis alpina) |
|  |                                  |

|  | Knabenkräuter (Dactylorhiza) + Grüne Hohlzunge (Coeloglossum viride) |
|  |                                                                      |
|  | Händelwurzen (Gymnadenia)                                            |
|  |                                                                      |

|  | Höswurzen (Pseudorchis)                                                   |
|  |                                                                           |
|  | \| \| Waldhyazinthen (Platanthera) \| \| \| \| \| \| Galearis \| \| \| \| |
|  |                                                                           |
|  | Waldhyazinthen (Platanthera)                                              |
|  |                                                                           |
|  | Galearis                                                                  |
|  |                                                                           |

|  | Waldhyazinthen (Platanthera) |
|  |                              |
|  | Galearis                     |
|  |                              |

|  | Kugelorchis (Traunsteinera)      |
|  |                                  |
|  | Zwergstendel (Chamorchis alpina) |
|  |                                  |

|  | Höswurzen (Pseudorchis)                                                   |
|  |                                                                           |
|  | \| \| Waldhyazinthen (Platanthera) \| \| \| \| \| \| Galearis \| \| \| \| |
|  |                                                                           |
|  | Waldhyazinthen (Platanthera)                                              |
|  |                                                                           |
|  | Galearis                                                                  |
|  |                                                                           |

|  | Waldhyazinthen (Platanthera) |
|  |                              |
|  | Galearis                     |
|  |                              |

|  | Kugelorchis (Traunsteinera)      |
|  |                                  |
|  | Zwergstendel (Chamorchis alpina) |
|  |                                  |

### Verwandtschaft zur Grünen Hohlzunge
Besonders nah mit Dactylorhiza verwandt ist die Grüne Hohlzunge, für die eine eigene Gattung, Coeloglossum, aufgestellt wurde. Erste Untersuchungen der ribosomalen DNA platzierten die Grüne Hohlzunge innerhalb der Gattung Dactylorhiza. Folgerichtig wurde sie von Coeloglossum viride in Dactylorhiza viridis umbenannt. Der Gattungsname Dactylorhiza, der jüngeren Datums ist als Coeloglossum, wurde als nomen conservandum vorgeschlagen. Eine Untersuchung der DNA der Chloroplasten erbrachte keine Auflösung der nah verwandten Arten. Das Ergebnis einer neueren Studie, die weitere DNA-Abschnitte einbezog, sieht die Grüne Hohlzunge als Schwestertaxon zur Gattung Dactylorhiza und weiterhin als eigenständige Gattung.
|  | \| \| Dactylorhiza incarnata – Gruppe \| \| \| \| \| \| restliche Dactylorhiza \| \| \| \| |
|  |                                                                                            |
|  | Coeloglossum viride                                                                        |
|  |                                                                                            |
|  | Dactylorhiza incarnata – Gruppe                                                            |
|  |                                                                                            |
|  | restliche Dactylorhiza                                                                     |
|  |                                                                                            |

|  | Dactylorhiza incarnata – Gruppe |
|  |                                 |
|  | restliche Dactylorhiza          |
|  |                                 |

|  | \| \| Dactylorhiza incarnata – Gruppe \| \| \| \| \| \| restliche Dactylorhiza \| \| \| \| |
|  |                                                                                            |
|  | Coeloglossum viride                                                                        |
|  |                                                                                            |
|  | Dactylorhiza incarnata – Gruppe                                                            |
|  |                                                                                            |
|  | restliche Dactylorhiza                                                                     |
|  |                                                                                            |

|  | Dactylorhiza incarnata – Gruppe |
|  |                                 |
|  | restliche Dactylorhiza          |
|  |                                 |

|  | Dactylorhiza incarnata – Gruppe                                                |
|  |                                                                                |
|  | \| \| Coeloglossum viride \| \| \| \| \| \| restliche Dactylorhiza \| \| \| \| |
|  |                                                                                |
|  | Coeloglossum viride                                                            |
|  |                                                                                |
|  | restliche Dactylorhiza                                                         |
|  |                                                                                |

|  | Coeloglossum viride    |
|  |                        |
|  | restliche Dactylorhiza |
|  |                        |

|  | Dactylorhiza incarnata – Gruppe                                                |
|  |                                                                                |
|  | \| \| Coeloglossum viride \| \| \| \| \| \| restliche Dactylorhiza \| \| \| \| |
|  |                                                                                |
|  | Coeloglossum viride                                                            |
|  |                                                                                |
|  | restliche Dactylorhiza                                                         |
|  |                                                                                |

|  | Coeloglossum viride    |
|  |                        |
|  | restliche Dactylorhiza |
|  |                        |

### Innere Systematik
In der Gattung Dactylorhiza gibt es diploide und tetraploide Pflanzenexemplare, wobei die Zuordnung der diploiden zu einzelnen Arten nicht so strittig ist wie die Beurteilung der tetraploiden Sippen. Die Verdoppelung des Chromosomensatzes kann als Autopolyploidie vorliegen, das heißt, dass nur eine Ausgangsart an der Bildung der tetraploiden Art beteiligt war, oder als Allopolyploidie, bei der die tetraploiden Pflanzen durch Hybridisierung zweier diploider Elternarten entstanden. Aus derselben Kombination zweier Elternarten sind zu verschiedenen Zeiten und an verschiedenen Orten wiederholt Hybriden hervorgegangen, die sich äußerlich und in ihren ökologischen Ansprüchen unterscheiden können, genetisch aber wenige Unterschiede aufweisen. Die Abgrenzung insbesondere der tetraploiden Knabenkraut-Arten ist schwierig, da sie eine große Variationsbreite, die zwischen den Ausgangsarten vermittelt, zeigen. Neben alten, stabilisierten Hybridschwärmen gibt es häufig spontane Hybriden, die stellenweise zahlreicher als die Elternarten sind. Die Entschlüsselung der Verwandtschaftsverhältnisse durch molekulargenetische Methoden wird durch die wiederholte Hybridisierung und durch die geringen genetischen Unterschiede innerhalb der Gattung erschwert.
Leonid Averyanov legte eine Einteilung der Gattung in vier Sektionen vor. Zwei davon enthielten nur je eine Art, das Krim-Knabenkraut (Dactylorhiza iberica) in der Sektion Iberanthus sowie Dactylorhiza aristata in der Sektion Aristatae. Die Sektion Sambucinae war ebenfalls artenarm, die Mehrzahl der Arten stand in der Sektion Dactylorhiza, die durch Subsektionen noch feiner unterteilt wurde. Molekulargenetische Untersuchungen konnten die von Averyanov vorgeschlagene Unterteilung großteils nicht stützen. Neben den tatsächlich relativ isolierten drei artenarmen Sektionen Averyanovs (Dactylorhiza iberica, Dactylorhiza aristata sowie Dactylorhiza romana und Dactylorhiza sambucina) gibt es drei weitere große Gruppen: zwei hauptsächlich diploide Gruppen um Dactylorhiza incarnata sowie Dactylorhiza maculata und die Gruppe der tetraploiden Hybriden zwischen diesen beiden. In der Darstellungsweise eines klassischen Kladogramms lassen sich die Beziehungen durch Hybridisierung nicht darstellen, die beiden nachfolgenden enthalten deshalb nur eine Auswahl diploider Arten:

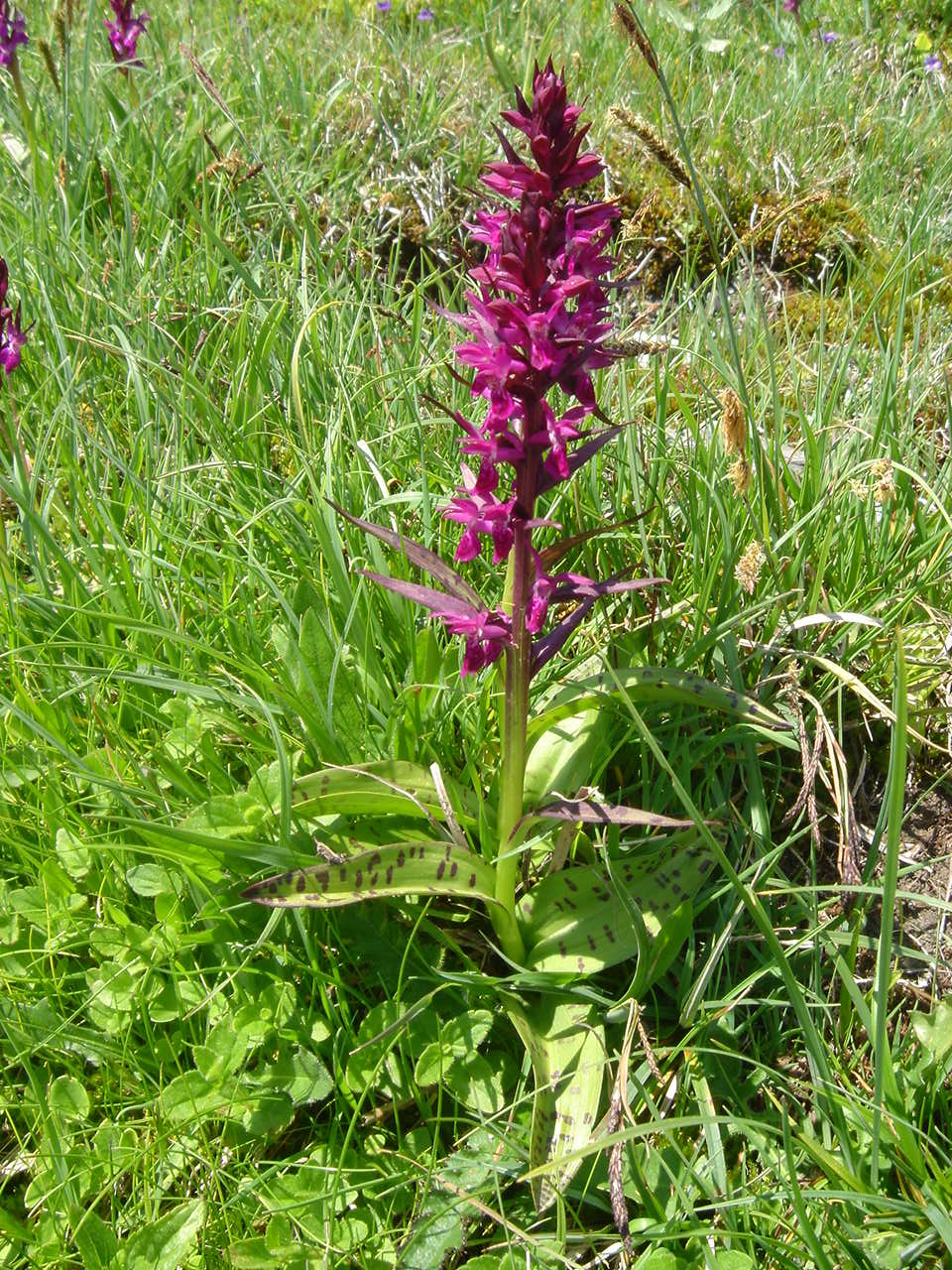
Dactylorhiza alpestris

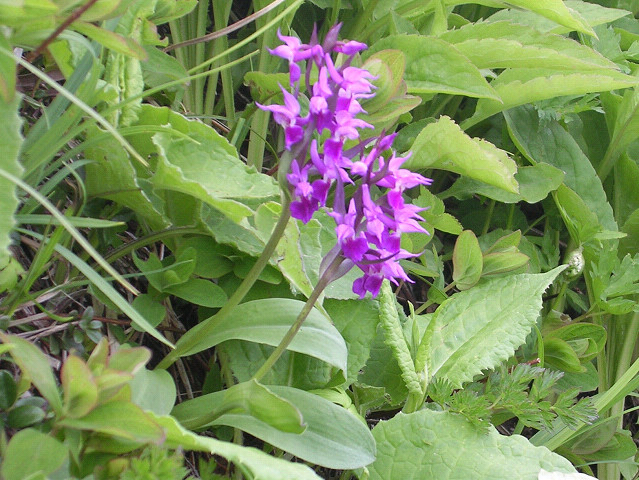
Dactylorhiza aristata

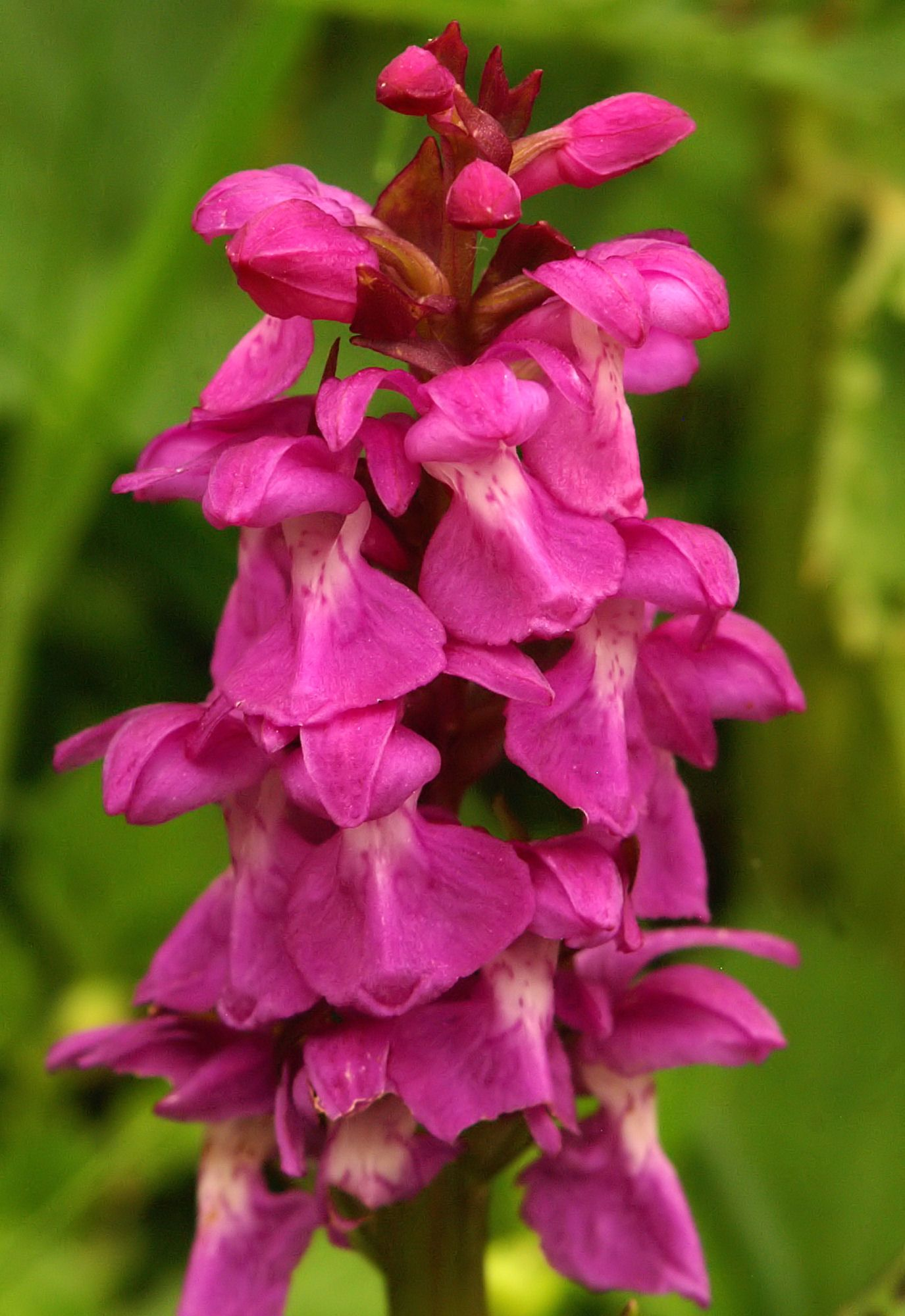
Dactylorhiza cordigera subsp. pindica

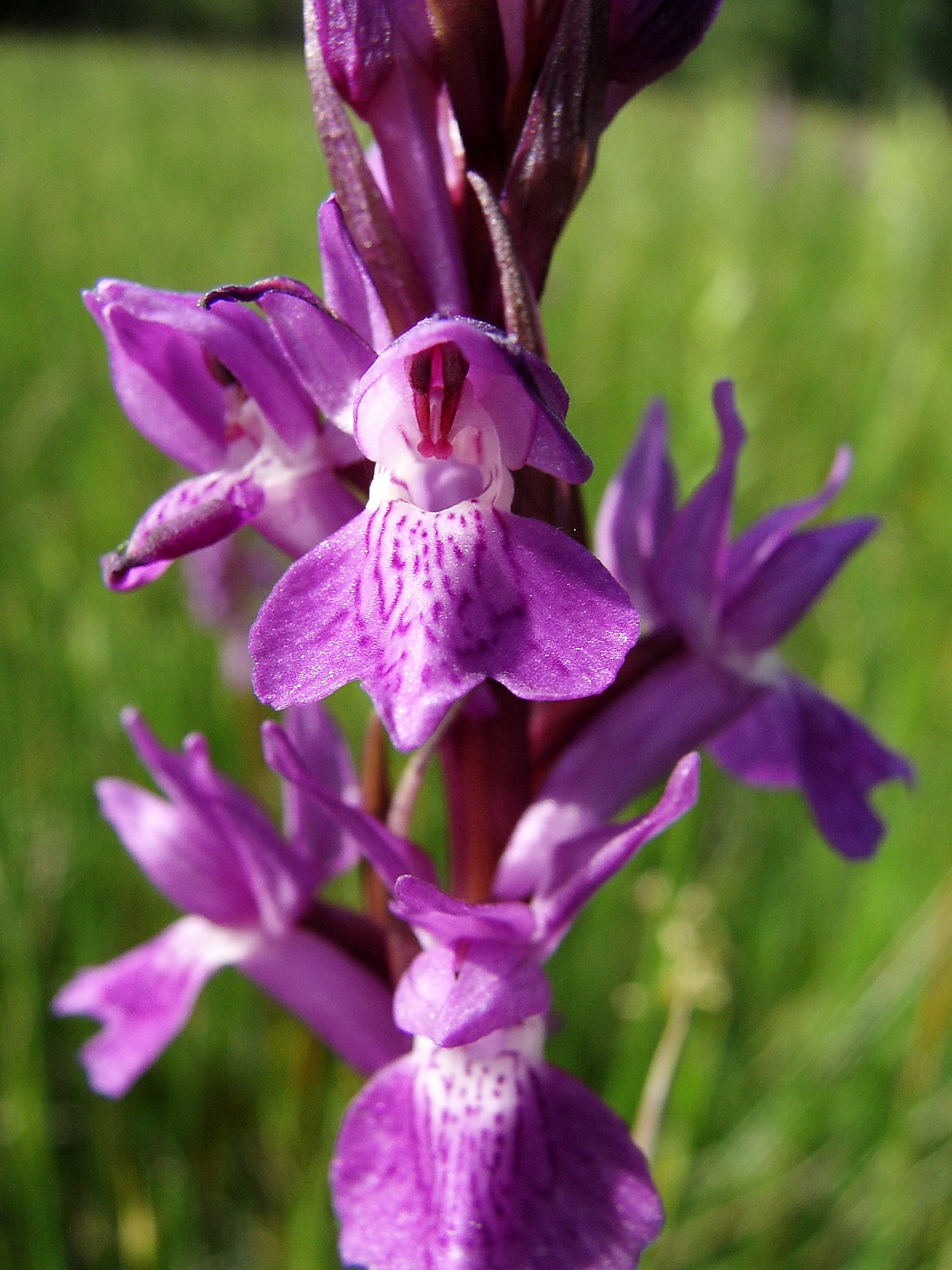
Dactylorhiza elata

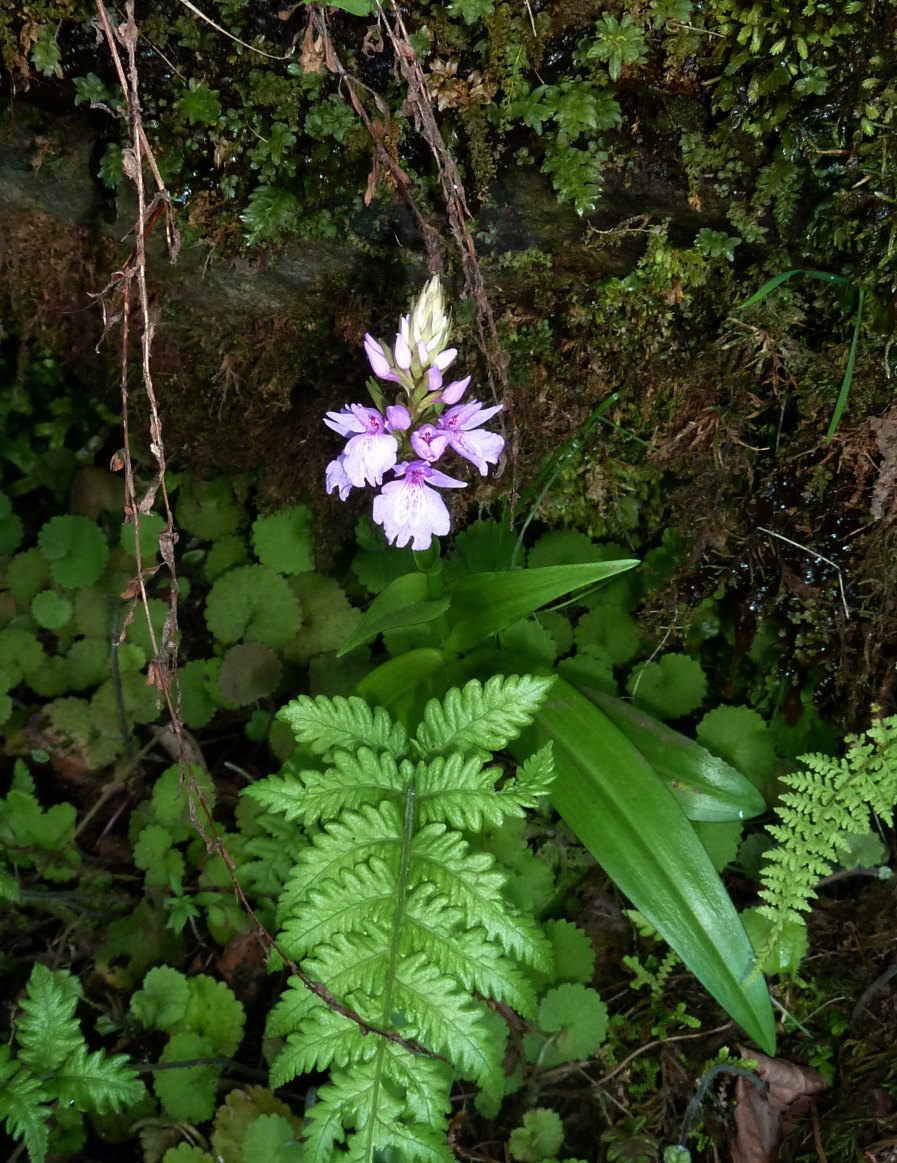
Dactylorhiza foliosa

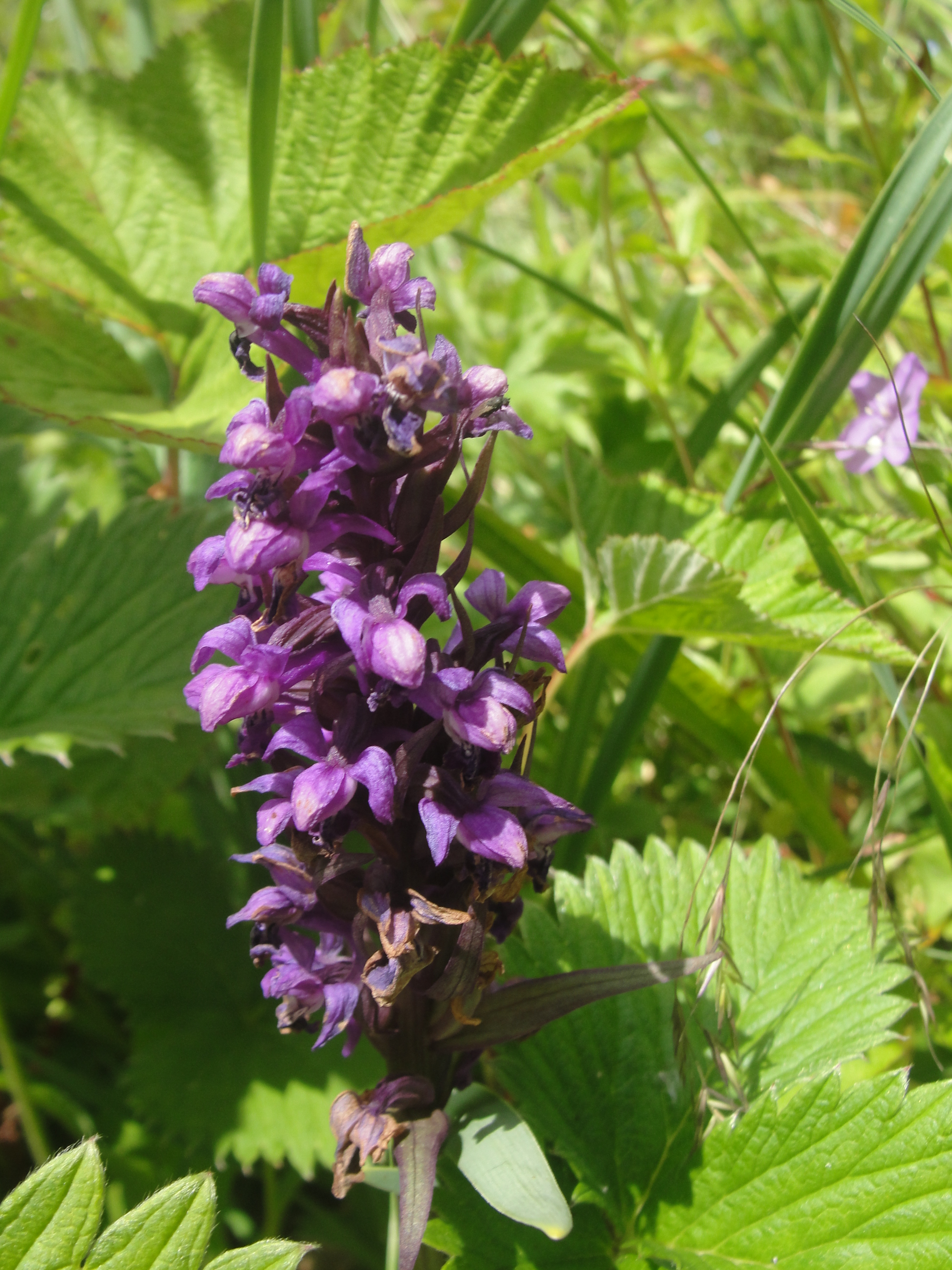
Dactylorhiza hatagirea

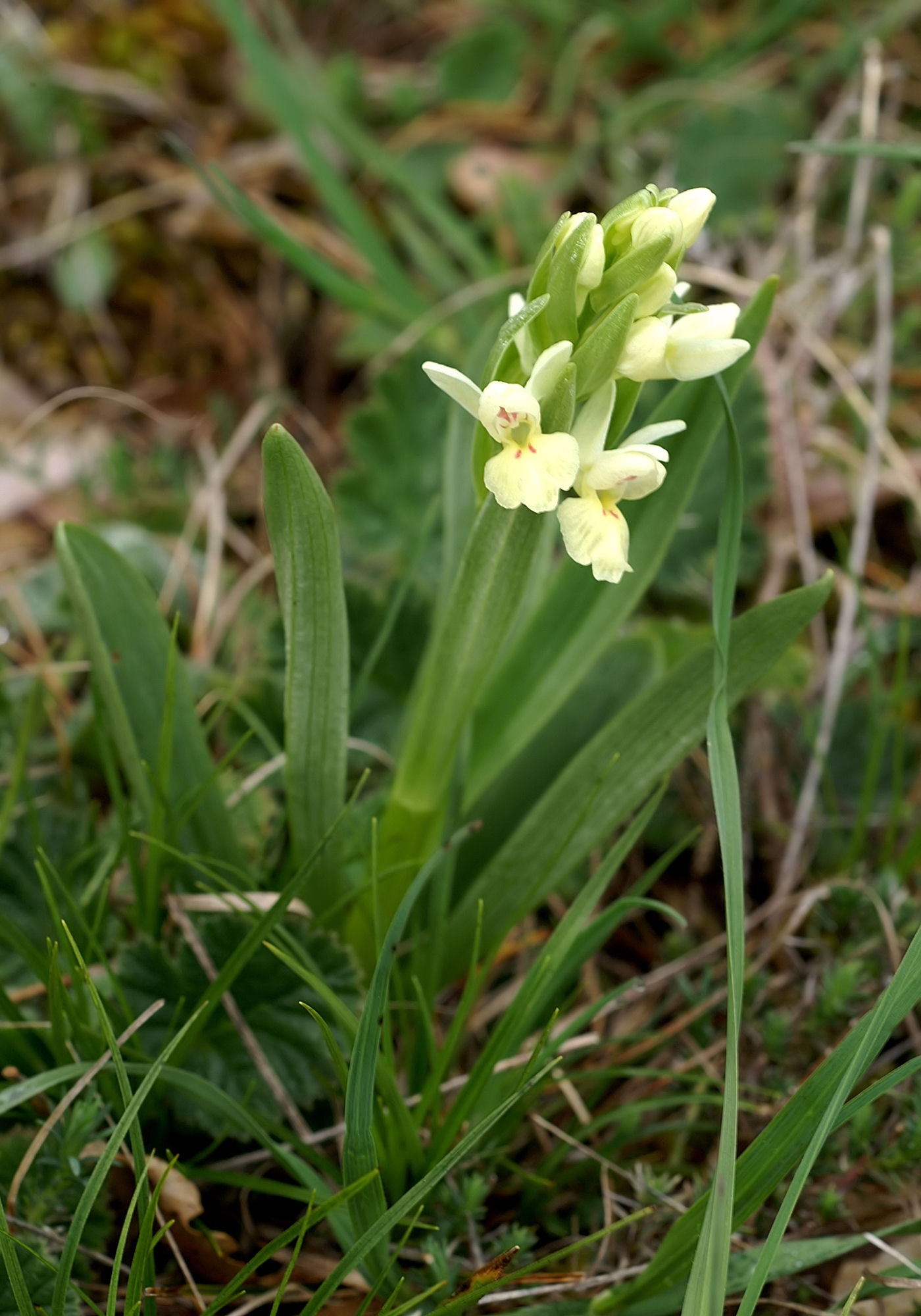
Dactylorhiza insularis

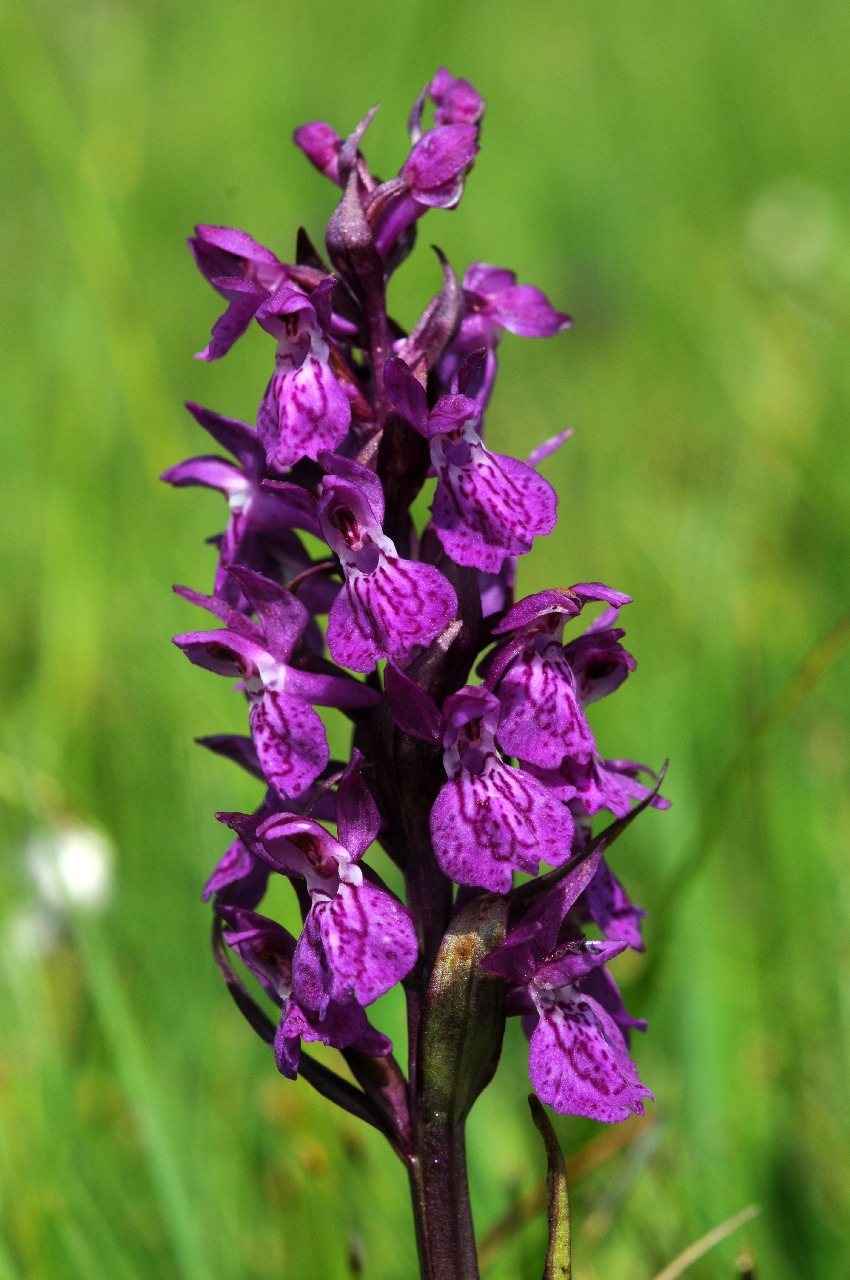
Dactylorhiza lapponica

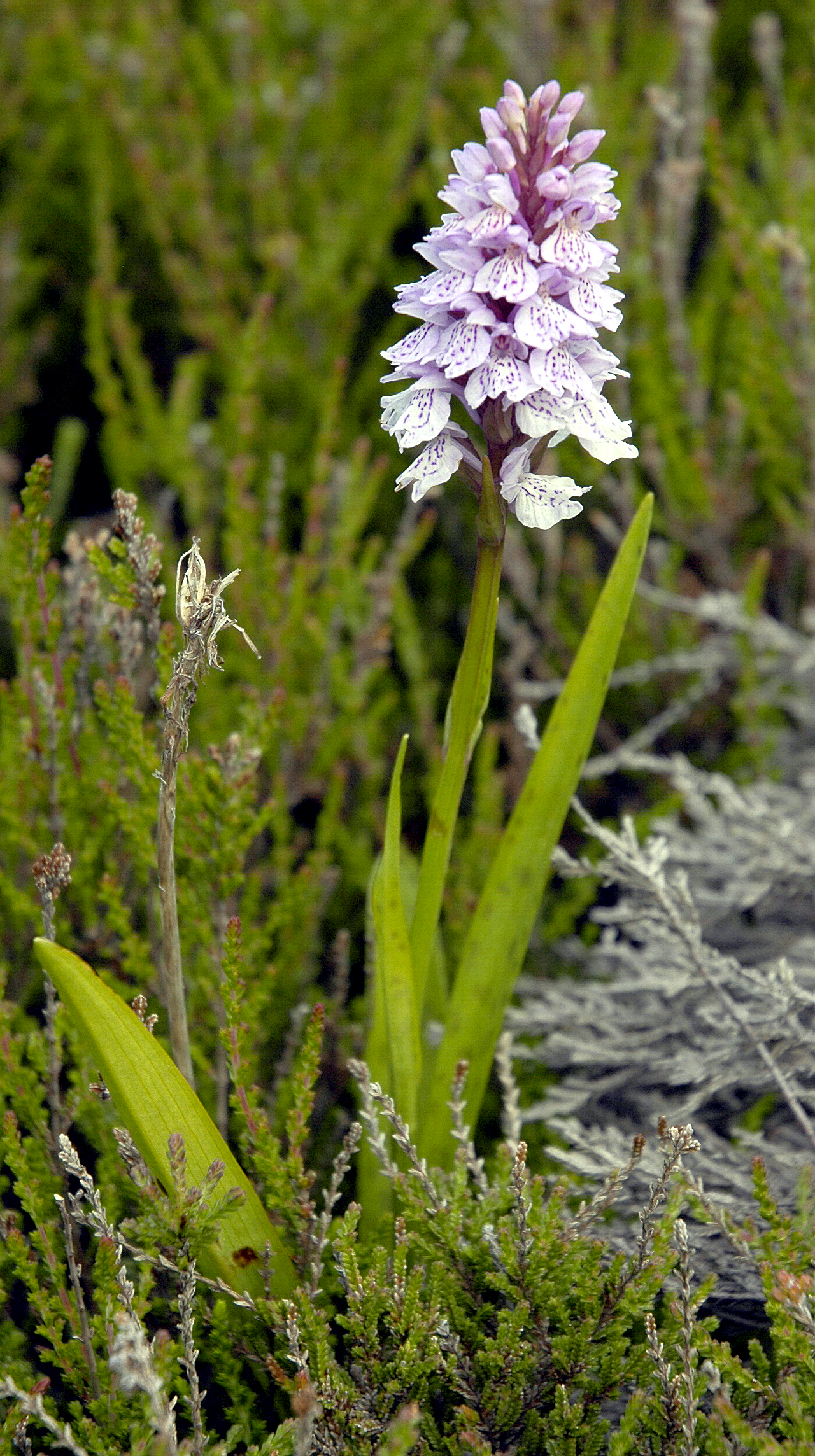
Dactylorhiza maculata

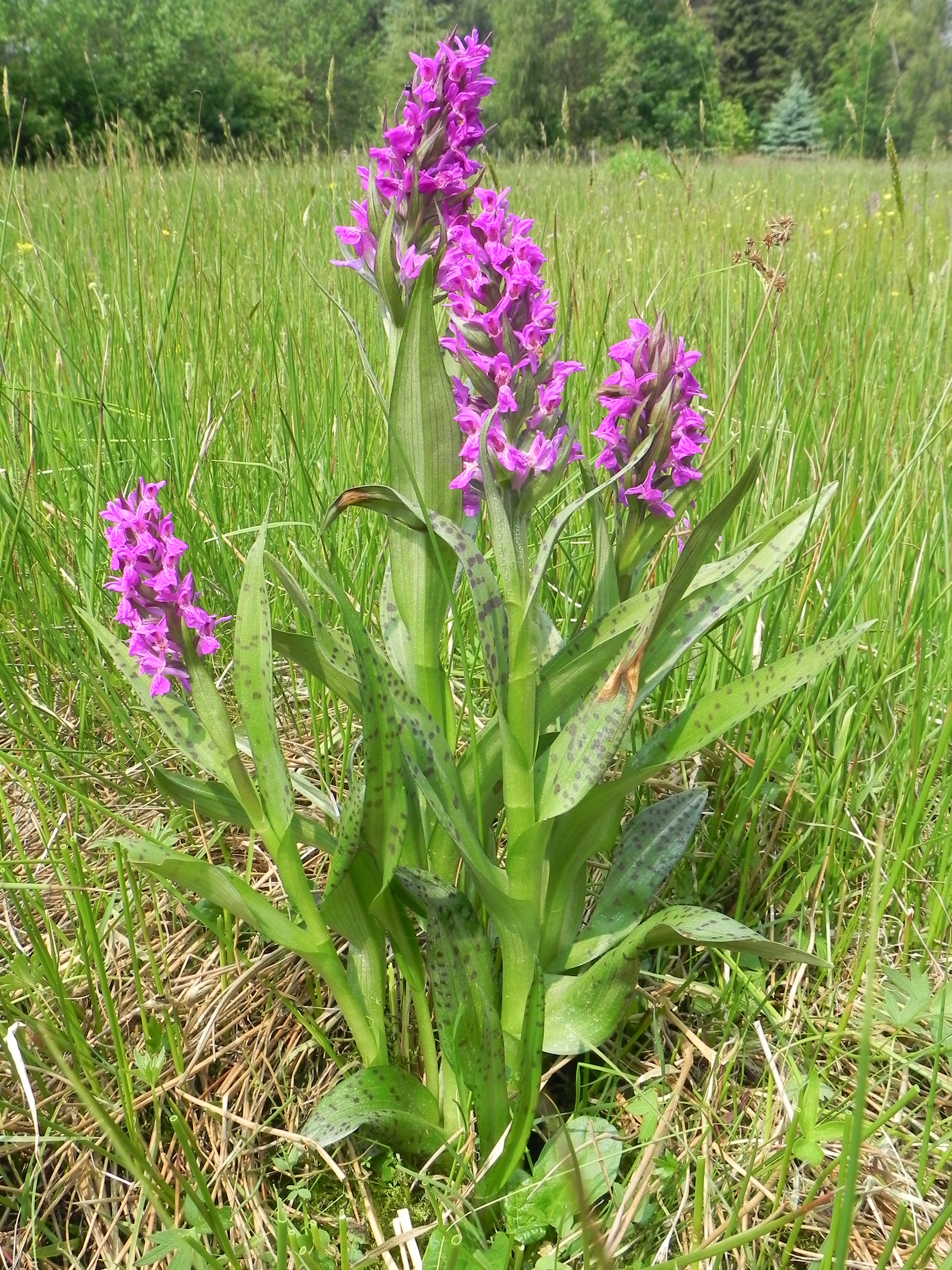
Dactylorhiza majalis

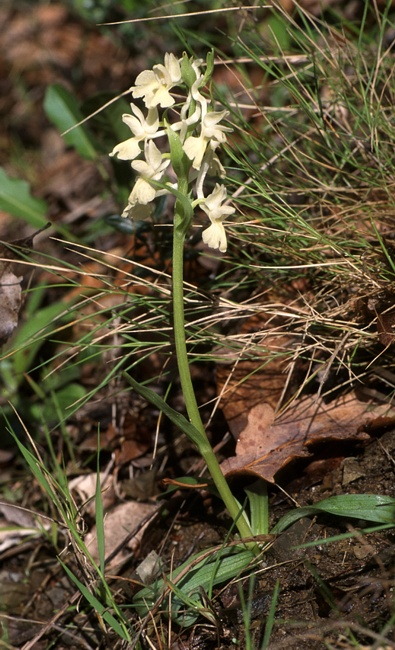
Dactylorhiza romana

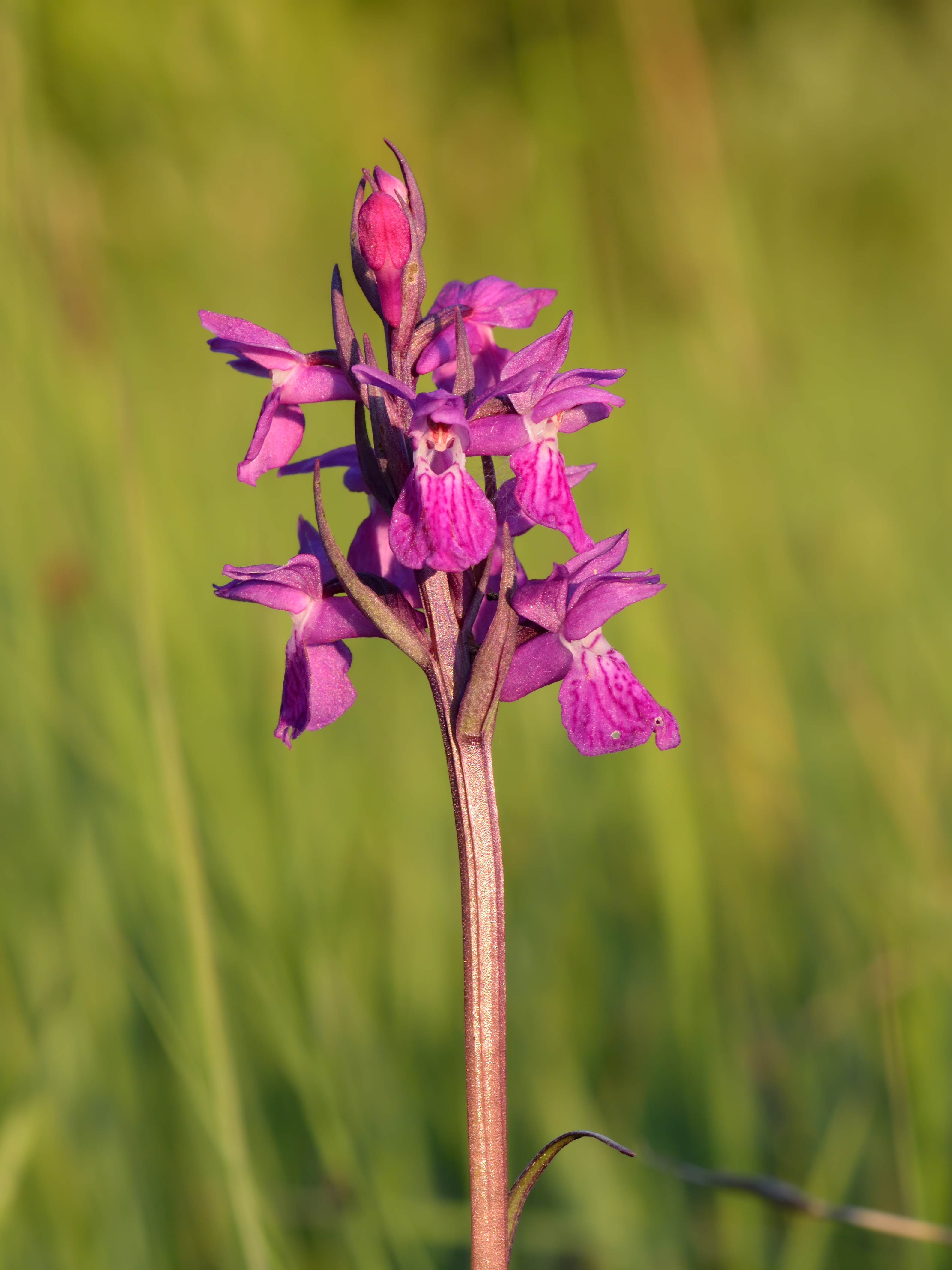
Dactylorhiza russowii

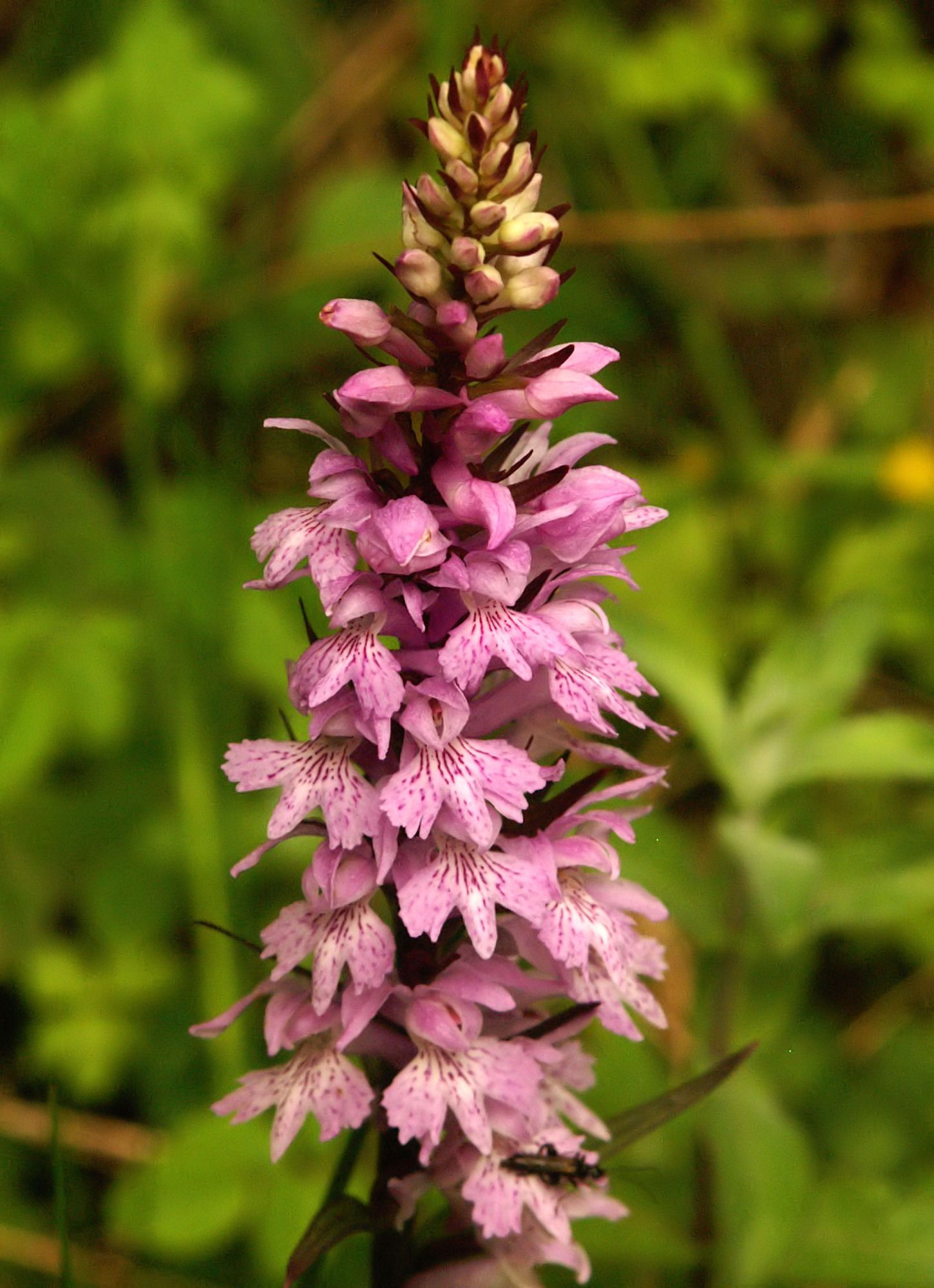
Dactylorhiza saccifera

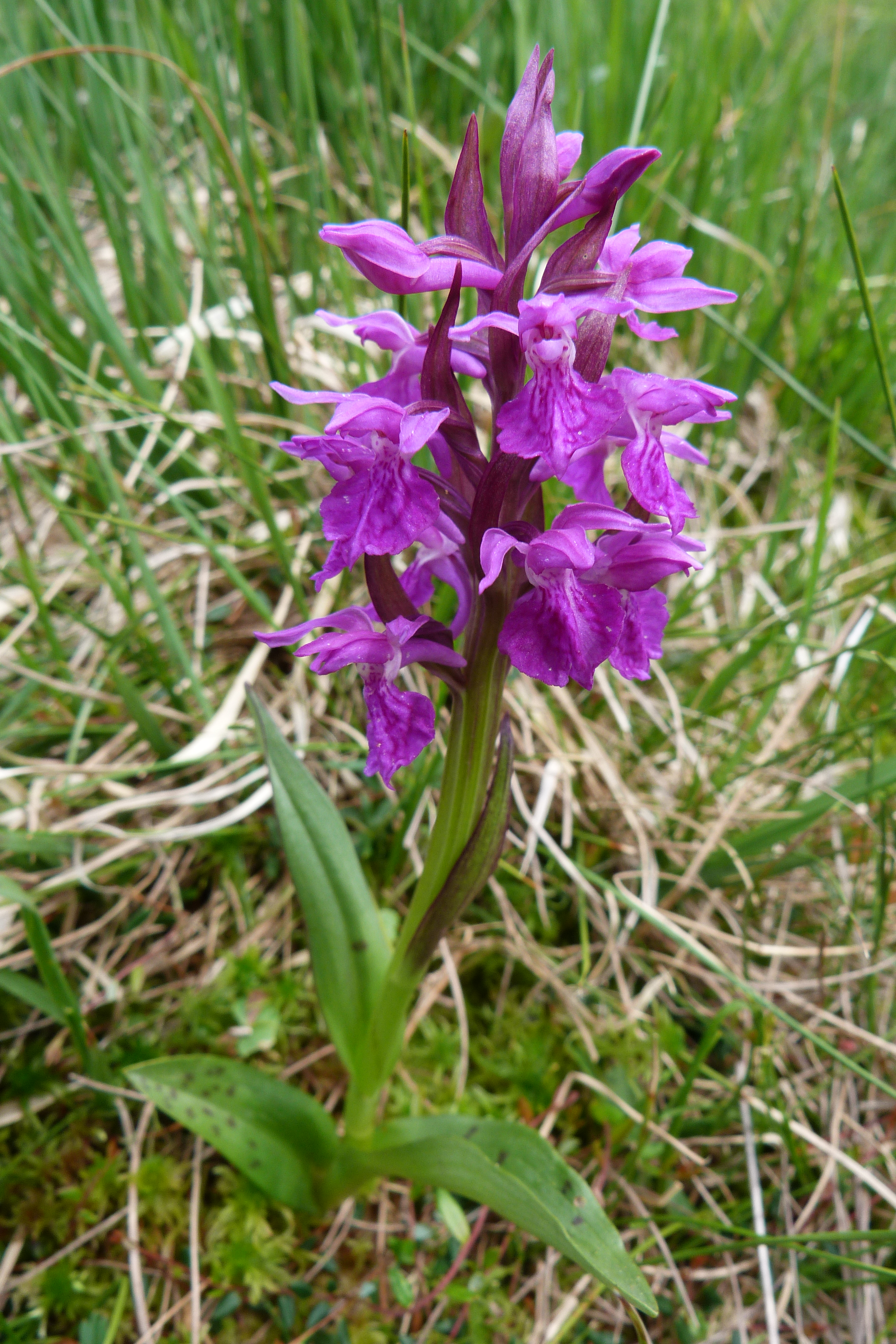
Dactylorhiza traunsteineri

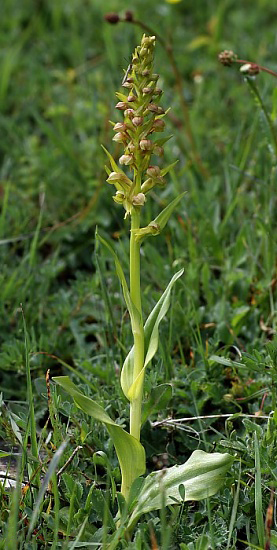
Dactylorhiza viridis

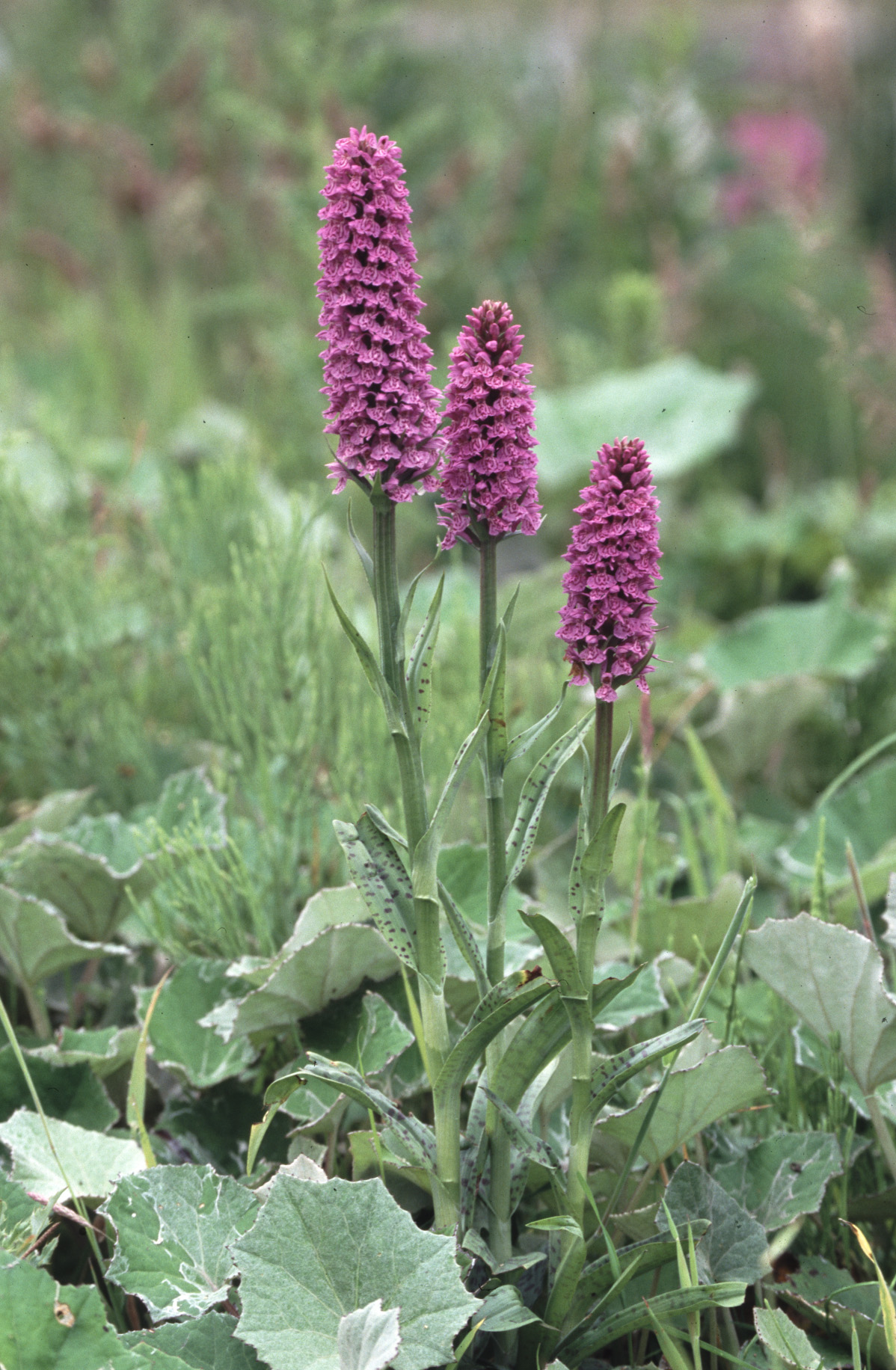
Dactylorhiza ×venusta

|  | \| \| Dactylorhiza foliosa \| \| \| \| \| \| Dactylorhiza maculata \| \| \| \| |
|  |                                                                                |
|  | Dactylorhiza fuchsii                                                           |
|  |                                                                                |
|  | Dactylorhiza foliosa                                                           |
|  |                                                                                |
|  | Dactylorhiza maculata                                                          |
|  |                                                                                |

|  | Dactylorhiza foliosa  |
|  |                       |
|  | Dactylorhiza maculata |
|  |                       |

|  | \| \| Dactylorhiza foliosa \| \| \| \| \| \| Dactylorhiza maculata \| \| \| \| |
|  |                                                                                |
|  | Dactylorhiza fuchsii                                                           |
|  |                                                                                |
|  | Dactylorhiza foliosa                                                           |
|  |                                                                                |
|  | Dactylorhiza maculata                                                          |
|  |                                                                                |

|  | Dactylorhiza foliosa  |
|  |                       |
|  | Dactylorhiza maculata |
|  |                       |

|  | \| \| Dactylorhiza foliosa \| \| \| \| \| \| Dactylorhiza maculata \| \| \| \| |
|  |                                                                                |
|  | Dactylorhiza fuchsii                                                           |
|  |                                                                                |
|  | Dactylorhiza foliosa                                                           |
|  |                                                                                |
|  | Dactylorhiza maculata                                                          |
|  |                                                                                |

|  | Dactylorhiza foliosa  |
|  |                       |
|  | Dactylorhiza maculata |
|  |                       |

|  | \| \| Dactylorhiza foliosa \| \| \| \| \| \| Dactylorhiza maculata \| \| \| \| |
|  |                                                                                |
|  | Dactylorhiza fuchsii                                                           |
|  |                                                                                |
|  | Dactylorhiza foliosa                                                           |
|  |                                                                                |
|  | Dactylorhiza maculata                                                          |
|  |                                                                                |

|  | Dactylorhiza foliosa  |
|  |                       |
|  | Dactylorhiza maculata |
|  |                       |

|  | \| \| Dactylorhiza foliosa \| \| \| \| \| \| Dactylorhiza maculata \| \| \| \| |
|  |                                                                                |
|  | Dactylorhiza fuchsii                                                           |
|  |                                                                                |
|  | Dactylorhiza foliosa                                                           |
|  |                                                                                |
|  | Dactylorhiza maculata                                                          |
|  |                                                                                |

|  | Dactylorhiza foliosa  |
|  |                       |
|  | Dactylorhiza maculata |
|  |                       |

|  | \| \| Dactylorhiza foliosa \| \| \| \| \| \| Dactylorhiza maculata \| \| \| \| |
|  |                                                                                |
|  | Dactylorhiza fuchsii                                                           |
|  |                                                                                |
|  | Dactylorhiza foliosa                                                           |
|  |                                                                                |
|  | Dactylorhiza maculata                                                          |
|  |                                                                                |

|  | Dactylorhiza foliosa  |
|  |                       |
|  | Dactylorhiza maculata |
|  |                       |

|  | \| \| Dactylorhiza foliosa \| \| \| \| \| \| Dactylorhiza maculata \| \| \| \| |
|  |                                                                                |
|  | Dactylorhiza fuchsii                                                           |
|  |                                                                                |
|  | Dactylorhiza foliosa                                                           |
|  |                                                                                |
|  | Dactylorhiza maculata                                                          |
|  |                                                                                |

|  | Dactylorhiza foliosa  |
|  |                       |
|  | Dactylorhiza maculata |
|  |                       |

|  | \| \| Dactylorhiza foliosa \| \| \| \| \| \| Dactylorhiza maculata \| \| \| \| |
|  |                                                                                |
|  | Dactylorhiza fuchsii                                                           |
|  |                                                                                |
|  | Dactylorhiza foliosa                                                           |
|  |                                                                                |
|  | Dactylorhiza maculata                                                          |
|  |                                                                                |

|  | Dactylorhiza foliosa  |
|  |                       |
|  | Dactylorhiza maculata |
|  |                       |

|  | \| \| Dactylorhiza foliosa \| \| \| \| \| \| Dactylorhiza maculata \| \| \| \| |
|  |                                                                                |
|  | Dactylorhiza fuchsii                                                           |
|  |                                                                                |
|  | Dactylorhiza foliosa                                                           |
|  |                                                                                |
|  | Dactylorhiza maculata                                                          |
|  |                                                                                |

|  | Dactylorhiza foliosa  |
|  |                       |
|  | Dactylorhiza maculata |
|  |                       |

|  | \| \| Dactylorhiza foliosa \| \| \| \| \| \| Dactylorhiza maculata \| \| \| \| |
|  |                                                                                |
|  | Dactylorhiza fuchsii                                                           |
|  |                                                                                |
|  | Dactylorhiza foliosa                                                           |
|  |                                                                                |
|  | Dactylorhiza maculata                                                          |
|  |                                                                                |

|  | Dactylorhiza foliosa  |
|  |                       |
|  | Dactylorhiza maculata |
|  |                       |

|  | \| \| Dactylorhiza foliosa \| \| \| \| \| \| Dactylorhiza maculata \| \| \| \| |
|  |                                                                                |
|  | Dactylorhiza fuchsii                                                           |
|  |                                                                                |
|  | Dactylorhiza foliosa                                                           |
|  |                                                                                |
|  | Dactylorhiza maculata                                                          |
|  |                                                                                |

|  | Dactylorhiza foliosa  |
|  |                       |
|  | Dactylorhiza maculata |
|  |                       |

|  | \| \| Dactylorhiza foliosa \| \| \| \| \| \| Dactylorhiza maculata \| \| \| \| |
|  |                                                                                |
|  | Dactylorhiza fuchsii                                                           |
|  |                                                                                |
|  | Dactylorhiza foliosa                                                           |
|  |                                                                                |
|  | Dactylorhiza maculata                                                          |
|  |                                                                                |

|  | Dactylorhiza foliosa  |
|  |                       |
|  | Dactylorhiza maculata |
|  |                       |

|  | \| \| Dactylorhiza foliosa \| \| \| \| \| \| Dactylorhiza maculata \| \| \| \| |
|  |                                                                                |
|  | Dactylorhiza fuchsii                                                           |
|  |                                                                                |
|  | Dactylorhiza foliosa                                                           |
|  |                                                                                |
|  | Dactylorhiza maculata                                                          |
|  |                                                                                |

|  | Dactylorhiza foliosa  |
|  |                       |
|  | Dactylorhiza maculata |
|  |                       |

|  | \| \| Dactylorhiza foliosa \| \| \| \| \| \| Dactylorhiza maculata \| \| \| \| |
|  |                                                                                |
|  | Dactylorhiza fuchsii                                                           |
|  |                                                                                |
|  | Dactylorhiza foliosa                                                           |
|  |                                                                                |
|  | Dactylorhiza maculata                                                          |
|  |                                                                                |

|  | Dactylorhiza foliosa  |
|  |                       |
|  | Dactylorhiza maculata |
|  |                       |

|  | \| \| Dactylorhiza foliosa \| \| \| \| \| \| Dactylorhiza maculata \| \| \| \| |
|  |                                                                                |
|  | Dactylorhiza fuchsii                                                           |
|  |                                                                                |
|  | Dactylorhiza foliosa                                                           |
|  |                                                                                |
|  | Dactylorhiza maculata                                                          |
|  |                                                                                |

|  | Dactylorhiza foliosa  |
|  |                       |
|  | Dactylorhiza maculata |
|  |                       |

|  | \| \| Dactylorhiza foliosa \| \| \| \| \| \| Dactylorhiza maculata \| \| \| \| |
|  |                                                                                |
|  | Dactylorhiza fuchsii                                                           |
|  |                                                                                |
|  | Dactylorhiza foliosa                                                           |
|  |                                                                                |
|  | Dactylorhiza maculata                                                          |
|  |                                                                                |

|  | Dactylorhiza foliosa  |
|  |                       |
|  | Dactylorhiza maculata |
|  |                       |

|  | Coeloglossum viride                                                            |
|  |                                                                                |
|  | \| \| Dactylorhiza incarnata \| \| \| \| \| \| Dactylorhiza euxina \| \| \| \| |
|  |                                                                                |
|  | Dactylorhiza incarnata                                                         |
|  |                                                                                |
|  | Dactylorhiza euxina                                                            |
|  |                                                                                |

|  | Dactylorhiza incarnata |
|  |                        |
|  | Dactylorhiza euxina    |
|  |                        |

|  | \| \| Dactylorhiza foliosa \| \| \| \| \| \| Dactylorhiza maculata \| \| \| \| |
|  |                                                                                |
|  | Dactylorhiza fuchsii                                                           |
|  |                                                                                |
|  | Dactylorhiza foliosa                                                           |
|  |                                                                                |
|  | Dactylorhiza maculata                                                          |
|  |                                                                                |

|  | Dactylorhiza foliosa  |
|  |                       |
|  | Dactylorhiza maculata |
|  |                       |

|  | \| \| Dactylorhiza foliosa \| \| \| \| \| \| Dactylorhiza maculata \| \| \| \| |
|  |                                                                                |
|  | Dactylorhiza fuchsii                                                           |
|  |                                                                                |
|  | Dactylorhiza foliosa                                                           |
|  |                                                                                |
|  | Dactylorhiza maculata                                                          |
|  |                                                                                |

|  | Dactylorhiza foliosa  |
|  |                       |
|  | Dactylorhiza maculata |
|  |                       |

|  | \| \| Dactylorhiza foliosa \| \| \| \| \| \| Dactylorhiza maculata \| \| \| \| |
|  |                                                                                |
|  | Dactylorhiza fuchsii                                                           |
|  |                                                                                |
|  | Dactylorhiza foliosa                                                           |
|  |                                                                                |
|  | Dactylorhiza maculata                                                          |
|  |                                                                                |

|  | Dactylorhiza foliosa  |
|  |                       |
|  | Dactylorhiza maculata |
|  |                       |

|  | \| \| Dactylorhiza foliosa \| \| \| \| \| \| Dactylorhiza maculata \| \| \| \| |
|  |                                                                                |
|  | Dactylorhiza fuchsii                                                           |
|  |                                                                                |
|  | Dactylorhiza foliosa                                                           |
|  |                                                                                |
|  | Dactylorhiza maculata                                                          |
|  |                                                                                |

|  | Dactylorhiza foliosa  |
|  |                       |
|  | Dactylorhiza maculata |
|  |                       |

|  | \| \| Dactylorhiza foliosa \| \| \| \| \| \| Dactylorhiza maculata \| \| \| \| |
|  |                                                                                |
|  | Dactylorhiza fuchsii                                                           |
|  |                                                                                |
|  | Dactylorhiza foliosa                                                           |
|  |                                                                                |
|  | Dactylorhiza maculata                                                          |
|  |                                                                                |

|  | Dactylorhiza foliosa  |
|  |                       |
|  | Dactylorhiza maculata |
|  |                       |

|  | \| \| Dactylorhiza foliosa \| \| \| \| \| \| Dactylorhiza maculata \| \| \| \| |
|  |                                                                                |
|  | Dactylorhiza fuchsii                                                           |
|  |                                                                                |
|  | Dactylorhiza foliosa                                                           |
|  |                                                                                |
|  | Dactylorhiza maculata                                                          |
|  |                                                                                |

|  | Dactylorhiza foliosa  |
|  |                       |
|  | Dactylorhiza maculata |
|  |                       |

|  | \| \| Dactylorhiza foliosa \| \| \| \| \| \| Dactylorhiza maculata \| \| \| \| |
|  |                                                                                |
|  | Dactylorhiza fuchsii                                                           |
|  |                                                                                |
|  | Dactylorhiza foliosa                                                           |
|  |                                                                                |
|  | Dactylorhiza maculata                                                          |
|  |                                                                                |

|  | Dactylorhiza foliosa  |
|  |                       |
|  | Dactylorhiza maculata |
|  |                       |

|  | \| \| Dactylorhiza foliosa \| \| \| \| \| \| Dactylorhiza maculata \| \| \| \| |
|  |                                                                                |
|  | Dactylorhiza fuchsii                                                           |
|  |                                                                                |
|  | Dactylorhiza foliosa                                                           |
|  |                                                                                |
|  | Dactylorhiza maculata                                                          |
|  |                                                                                |

|  | Dactylorhiza foliosa  |
|  |                       |
|  | Dactylorhiza maculata |
|  |                       |

|  | \| \| Dactylorhiza foliosa \| \| \| \| \| \| Dactylorhiza maculata \| \| \| \| |
|  |                                                                                |
|  | Dactylorhiza fuchsii                                                           |
|  |                                                                                |
|  | Dactylorhiza foliosa                                                           |
|  |                                                                                |
|  | Dactylorhiza maculata                                                          |
|  |                                                                                |

|  | Dactylorhiza foliosa  |
|  |                       |
|  | Dactylorhiza maculata |
|  |                       |

|  | \| \| Dactylorhiza foliosa \| \| \| \| \| \| Dactylorhiza maculata \| \| \| \| |
|  |                                                                                |
|  | Dactylorhiza fuchsii                                                           |
|  |                                                                                |
|  | Dactylorhiza foliosa                                                           |
|  |                                                                                |
|  | Dactylorhiza maculata                                                          |
|  |                                                                                |

|  | Dactylorhiza foliosa  |
|  |                       |
|  | Dactylorhiza maculata |
|  |                       |

|  | \| \| Dactylorhiza foliosa \| \| \| \| \| \| Dactylorhiza maculata \| \| \| \| |
|  |                                                                                |
|  | Dactylorhiza fuchsii                                                           |
|  |                                                                                |
|  | Dactylorhiza foliosa                                                           |
|  |                                                                                |
|  | Dactylorhiza maculata                                                          |
|  |                                                                                |

|  | Dactylorhiza foliosa  |
|  |                       |
|  | Dactylorhiza maculata |
|  |                       |

|  | \| \| Dactylorhiza foliosa \| \| \| \| \| \| Dactylorhiza maculata \| \| \| \| |
|  |                                                                                |
|  | Dactylorhiza fuchsii                                                           |
|  |                                                                                |
|  | Dactylorhiza foliosa                                                           |
|  |                                                                                |
|  | Dactylorhiza maculata                                                          |
|  |                                                                                |

|  | Dactylorhiza foliosa  |
|  |                       |
|  | Dactylorhiza maculata |
|  |                       |

|  | \| \| Dactylorhiza foliosa \| \| \| \| \| \| Dactylorhiza maculata \| \| \| \| |
|  |                                                                                |
|  | Dactylorhiza fuchsii                                                           |
|  |                                                                                |
|  | Dactylorhiza foliosa                                                           |
|  |                                                                                |
|  | Dactylorhiza maculata                                                          |
|  |                                                                                |

|  | Dactylorhiza foliosa  |
|  |                       |
|  | Dactylorhiza maculata |
|  |                       |

|  | \| \| Dactylorhiza foliosa \| \| \| \| \| \| Dactylorhiza maculata \| \| \| \| |
|  |                                                                                |
|  | Dactylorhiza fuchsii                                                           |
|  |                                                                                |
|  | Dactylorhiza foliosa                                                           |
|  |                                                                                |
|  | Dactylorhiza maculata                                                          |
|  |                                                                                |

|  | Dactylorhiza foliosa  |
|  |                       |
|  | Dactylorhiza maculata |
|  |                       |

|  | \| \| Dactylorhiza foliosa \| \| \| \| \| \| Dactylorhiza maculata \| \| \| \| |
|  |                                                                                |
|  | Dactylorhiza fuchsii                                                           |
|  |                                                                                |
|  | Dactylorhiza foliosa                                                           |
|  |                                                                                |
|  | Dactylorhiza maculata                                                          |
|  |                                                                                |

|  | Dactylorhiza foliosa  |
|  |                       |
|  | Dactylorhiza maculata |
|  |                       |

|  | \| \| Dactylorhiza foliosa \| \| \| \| \| \| Dactylorhiza maculata \| \| \| \| |
|  |                                                                                |
|  | Dactylorhiza fuchsii                                                           |
|  |                                                                                |
|  | Dactylorhiza foliosa                                                           |
|  |                                                                                |
|  | Dactylorhiza maculata                                                          |
|  |                                                                                |

|  | Dactylorhiza foliosa  |
|  |                       |
|  | Dactylorhiza maculata |
|  |                       |

|  | Coeloglossum viride                                                            |
|  |                                                                                |
|  | \| \| Dactylorhiza incarnata \| \| \| \| \| \| Dactylorhiza euxina \| \| \| \| |
|  |                                                                                |
|  | Dactylorhiza incarnata                                                         |
|  |                                                                                |
|  | Dactylorhiza euxina                                                            |
|  |                                                                                |

|  | Dactylorhiza incarnata |
|  |                        |
|  | Dactylorhiza euxina    |
|  |                        |

|  | \| \| Dactylorhiza foliosa \| \| \| \| \| \| Dactylorhiza maculata \| \| \| \| |
|  |                                                                                |
|  | Dactylorhiza fuchsii                                                           |
|  |                                                                                |
|  | Dactylorhiza foliosa                                                           |
|  |                                                                                |
|  | Dactylorhiza maculata                                                          |
|  |                                                                                |

|  | Dactylorhiza foliosa  |
|  |                       |
|  | Dactylorhiza maculata |
|  |                       |

|  | \| \| Dactylorhiza foliosa \| \| \| \| \| \| Dactylorhiza maculata \| \| \| \| |
|  |                                                                                |
|  | Dactylorhiza fuchsii                                                           |
|  |                                                                                |
|  | Dactylorhiza foliosa                                                           |
|  |                                                                                |
|  | Dactylorhiza maculata                                                          |
|  |                                                                                |

|  | Dactylorhiza foliosa  |
|  |                       |
|  | Dactylorhiza maculata |
|  |                       |

|  | \| \| Dactylorhiza foliosa \| \| \| \| \| \| Dactylorhiza maculata \| \| \| \| |
|  |                                                                                |
|  | Dactylorhiza fuchsii                                                           |
|  |                                                                                |
|  | Dactylorhiza foliosa                                                           |
|  |                                                                                |
|  | Dactylorhiza maculata                                                          |
|  |                                                                                |

|  | Dactylorhiza foliosa  |
|  |                       |
|  | Dactylorhiza maculata |
|  |                       |

|  | \| \| Dactylorhiza foliosa \| \| \| \| \| \| Dactylorhiza maculata \| \| \| \| |
|  |                                                                                |
|  | Dactylorhiza fuchsii                                                           |
|  |                                                                                |
|  | Dactylorhiza foliosa                                                           |
|  |                                                                                |
|  | Dactylorhiza maculata                                                          |
|  |                                                                                |

|  | Dactylorhiza foliosa  |
|  |                       |
|  | Dactylorhiza maculata |
|  |                       |

|  | \| \| Dactylorhiza foliosa \| \| \| \| \| \| Dactylorhiza maculata \| \| \| \| |
|  |                                                                                |
|  | Dactylorhiza fuchsii                                                           |
|  |                                                                                |
|  | Dactylorhiza foliosa                                                           |
|  |                                                                                |
|  | Dactylorhiza maculata                                                          |
|  |                                                                                |

|  | Dactylorhiza foliosa  |
|  |                       |
|  | Dactylorhiza maculata |
|  |                       |

|  | \| \| Dactylorhiza foliosa \| \| \| \| \| \| Dactylorhiza maculata \| \| \| \| |
|  |                                                                                |
|  | Dactylorhiza fuchsii                                                           |
|  |                                                                                |
|  | Dactylorhiza foliosa                                                           |
|  |                                                                                |
|  | Dactylorhiza maculata                                                          |
|  |                                                                                |

|  | Dactylorhiza foliosa  |
|  |                       |
|  | Dactylorhiza maculata |
|  |                       |

|  | \| \| Dactylorhiza foliosa \| \| \| \| \| \| Dactylorhiza maculata \| \| \| \| |
|  |                                                                                |
|  | Dactylorhiza fuchsii                                                           |
|  |                                                                                |
|  | Dactylorhiza foliosa                                                           |
|  |                                                                                |
|  | Dactylorhiza maculata                                                          |
|  |                                                                                |

|  | Dactylorhiza foliosa  |
|  |                       |
|  | Dactylorhiza maculata |
|  |                       |

|  | \| \| Dactylorhiza foliosa \| \| \| \| \| \| Dactylorhiza maculata \| \| \| \| |
|  |                                                                                |
|  | Dactylorhiza fuchsii                                                           |
|  |                                                                                |
|  | Dactylorhiza foliosa                                                           |
|  |                                                                                |
|  | Dactylorhiza maculata                                                          |
|  |                                                                                |

|  | Dactylorhiza foliosa  |
|  |                       |
|  | Dactylorhiza maculata |
|  |                       |

|  | \| \| Dactylorhiza foliosa \| \| \| \| \| \| Dactylorhiza maculata \| \| \| \| |
|  |                                                                                |
|  | Dactylorhiza fuchsii                                                           |
|  |                                                                                |
|  | Dactylorhiza foliosa                                                           |
|  |                                                                                |
|  | Dactylorhiza maculata                                                          |
|  |                                                                                |

|  | Dactylorhiza foliosa  |
|  |                       |
|  | Dactylorhiza maculata |
|  |                       |

|  | \| \| Dactylorhiza foliosa \| \| \| \| \| \| Dactylorhiza maculata \| \| \| \| |
|  |                                                                                |
|  | Dactylorhiza fuchsii                                                           |
|  |                                                                                |
|  | Dactylorhiza foliosa                                                           |
|  |                                                                                |
|  | Dactylorhiza maculata                                                          |
|  |                                                                                |

|  | Dactylorhiza foliosa  |
|  |                       |
|  | Dactylorhiza maculata |
|  |                       |

|  | \| \| Dactylorhiza foliosa \| \| \| \| \| \| Dactylorhiza maculata \| \| \| \| |
|  |                                                                                |
|  | Dactylorhiza fuchsii                                                           |
|  |                                                                                |
|  | Dactylorhiza foliosa                                                           |
|  |                                                                                |
|  | Dactylorhiza maculata                                                          |
|  |                                                                                |

|  | Dactylorhiza foliosa  |
|  |                       |
|  | Dactylorhiza maculata |
|  |                       |

|  | \| \| Dactylorhiza foliosa \| \| \| \| \| \| Dactylorhiza maculata \| \| \| \| |
|  |                                                                                |
|  | Dactylorhiza fuchsii                                                           |
|  |                                                                                |
|  | Dactylorhiza foliosa                                                           |
|  |                                                                                |
|  | Dactylorhiza maculata                                                          |
|  |                                                                                |

|  | Dactylorhiza foliosa  |
|  |                       |
|  | Dactylorhiza maculata |
|  |                       |

|  | \| \| Dactylorhiza foliosa \| \| \| \| \| \| Dactylorhiza maculata \| \| \| \| |
|  |                                                                                |
|  | Dactylorhiza fuchsii                                                           |
|  |                                                                                |
|  | Dactylorhiza foliosa                                                           |
|  |                                                                                |
|  | Dactylorhiza maculata                                                          |
|  |                                                                                |

|  | Dactylorhiza foliosa  |
|  |                       |
|  | Dactylorhiza maculata |
|  |                       |

|  | \| \| Dactylorhiza foliosa \| \| \| \| \| \| Dactylorhiza maculata \| \| \| \| |
|  |                                                                                |
|  | Dactylorhiza fuchsii                                                           |
|  |                                                                                |
|  | Dactylorhiza foliosa                                                           |
|  |                                                                                |
|  | Dactylorhiza maculata                                                          |
|  |                                                                                |

|  | Dactylorhiza foliosa  |
|  |                       |
|  | Dactylorhiza maculata |
|  |                       |

|  | \| \| Dactylorhiza foliosa \| \| \| \| \| \| Dactylorhiza maculata \| \| \| \| |
|  |                                                                                |
|  | Dactylorhiza fuchsii                                                           |
|  |                                                                                |
|  | Dactylorhiza foliosa                                                           |
|  |                                                                                |
|  | Dactylorhiza maculata                                                          |
|  |                                                                                |

|  | Dactylorhiza foliosa  |
|  |                       |
|  | Dactylorhiza maculata |
|  |                       |

|  | \| \| Dactylorhiza foliosa \| \| \| \| \| \| Dactylorhiza maculata \| \| \| \| |
|  |                                                                                |
|  | Dactylorhiza fuchsii                                                           |
|  |                                                                                |
|  | Dactylorhiza foliosa                                                           |
|  |                                                                                |
|  | Dactylorhiza maculata                                                          |
|  |                                                                                |

|  | Dactylorhiza foliosa  |
|  |                       |
|  | Dactylorhiza maculata |
|  |                       |

|  | Coeloglossum viride                                                            |
|  |                                                                                |
|  | \| \| Dactylorhiza incarnata \| \| \| \| \| \| Dactylorhiza euxina \| \| \| \| |
|  |                                                                                |
|  | Dactylorhiza incarnata                                                         |
|  |                                                                                |
|  | Dactylorhiza euxina                                                            |
|  |                                                                                |

|  | Dactylorhiza incarnata |
|  |                        |
|  | Dactylorhiza euxina    |
|  |                        |

|  | \| \| Dactylorhiza foliosa \| \| \| \| \| \| Dactylorhiza maculata \| \| \| \| |
|  |                                                                                |
|  | Dactylorhiza fuchsii                                                           |
|  |                                                                                |
|  | Dactylorhiza foliosa                                                           |
|  |                                                                                |
|  | Dactylorhiza maculata                                                          |
|  |                                                                                |

|  | Dactylorhiza foliosa  |
|  |                       |
|  | Dactylorhiza maculata |
|  |                       |

|  | \| \| Dactylorhiza foliosa \| \| \| \| \| \| Dactylorhiza maculata \| \| \| \| |
|  |                                                                                |
|  | Dactylorhiza fuchsii                                                           |
|  |                                                                                |
|  | Dactylorhiza foliosa                                                           |
|  |                                                                                |
|  | Dactylorhiza maculata                                                          |
|  |                                                                                |

|  | Dactylorhiza foliosa  |
|  |                       |
|  | Dactylorhiza maculata |
|  |                       |

|  | \| \| Dactylorhiza foliosa \| \| \| \| \| \| Dactylorhiza maculata \| \| \| \| |
|  |                                                                                |
|  | Dactylorhiza fuchsii                                                           |
|  |                                                                                |
|  | Dactylorhiza foliosa                                                           |
|  |                                                                                |
|  | Dactylorhiza maculata                                                          |
|  |                                                                                |

|  | Dactylorhiza foliosa  |
|  |                       |
|  | Dactylorhiza maculata |
|  |                       |

|  | \| \| Dactylorhiza foliosa \| \| \| \| \| \| Dactylorhiza maculata \| \| \| \| |
|  |                                                                                |
|  | Dactylorhiza fuchsii                                                           |
|  |                                                                                |
|  | Dactylorhiza foliosa                                                           |
|  |                                                                                |
|  | Dactylorhiza maculata                                                          |
|  |                                                                                |

|  | Dactylorhiza foliosa  |
|  |                       |
|  | Dactylorhiza maculata |
|  |                       |

|  | \| \| Dactylorhiza foliosa \| \| \| \| \| \| Dactylorhiza maculata \| \| \| \| |
|  |                                                                                |
|  | Dactylorhiza fuchsii                                                           |
|  |                                                                                |
|  | Dactylorhiza foliosa                                                           |
|  |                                                                                |
|  | Dactylorhiza maculata                                                          |
|  |                                                                                |

|  | Dactylorhiza foliosa  |
|  |                       |
|  | Dactylorhiza maculata |
|  |                       |

|  | \| \| Dactylorhiza foliosa \| \| \| \| \| \| Dactylorhiza maculata \| \| \| \| |
|  |                                                                                |
|  | Dactylorhiza fuchsii                                                           |
|  |                                                                                |
|  | Dactylorhiza foliosa                                                           |
|  |                                                                                |
|  | Dactylorhiza maculata                                                          |
|  |                                                                                |

|  | Dactylorhiza foliosa  |
|  |                       |
|  | Dactylorhiza maculata |
|  |                       |

|  | \| \| Dactylorhiza foliosa \| \| \| \| \| \| Dactylorhiza maculata \| \| \| \| |
|  |                                                                                |
|  | Dactylorhiza fuchsii                                                           |
|  |                                                                                |
|  | Dactylorhiza foliosa                                                           |
|  |                                                                                |
|  | Dactylorhiza maculata                                                          |
|  |                                                                                |

|  | Dactylorhiza foliosa  |
|  |                       |
|  | Dactylorhiza maculata |
|  |                       |

|  | \| \| Dactylorhiza foliosa \| \| \| \| \| \| Dactylorhiza maculata \| \| \| \| |
|  |                                                                                |
|  | Dactylorhiza fuchsii                                                           |
|  |                                                                                |
|  | Dactylorhiza foliosa                                                           |
|  |                                                                                |
|  | Dactylorhiza maculata                                                          |
|  |                                                                                |

|  | Dactylorhiza foliosa  |
|  |                       |
|  | Dactylorhiza maculata |
|  |                       |

|  | \| \| Dactylorhiza foliosa \| \| \| \| \| \| Dactylorhiza maculata \| \| \| \| |
|  |                                                                                |
|  | Dactylorhiza fuchsii                                                           |
|  |                                                                                |
|  | Dactylorhiza foliosa                                                           |
|  |                                                                                |
|  | Dactylorhiza maculata                                                          |
|  |                                                                                |

|  | Dactylorhiza foliosa  |
|  |                       |
|  | Dactylorhiza maculata |
|  |                       |

|  | \| \| Dactylorhiza foliosa \| \| \| \| \| \| Dactylorhiza maculata \| \| \| \| |
|  |                                                                                |
|  | Dactylorhiza fuchsii                                                           |
|  |                                                                                |
|  | Dactylorhiza foliosa                                                           |
|  |                                                                                |
|  | Dactylorhiza maculata                                                          |
|  |                                                                                |

|  | Dactylorhiza foliosa  |
|  |                       |
|  | Dactylorhiza maculata |
|  |                       |

|  | \| \| Dactylorhiza foliosa \| \| \| \| \| \| Dactylorhiza maculata \| \| \| \| |
|  |                                                                                |
|  | Dactylorhiza fuchsii                                                           |
|  |                                                                                |
|  | Dactylorhiza foliosa                                                           |
|  |                                                                                |
|  | Dactylorhiza maculata                                                          |
|  |                                                                                |

|  | Dactylorhiza foliosa  |
|  |                       |
|  | Dactylorhiza maculata |
|  |                       |

|  | \| \| Dactylorhiza foliosa \| \| \| \| \| \| Dactylorhiza maculata \| \| \| \| |
|  |                                                                                |
|  | Dactylorhiza fuchsii                                                           |
|  |                                                                                |
|  | Dactylorhiza foliosa                                                           |
|  |                                                                                |
|  | Dactylorhiza maculata                                                          |
|  |                                                                                |

|  | Dactylorhiza foliosa  |
|  |                       |
|  | Dactylorhiza maculata |
|  |                       |

|  | \| \| Dactylorhiza foliosa \| \| \| \| \| \| Dactylorhiza maculata \| \| \| \| |
|  |                                                                                |
|  | Dactylorhiza fuchsii                                                           |
|  |                                                                                |
|  | Dactylorhiza foliosa                                                           |
|  |                                                                                |
|  | Dactylorhiza maculata                                                          |
|  |                                                                                |

|  | Dactylorhiza foliosa  |
|  |                       |
|  | Dactylorhiza maculata |
|  |                       |

|  | \| \| Dactylorhiza foliosa \| \| \| \| \| \| Dactylorhiza maculata \| \| \| \| |
|  |                                                                                |
|  | Dactylorhiza fuchsii                                                           |
|  |                                                                                |
|  | Dactylorhiza foliosa                                                           |
|  |                                                                                |
|  | Dactylorhiza maculata                                                          |
|  |                                                                                |

|  | Dactylorhiza foliosa  |
|  |                       |
|  | Dactylorhiza maculata |
|  |                       |

|  | \| \| Dactylorhiza foliosa \| \| \| \| \| \| Dactylorhiza maculata \| \| \| \| |
|  |                                                                                |
|  | Dactylorhiza fuchsii                                                           |
|  |                                                                                |
|  | Dactylorhiza foliosa                                                           |
|  |                                                                                |
|  | Dactylorhiza maculata                                                          |
|  |                                                                                |

|  | Dactylorhiza foliosa  |
|  |                       |
|  | Dactylorhiza maculata |
|  |                       |

|  | \| \| Dactylorhiza foliosa \| \| \| \| \| \| Dactylorhiza maculata \| \| \| \| |
|  |                                                                                |
|  | Dactylorhiza fuchsii                                                           |
|  |                                                                                |
|  | Dactylorhiza foliosa                                                           |
|  |                                                                                |
|  | Dactylorhiza maculata                                                          |
|  |                                                                                |

|  | Dactylorhiza foliosa  |
|  |                       |
|  | Dactylorhiza maculata |
|  |                       |

|  | Coeloglossum viride                                                            |
|  |                                                                                |
|  | \| \| Dactylorhiza incarnata \| \| \| \| \| \| Dactylorhiza euxina \| \| \| \| |
|  |                                                                                |
|  | Dactylorhiza incarnata                                                         |
|  |                                                                                |
|  | Dactylorhiza euxina                                                            |
|  |                                                                                |

|  | Dactylorhiza incarnata |
|  |                        |
|  | Dactylorhiza euxina    |
|  |                        |

|  | \| \| Dactylorhiza foliosa \| \| \| \| \| \| Dactylorhiza maculata \| \| \| \| |
|  |                                                                                |
|  | Dactylorhiza fuchsii                                                           |
|  |                                                                                |
|  | Dactylorhiza foliosa                                                           |
|  |                                                                                |
|  | Dactylorhiza maculata                                                          |
|  |                                                                                |

|  | Dactylorhiza foliosa  |
|  |                       |
|  | Dactylorhiza maculata |
|  |                       |

|  | \| \| Dactylorhiza foliosa \| \| \| \| \| \| Dactylorhiza maculata \| \| \| \| |
|  |                                                                                |
|  | Dactylorhiza fuchsii                                                           |
|  |                                                                                |
|  | Dactylorhiza foliosa                                                           |
|  |                                                                                |
|  | Dactylorhiza maculata                                                          |
|  |                                                                                |

|  | Dactylorhiza foliosa  |
|  |                       |
|  | Dactylorhiza maculata |
|  |                       |

|  | \| \| Dactylorhiza foliosa \| \| \| \| \| \| Dactylorhiza maculata \| \| \| \| |
|  |                                                                                |
|  | Dactylorhiza fuchsii                                                           |
|  |                                                                                |
|  | Dactylorhiza foliosa                                                           |
|  |                                                                                |
|  | Dactylorhiza maculata                                                          |
|  |                                                                                |

|  | Dactylorhiza foliosa  |
|  |                       |
|  | Dactylorhiza maculata |
|  |                       |

|  | \| \| Dactylorhiza foliosa \| \| \| \| \| \| Dactylorhiza maculata \| \| \| \| |
|  |                                                                                |
|  | Dactylorhiza fuchsii                                                           |
|  |                                                                                |
|  | Dactylorhiza foliosa                                                           |
|  |                                                                                |
|  | Dactylorhiza maculata                                                          |
|  |                                                                                |

|  | Dactylorhiza foliosa  |
|  |                       |
|  | Dactylorhiza maculata |
|  |                       |

|  | \| \| Dactylorhiza foliosa \| \| \| \| \| \| Dactylorhiza maculata \| \| \| \| |
|  |                                                                                |
|  | Dactylorhiza fuchsii                                                           |
|  |                                                                                |
|  | Dactylorhiza foliosa                                                           |
|  |                                                                                |
|  | Dactylorhiza maculata                                                          |
|  |                                                                                |

|  | Dactylorhiza foliosa  |
|  |                       |
|  | Dactylorhiza maculata |
|  |                       |

|  | \| \| Dactylorhiza foliosa \| \| \| \| \| \| Dactylorhiza maculata \| \| \| \| |
|  |                                                                                |
|  | Dactylorhiza fuchsii                                                           |
|  |                                                                                |
|  | Dactylorhiza foliosa                                                           |
|  |                                                                                |
|  | Dactylorhiza maculata                                                          |
|  |                                                                                |

|  | Dactylorhiza foliosa  |
|  |                       |
|  | Dactylorhiza maculata |
|  |                       |

|  | \| \| Dactylorhiza foliosa \| \| \| \| \| \| Dactylorhiza maculata \| \| \| \| |
|  |                                                                                |
|  | Dactylorhiza fuchsii                                                           |
|  |                                                                                |
|  | Dactylorhiza foliosa                                                           |
|  |                                                                                |
|  | Dactylorhiza maculata                                                          |
|  |                                                                                |

|  | Dactylorhiza foliosa  |
|  |                       |
|  | Dactylorhiza maculata |
|  |                       |

|  | \| \| Dactylorhiza foliosa \| \| \| \| \| \| Dactylorhiza maculata \| \| \| \| |
|  |                                                                                |
|  | Dactylorhiza fuchsii                                                           |
|  |                                                                                |
|  | Dactylorhiza foliosa                                                           |
|  |                                                                                |
|  | Dactylorhiza maculata                                                          |
|  |                                                                                |

|  | Dactylorhiza foliosa  |
|  |                       |
|  | Dactylorhiza maculata |
|  |                       |

|  | \| \| Dactylorhiza foliosa \| \| \| \| \| \| Dactylorhiza maculata \| \| \| \| |
|  |                                                                                |
|  | Dactylorhiza fuchsii                                                           |
|  |                                                                                |
|  | Dactylorhiza foliosa                                                           |
|  |                                                                                |
|  | Dactylorhiza maculata                                                          |
|  |                                                                                |

|  | Dactylorhiza foliosa  |
|  |                       |
|  | Dactylorhiza maculata |
|  |                       |

|  | \| \| Dactylorhiza foliosa \| \| \| \| \| \| Dactylorhiza maculata \| \| \| \| |
|  |                                                                                |
|  | Dactylorhiza fuchsii                                                           |
|  |                                                                                |
|  | Dactylorhiza foliosa                                                           |
|  |                                                                                |
|  | Dactylorhiza maculata                                                          |
|  |                                                                                |

|  | Dactylorhiza foliosa  |
|  |                       |
|  | Dactylorhiza maculata |
|  |                       |

|  | \| \| Dactylorhiza foliosa \| \| \| \| \| \| Dactylorhiza maculata \| \| \| \| |
|  |                                                                                |
|  | Dactylorhiza fuchsii                                                           |
|  |                                                                                |
|  | Dactylorhiza foliosa                                                           |
|  |                                                                                |
|  | Dactylorhiza maculata                                                          |
|  |                                                                                |

|  | Dactylorhiza foliosa  |
|  |                       |
|  | Dactylorhiza maculata |
|  |                       |

|  | \| \| Dactylorhiza foliosa \| \| \| \| \| \| Dactylorhiza maculata \| \| \| \| |
|  |                                                                                |
|  | Dactylorhiza fuchsii                                                           |
|  |                                                                                |
|  | Dactylorhiza foliosa                                                           |
|  |                                                                                |
|  | Dactylorhiza maculata                                                          |
|  |                                                                                |

|  | Dactylorhiza foliosa  |
|  |                       |
|  | Dactylorhiza maculata |
|  |                       |

|  | \| \| Dactylorhiza foliosa \| \| \| \| \| \| Dactylorhiza maculata \| \| \| \| |
|  |                                                                                |
|  | Dactylorhiza fuchsii                                                           |
|  |                                                                                |
|  | Dactylorhiza foliosa                                                           |
|  |                                                                                |
|  | Dactylorhiza maculata                                                          |
|  |                                                                                |

|  | Dactylorhiza foliosa  |
|  |                       |
|  | Dactylorhiza maculata |
|  |                       |

|  | \| \| Dactylorhiza foliosa \| \| \| \| \| \| Dactylorhiza maculata \| \| \| \| |
|  |                                                                                |
|  | Dactylorhiza fuchsii                                                           |
|  |                                                                                |
|  | Dactylorhiza foliosa                                                           |
|  |                                                                                |
|  | Dactylorhiza maculata                                                          |
|  |                                                                                |

|  | Dactylorhiza foliosa  |
|  |                       |
|  | Dactylorhiza maculata |
|  |                       |

|  | \| \| Dactylorhiza foliosa \| \| \| \| \| \| Dactylorhiza maculata \| \| \| \| |
|  |                                                                                |
|  | Dactylorhiza fuchsii                                                           |
|  |                                                                                |
|  | Dactylorhiza foliosa                                                           |
|  |                                                                                |
|  | Dactylorhiza maculata                                                          |
|  |                                                                                |

|  | Dactylorhiza foliosa  |
|  |                       |
|  | Dactylorhiza maculata |
|  |                       |

|  | \| \| Dactylorhiza foliosa \| \| \| \| \| \| Dactylorhiza maculata \| \| \| \| |
|  |                                                                                |
|  | Dactylorhiza fuchsii                                                           |
|  |                                                                                |
|  | Dactylorhiza foliosa                                                           |
|  |                                                                                |
|  | Dactylorhiza maculata                                                          |
|  |                                                                                |

|  | Dactylorhiza foliosa  |
|  |                       |
|  | Dactylorhiza maculata |
|  |                       |

|  | \| \| Dactylorhiza foliosa \| \| \| \| \| \| Dactylorhiza maculata \| \| \| \| |
|  |                                                                                |
|  | Dactylorhiza fuchsii                                                           |
|  |                                                                                |
|  | Dactylorhiza foliosa                                                           |
|  |                                                                                |
|  | Dactylorhiza maculata                                                          |
|  |                                                                                |

|  | Dactylorhiza foliosa  |
|  |                       |
|  | Dactylorhiza maculata |
|  |                       |

|  | \| \| Dactylorhiza foliosa \| \| \| \| \| \| Dactylorhiza maculata \| \| \| \| |
|  |                                                                                |
|  | Dactylorhiza fuchsii                                                           |
|  |                                                                                |
|  | Dactylorhiza foliosa                                                           |
|  |                                                                                |
|  | Dactylorhiza maculata                                                          |
|  |                                                                                |

|  | Dactylorhiza foliosa  |
|  |                       |
|  | Dactylorhiza maculata |
|  |                       |

|  | \| \| Dactylorhiza foliosa \| \| \| \| \| \| Dactylorhiza maculata \| \| \| \| |
|  |                                                                                |
|  | Dactylorhiza fuchsii                                                           |
|  |                                                                                |
|  | Dactylorhiza foliosa                                                           |
|  |                                                                                |
|  | Dactylorhiza maculata                                                          |
|  |                                                                                |

|  | Dactylorhiza foliosa  |
|  |                       |
|  | Dactylorhiza maculata |
|  |                       |

|  | \| \| Dactylorhiza foliosa \| \| \| \| \| \| Dactylorhiza maculata \| \| \| \| |
|  |                                                                                |
|  | Dactylorhiza fuchsii                                                           |
|  |                                                                                |
|  | Dactylorhiza foliosa                                                           |
|  |                                                                                |
|  | Dactylorhiza maculata                                                          |
|  |                                                                                |

|  | Dactylorhiza foliosa  |
|  |                       |
|  | Dactylorhiza maculata |
|  |                       |

|  | \| \| Dactylorhiza foliosa \| \| \| \| \| \| Dactylorhiza maculata \| \| \| \| |
|  |                                                                                |
|  | Dactylorhiza fuchsii                                                           |
|  |                                                                                |
|  | Dactylorhiza foliosa                                                           |
|  |                                                                                |
|  | Dactylorhiza maculata                                                          |
|  |                                                                                |

|  | Dactylorhiza foliosa  |
|  |                       |
|  | Dactylorhiza maculata |
|  |                       |

|  | \| \| Dactylorhiza foliosa \| \| \| \| \| \| Dactylorhiza maculata \| \| \| \| |
|  |                                                                                |
|  | Dactylorhiza fuchsii                                                           |
|  |                                                                                |
|  | Dactylorhiza foliosa                                                           |
|  |                                                                                |
|  | Dactylorhiza maculata                                                          |
|  |                                                                                |

|  | Dactylorhiza foliosa  |
|  |                       |
|  | Dactylorhiza maculata |
|  |                       |

|  | \| \| Dactylorhiza foliosa \| \| \| \| \| \| Dactylorhiza maculata \| \| \| \| |
|  |                                                                                |
|  | Dactylorhiza fuchsii                                                           |
|  |                                                                                |
|  | Dactylorhiza foliosa                                                           |
|  |                                                                                |
|  | Dactylorhiza maculata                                                          |
|  |                                                                                |

|  | Dactylorhiza foliosa  |
|  |                       |
|  | Dactylorhiza maculata |
|  |                       |

|  | \| \| Dactylorhiza foliosa \| \| \| \| \| \| Dactylorhiza maculata \| \| \| \| |
|  |                                                                                |
|  | Dactylorhiza fuchsii                                                           |
|  |                                                                                |
|  | Dactylorhiza foliosa                                                           |
|  |                                                                                |
|  | Dactylorhiza maculata                                                          |
|  |                                                                                |

|  | Dactylorhiza foliosa  |
|  |                       |
|  | Dactylorhiza maculata |
|  |                       |

|  | \| \| Dactylorhiza foliosa \| \| \| \| \| \| Dactylorhiza maculata \| \| \| \| |
|  |                                                                                |
|  | Dactylorhiza fuchsii                                                           |
|  |                                                                                |
|  | Dactylorhiza foliosa                                                           |
|  |                                                                                |
|  | Dactylorhiza maculata                                                          |
|  |                                                                                |

|  | Dactylorhiza foliosa  |
|  |                       |
|  | Dactylorhiza maculata |
|  |                       |

|  | \| \| Dactylorhiza foliosa \| \| \| \| \| \| Dactylorhiza maculata \| \| \| \| |
|  |                                                                                |
|  | Dactylorhiza fuchsii                                                           |
|  |                                                                                |
|  | Dactylorhiza foliosa                                                           |
|  |                                                                                |
|  | Dactylorhiza maculata                                                          |
|  |                                                                                |

|  | Dactylorhiza foliosa  |
|  |                       |
|  | Dactylorhiza maculata |
|  |                       |

|  | \| \| Dactylorhiza foliosa \| \| \| \| \| \| Dactylorhiza maculata \| \| \| \| |
|  |                                                                                |
|  | Dactylorhiza fuchsii                                                           |
|  |                                                                                |
|  | Dactylorhiza foliosa                                                           |
|  |                                                                                |
|  | Dactylorhiza maculata                                                          |
|  |                                                                                |

|  | Dactylorhiza foliosa  |
|  |                       |
|  | Dactylorhiza maculata |
|  |                       |

|  | \| \| Dactylorhiza foliosa \| \| \| \| \| \| Dactylorhiza maculata \| \| \| \| |
|  |                                                                                |
|  | Dactylorhiza fuchsii                                                           |
|  |                                                                                |
|  | Dactylorhiza foliosa                                                           |
|  |                                                                                |
|  | Dactylorhiza maculata                                                          |
|  |                                                                                |

|  | Dactylorhiza foliosa  |
|  |                       |
|  | Dactylorhiza maculata |
|  |                       |

|  | \| \| Dactylorhiza foliosa \| \| \| \| \| \| Dactylorhiza maculata \| \| \| \| |
|  |                                                                                |
|  | Dactylorhiza fuchsii                                                           |
|  |                                                                                |
|  | Dactylorhiza foliosa                                                           |
|  |                                                                                |
|  | Dactylorhiza maculata                                                          |
|  |                                                                                |

|  | Dactylorhiza foliosa  |
|  |                       |
|  | Dactylorhiza maculata |
|  |                       |

|  | \| \| Dactylorhiza foliosa \| \| \| \| \| \| Dactylorhiza maculata \| \| \| \| |
|  |                                                                                |
|  | Dactylorhiza fuchsii                                                           |
|  |                                                                                |
|  | Dactylorhiza foliosa                                                           |
|  |                                                                                |
|  | Dactylorhiza maculata                                                          |
|  |                                                                                |

|  | Dactylorhiza foliosa  |
|  |                       |
|  | Dactylorhiza maculata |
|  |                       |

|  | \| \| Dactylorhiza foliosa \| \| \| \| \| \| Dactylorhiza maculata \| \| \| \| |
|  |                                                                                |
|  | Dactylorhiza fuchsii                                                           |
|  |                                                                                |
|  | Dactylorhiza foliosa                                                           |
|  |                                                                                |
|  | Dactylorhiza maculata                                                          |
|  |                                                                                |

|  | Dactylorhiza foliosa  |
|  |                       |
|  | Dactylorhiza maculata |
|  |                       |

|  | \| \| Dactylorhiza foliosa \| \| \| \| \| \| Dactylorhiza maculata \| \| \| \| |
|  |                                                                                |
|  | Dactylorhiza fuchsii                                                           |
|  |                                                                                |
|  | Dactylorhiza foliosa                                                           |
|  |                                                                                |
|  | Dactylorhiza maculata                                                          |
|  |                                                                                |

|  | Dactylorhiza foliosa  |
|  |                       |
|  | Dactylorhiza maculata |
|  |                       |

|  | Dactylorhiza incarnata |
|  |                        |
|  | Dactylorhiza euxina    |
|  |                        |

|  | \| \| Dactylorhiza foliosa \| \| \| \| \| \| Dactylorhiza maculata \| \| \| \| |
|  |                                                                                |
|  | Dactylorhiza fuchsii                                                           |
|  |                                                                                |
|  | Dactylorhiza foliosa                                                           |
|  |                                                                                |
|  | Dactylorhiza maculata                                                          |
|  |                                                                                |

|  | Dactylorhiza foliosa  |
|  |                       |
|  | Dactylorhiza maculata |
|  |                       |

|  | \| \| Dactylorhiza foliosa \| \| \| \| \| \| Dactylorhiza maculata \| \| \| \| |
|  |                                                                                |
|  | Dactylorhiza fuchsii                                                           |
|  |                                                                                |
|  | Dactylorhiza foliosa                                                           |
|  |                                                                                |
|  | Dactylorhiza maculata                                                          |
|  |                                                                                |

|  | Dactylorhiza foliosa  |
|  |                       |
|  | Dactylorhiza maculata |
|  |                       |

|  | \| \| Dactylorhiza foliosa \| \| \| \| \| \| Dactylorhiza maculata \| \| \| \| |
|  |                                                                                |
|  | Dactylorhiza fuchsii                                                           |
|  |                                                                                |
|  | Dactylorhiza foliosa                                                           |
|  |                                                                                |
|  | Dactylorhiza maculata                                                          |
|  |                                                                                |

|  | Dactylorhiza foliosa  |
|  |                       |
|  | Dactylorhiza maculata |
|  |                       |

|  | \| \| Dactylorhiza foliosa \| \| \| \| \| \| Dactylorhiza maculata \| \| \| \| |
|  |                                                                                |
|  | Dactylorhiza fuchsii                                                           |
|  |                                                                                |
|  | Dactylorhiza foliosa                                                           |
|  |                                                                                |
|  | Dactylorhiza maculata                                                          |
|  |                                                                                |

|  | Dactylorhiza foliosa  |
|  |                       |
|  | Dactylorhiza maculata |
|  |                       |

|  | \| \| Dactylorhiza foliosa \| \| \| \| \| \| Dactylorhiza maculata \| \| \| \| |
|  |                                                                                |
|  | Dactylorhiza fuchsii                                                           |
|  |                                                                                |
|  | Dactylorhiza foliosa                                                           |
|  |                                                                                |
|  | Dactylorhiza maculata                                                          |
|  |                                                                                |

|  | Dactylorhiza foliosa  |
|  |                       |
|  | Dactylorhiza maculata |
|  |                       |

|  | \| \| Dactylorhiza foliosa \| \| \| \| \| \| Dactylorhiza maculata \| \| \| \| |
|  |                                                                                |
|  | Dactylorhiza fuchsii                                                           |
|  |                                                                                |
|  | Dactylorhiza foliosa                                                           |
|  |                                                                                |
|  | Dactylorhiza maculata                                                          |
|  |                                                                                |

|  | Dactylorhiza foliosa  |
|  |                       |
|  | Dactylorhiza maculata |
|  |                       |

|  | \| \| Dactylorhiza foliosa \| \| \| \| \| \| Dactylorhiza maculata \| \| \| \| |
|  |                                                                                |
|  | Dactylorhiza fuchsii                                                           |
|  |                                                                                |
|  | Dactylorhiza foliosa                                                           |
|  |                                                                                |
|  | Dactylorhiza maculata                                                          |
|  |                                                                                |

|  | Dactylorhiza foliosa  |
|  |                       |
|  | Dactylorhiza maculata |
|  |                       |

|  | \| \| Dactylorhiza foliosa \| \| \| \| \| \| Dactylorhiza maculata \| \| \| \| |
|  |                                                                                |
|  | Dactylorhiza fuchsii                                                           |
|  |                                                                                |
|  | Dactylorhiza foliosa                                                           |
|  |                                                                                |
|  | Dactylorhiza maculata                                                          |
|  |                                                                                |

|  | Dactylorhiza foliosa  |
|  |                       |
|  | Dactylorhiza maculata |
|  |                       |

|  | \| \| Dactylorhiza foliosa \| \| \| \| \| \| Dactylorhiza maculata \| \| \| \| |
|  |                                                                                |
|  | Dactylorhiza fuchsii                                                           |
|  |                                                                                |
|  | Dactylorhiza foliosa                                                           |
|  |                                                                                |
|  | Dactylorhiza maculata                                                          |
|  |                                                                                |

|  | Dactylorhiza foliosa  |
|  |                       |
|  | Dactylorhiza maculata |
|  |                       |

|  | \| \| Dactylorhiza foliosa \| \| \| \| \| \| Dactylorhiza maculata \| \| \| \| |
|  |                                                                                |
|  | Dactylorhiza fuchsii                                                           |
|  |                                                                                |
|  | Dactylorhiza foliosa                                                           |
|  |                                                                                |
|  | Dactylorhiza maculata                                                          |
|  |                                                                                |

|  | Dactylorhiza foliosa  |
|  |                       |
|  | Dactylorhiza maculata |
|  |                       |

|  | \| \| Dactylorhiza foliosa \| \| \| \| \| \| Dactylorhiza maculata \| \| \| \| |
|  |                                                                                |
|  | Dactylorhiza fuchsii                                                           |
|  |                                                                                |
|  | Dactylorhiza foliosa                                                           |
|  |                                                                                |
|  | Dactylorhiza maculata                                                          |
|  |                                                                                |

|  | Dactylorhiza foliosa  |
|  |                       |
|  | Dactylorhiza maculata |
|  |                       |

|  | \| \| Dactylorhiza foliosa \| \| \| \| \| \| Dactylorhiza maculata \| \| \| \| |
|  |                                                                                |
|  | Dactylorhiza fuchsii                                                           |
|  |                                                                                |
|  | Dactylorhiza foliosa                                                           |
|  |                                                                                |
|  | Dactylorhiza maculata                                                          |
|  |                                                                                |

|  | Dactylorhiza foliosa  |
|  |                       |
|  | Dactylorhiza maculata |
|  |                       |

|  | \| \| Dactylorhiza foliosa \| \| \| \| \| \| Dactylorhiza maculata \| \| \| \| |
|  |                                                                                |
|  | Dactylorhiza fuchsii                                                           |
|  |                                                                                |
|  | Dactylorhiza foliosa                                                           |
|  |                                                                                |
|  | Dactylorhiza maculata                                                          |
|  |                                                                                |

|  | Dactylorhiza foliosa  |
|  |                       |
|  | Dactylorhiza maculata |
|  |                       |

|  | \| \| Dactylorhiza foliosa \| \| \| \| \| \| Dactylorhiza maculata \| \| \| \| |
|  |                                                                                |
|  | Dactylorhiza fuchsii                                                           |
|  |                                                                                |
|  | Dactylorhiza foliosa                                                           |
|  |                                                                                |
|  | Dactylorhiza maculata                                                          |
|  |                                                                                |

|  | Dactylorhiza foliosa  |
|  |                       |
|  | Dactylorhiza maculata |
|  |                       |

|  | \| \| Dactylorhiza foliosa \| \| \| \| \| \| Dactylorhiza maculata \| \| \| \| |
|  |                                                                                |
|  | Dactylorhiza fuchsii                                                           |
|  |                                                                                |
|  | Dactylorhiza foliosa                                                           |
|  |                                                                                |
|  | Dactylorhiza maculata                                                          |
|  |                                                                                |

|  | Dactylorhiza foliosa  |
|  |                       |
|  | Dactylorhiza maculata |
|  |                       |

|  | \| \| Dactylorhiza foliosa \| \| \| \| \| \| Dactylorhiza maculata \| \| \| \| |
|  |                                                                                |
|  | Dactylorhiza fuchsii                                                           |
|  |                                                                                |
|  | Dactylorhiza foliosa                                                           |
|  |                                                                                |
|  | Dactylorhiza maculata                                                          |
|  |                                                                                |

|  | Dactylorhiza foliosa  |
|  |                       |
|  | Dactylorhiza maculata |
|  |                       |

|  | \| \| Dactylorhiza foliosa \| \| \| \| \| \| Dactylorhiza maculata \| \| \| \| |
|  |                                                                                |
|  | Dactylorhiza fuchsii                                                           |
|  |                                                                                |
|  | Dactylorhiza foliosa                                                           |
|  |                                                                                |
|  | Dactylorhiza maculata                                                          |
|  |                                                                                |

|  | Dactylorhiza foliosa  |
|  |                       |
|  | Dactylorhiza maculata |
|  |                       |

|  | \| \| Dactylorhiza foliosa \| \| \| \| \| \| Dactylorhiza maculata \| \| \| \| |
|  |                                                                                |
|  | Dactylorhiza fuchsii                                                           |
|  |                                                                                |
|  | Dactylorhiza foliosa                                                           |
|  |                                                                                |
|  | Dactylorhiza maculata                                                          |
|  |                                                                                |

|  | Dactylorhiza foliosa  |
|  |                       |
|  | Dactylorhiza maculata |
|  |                       |

|  | \| \| Dactylorhiza foliosa \| \| \| \| \| \| Dactylorhiza maculata \| \| \| \| |
|  |                                                                                |
|  | Dactylorhiza fuchsii                                                           |
|  |                                                                                |
|  | Dactylorhiza foliosa                                                           |
|  |                                                                                |
|  | Dactylorhiza maculata                                                          |
|  |                                                                                |

|  | Dactylorhiza foliosa  |
|  |                       |
|  | Dactylorhiza maculata |
|  |                       |

|  | \| \| Dactylorhiza foliosa \| \| \| \| \| \| Dactylorhiza maculata \| \| \| \| |
|  |                                                                                |
|  | Dactylorhiza fuchsii                                                           |
|  |                                                                                |
|  | Dactylorhiza foliosa                                                           |
|  |                                                                                |
|  | Dactylorhiza maculata                                                          |
|  |                                                                                |

|  | Dactylorhiza foliosa  |
|  |                       |
|  | Dactylorhiza maculata |
|  |                       |

|  | \| \| Dactylorhiza foliosa \| \| \| \| \| \| Dactylorhiza maculata \| \| \| \| |
|  |                                                                                |
|  | Dactylorhiza fuchsii                                                           |
|  |                                                                                |
|  | Dactylorhiza foliosa                                                           |
|  |                                                                                |
|  | Dactylorhiza maculata                                                          |
|  |                                                                                |

|  | Dactylorhiza foliosa  |
|  |                       |
|  | Dactylorhiza maculata |
|  |                       |

|  | \| \| Dactylorhiza foliosa \| \| \| \| \| \| Dactylorhiza maculata \| \| \| \| |
|  |                                                                                |
|  | Dactylorhiza fuchsii                                                           |
|  |                                                                                |
|  | Dactylorhiza foliosa                                                           |
|  |                                                                                |
|  | Dactylorhiza maculata                                                          |
|  |                                                                                |

|  | Dactylorhiza foliosa  |
|  |                       |
|  | Dactylorhiza maculata |
|  |                       |

|  | \| \| Dactylorhiza foliosa \| \| \| \| \| \| Dactylorhiza maculata \| \| \| \| |
|  |                                                                                |
|  | Dactylorhiza fuchsii                                                           |
|  |                                                                                |
|  | Dactylorhiza foliosa                                                           |
|  |                                                                                |
|  | Dactylorhiza maculata                                                          |
|  |                                                                                |

|  | Dactylorhiza foliosa  |
|  |                       |
|  | Dactylorhiza maculata |
|  |                       |

|  | \| \| Dactylorhiza foliosa \| \| \| \| \| \| Dactylorhiza maculata \| \| \| \| |
|  |                                                                                |
|  | Dactylorhiza fuchsii                                                           |
|  |                                                                                |
|  | Dactylorhiza foliosa                                                           |
|  |                                                                                |
|  | Dactylorhiza maculata                                                          |
|  |                                                                                |

|  | Dactylorhiza foliosa  |
|  |                       |
|  | Dactylorhiza maculata |
|  |                       |

|  | \| \| Dactylorhiza foliosa \| \| \| \| \| \| Dactylorhiza maculata \| \| \| \| |
|  |                                                                                |
|  | Dactylorhiza fuchsii                                                           |
|  |                                                                                |
|  | Dactylorhiza foliosa                                                           |
|  |                                                                                |
|  | Dactylorhiza maculata                                                          |
|  |                                                                                |

|  | Dactylorhiza foliosa  |
|  |                       |
|  | Dactylorhiza maculata |
|  |                       |

|  | \| \| Dactylorhiza foliosa \| \| \| \| \| \| Dactylorhiza maculata \| \| \| \| |
|  |                                                                                |
|  | Dactylorhiza fuchsii                                                           |
|  |                                                                                |
|  | Dactylorhiza foliosa                                                           |
|  |                                                                                |
|  | Dactylorhiza maculata                                                          |
|  |                                                                                |

|  | Dactylorhiza foliosa  |
|  |                       |
|  | Dactylorhiza maculata |
|  |                       |

|  | \| \| Dactylorhiza foliosa \| \| \| \| \| \| Dactylorhiza maculata \| \| \| \| |
|  |                                                                                |
|  | Dactylorhiza fuchsii                                                           |
|  |                                                                                |
|  | Dactylorhiza foliosa                                                           |
|  |                                                                                |
|  | Dactylorhiza maculata                                                          |
|  |                                                                                |

|  | Dactylorhiza foliosa  |
|  |                       |
|  | Dactylorhiza maculata |
|  |                       |

|  | \| \| Dactylorhiza foliosa \| \| \| \| \| \| Dactylorhiza maculata \| \| \| \| |
|  |                                                                                |
|  | Dactylorhiza fuchsii                                                           |
|  |                                                                                |
|  | Dactylorhiza foliosa                                                           |
|  |                                                                                |
|  | Dactylorhiza maculata                                                          |
|  |                                                                                |

|  | Dactylorhiza foliosa  |
|  |                       |
|  | Dactylorhiza maculata |
|  |                       |

|  | \| \| Dactylorhiza foliosa \| \| \| \| \| \| Dactylorhiza maculata \| \| \| \| |
|  |                                                                                |
|  | Dactylorhiza fuchsii                                                           |
|  |                                                                                |
|  | Dactylorhiza foliosa                                                           |
|  |                                                                                |
|  | Dactylorhiza maculata                                                          |
|  |                                                                                |

|  | Dactylorhiza foliosa  |
|  |                       |
|  | Dactylorhiza maculata |
|  |                       |

|  | \| \| Dactylorhiza foliosa \| \| \| \| \| \| Dactylorhiza maculata \| \| \| \| |
|  |                                                                                |
|  | Dactylorhiza fuchsii                                                           |
|  |                                                                                |
|  | Dactylorhiza foliosa                                                           |
|  |                                                                                |
|  | Dactylorhiza maculata                                                          |
|  |                                                                                |

|  | Dactylorhiza foliosa  |
|  |                       |
|  | Dactylorhiza maculata |
|  |                       |

|  | \| \| Dactylorhiza foliosa \| \| \| \| \| \| Dactylorhiza maculata \| \| \| \| |
|  |                                                                                |
|  | Dactylorhiza fuchsii                                                           |
|  |                                                                                |
|  | Dactylorhiza foliosa                                                           |
|  |                                                                                |
|  | Dactylorhiza maculata                                                          |
|  |                                                                                |

|  | Dactylorhiza foliosa  |
|  |                       |
|  | Dactylorhiza maculata |
|  |                       |

|  | \| \| Dactylorhiza foliosa \| \| \| \| \| \| Dactylorhiza maculata \| \| \| \| |
|  |                                                                                |
|  | Dactylorhiza fuchsii                                                           |
|  |                                                                                |
|  | Dactylorhiza foliosa                                                           |
|  |                                                                                |
|  | Dactylorhiza maculata                                                          |
|  |                                                                                |

|  | Dactylorhiza foliosa  |
|  |                       |
|  | Dactylorhiza maculata |
|  |                       |

|  | Dactylorhiza incarnata |
|  |                        |
|  | Dactylorhiza euxina    |
|  |                        |

|  | \| \| Dactylorhiza foliosa \| \| \| \| \| \| Dactylorhiza maculata \| \| \| \| |
|  |                                                                                |
|  | Dactylorhiza fuchsii                                                           |
|  |                                                                                |
|  | Dactylorhiza foliosa                                                           |
|  |                                                                                |
|  | Dactylorhiza maculata                                                          |
|  |                                                                                |

|  | Dactylorhiza foliosa  |
|  |                       |
|  | Dactylorhiza maculata |
|  |                       |

|  | \| \| Dactylorhiza foliosa \| \| \| \| \| \| Dactylorhiza maculata \| \| \| \| |
|  |                                                                                |
|  | Dactylorhiza fuchsii                                                           |
|  |                                                                                |
|  | Dactylorhiza foliosa                                                           |
|  |                                                                                |
|  | Dactylorhiza maculata                                                          |
|  |                                                                                |

|  | Dactylorhiza foliosa  |
|  |                       |
|  | Dactylorhiza maculata |
|  |                       |

|  | \| \| Dactylorhiza foliosa \| \| \| \| \| \| Dactylorhiza maculata \| \| \| \| |
|  |                                                                                |
|  | Dactylorhiza fuchsii                                                           |
|  |                                                                                |
|  | Dactylorhiza foliosa                                                           |
|  |                                                                                |
|  | Dactylorhiza maculata                                                          |
|  |                                                                                |

|  | Dactylorhiza foliosa  |
|  |                       |
|  | Dactylorhiza maculata |
|  |                       |

|  | \| \| Dactylorhiza foliosa \| \| \| \| \| \| Dactylorhiza maculata \| \| \| \| |
|  |                                                                                |
|  | Dactylorhiza fuchsii                                                           |
|  |                                                                                |
|  | Dactylorhiza foliosa                                                           |
|  |                                                                                |
|  | Dactylorhiza maculata                                                          |
|  |                                                                                |

|  | Dactylorhiza foliosa  |
|  |                       |
|  | Dactylorhiza maculata |
|  |                       |

|  | \| \| Dactylorhiza foliosa \| \| \| \| \| \| Dactylorhiza maculata \| \| \| \| |
|  |                                                                                |
|  | Dactylorhiza fuchsii                                                           |
|  |                                                                                |
|  | Dactylorhiza foliosa                                                           |
|  |                                                                                |
|  | Dactylorhiza maculata                                                          |
|  |                                                                                |

|  | Dactylorhiza foliosa  |
|  |                       |
|  | Dactylorhiza maculata |
|  |                       |

|  | \| \| Dactylorhiza foliosa \| \| \| \| \| \| Dactylorhiza maculata \| \| \| \| |
|  |                                                                                |
|  | Dactylorhiza fuchsii                                                           |
|  |                                                                                |
|  | Dactylorhiza foliosa                                                           |
|  |                                                                                |
|  | Dactylorhiza maculata                                                          |
|  |                                                                                |

|  | Dactylorhiza foliosa  |
|  |                       |
|  | Dactylorhiza maculata |
|  |                       |

|  | \| \| Dactylorhiza foliosa \| \| \| \| \| \| Dactylorhiza maculata \| \| \| \| |
|  |                                                                                |
|  | Dactylorhiza fuchsii                                                           |
|  |                                                                                |
|  | Dactylorhiza foliosa                                                           |
|  |                                                                                |
|  | Dactylorhiza maculata                                                          |
|  |                                                                                |

|  | Dactylorhiza foliosa  |
|  |                       |
|  | Dactylorhiza maculata |
|  |                       |

|  | \| \| Dactylorhiza foliosa \| \| \| \| \| \| Dactylorhiza maculata \| \| \| \| |
|  |                                                                                |
|  | Dactylorhiza fuchsii                                                           |
|  |                                                                                |
|  | Dactylorhiza foliosa                                                           |
|  |                                                                                |
|  | Dactylorhiza maculata                                                          |
|  |                                                                                |

|  | Dactylorhiza foliosa  |
|  |                       |
|  | Dactylorhiza maculata |
|  |                       |

|  | \| \| Dactylorhiza foliosa \| \| \| \| \| \| Dactylorhiza maculata \| \| \| \| |
|  |                                                                                |
|  | Dactylorhiza fuchsii                                                           |
|  |                                                                                |
|  | Dactylorhiza foliosa                                                           |
|  |                                                                                |
|  | Dactylorhiza maculata                                                          |
|  |                                                                                |

|  | Dactylorhiza foliosa  |
|  |                       |
|  | Dactylorhiza maculata |
|  |                       |

|  | \| \| Dactylorhiza foliosa \| \| \| \| \| \| Dactylorhiza maculata \| \| \| \| |
|  |                                                                                |
|  | Dactylorhiza fuchsii                                                           |
|  |                                                                                |
|  | Dactylorhiza foliosa                                                           |
|  |                                                                                |
|  | Dactylorhiza maculata                                                          |
|  |                                                                                |

|  | Dactylorhiza foliosa  |
|  |                       |
|  | Dactylorhiza maculata |
|  |                       |

|  | \| \| Dactylorhiza foliosa \| \| \| \| \| \| Dactylorhiza maculata \| \| \| \| |
|  |                                                                                |
|  | Dactylorhiza fuchsii                                                           |
|  |                                                                                |
|  | Dactylorhiza foliosa                                                           |
|  |                                                                                |
|  | Dactylorhiza maculata                                                          |
|  |                                                                                |

|  | Dactylorhiza foliosa  |
|  |                       |
|  | Dactylorhiza maculata |
|  |                       |

|  | \| \| Dactylorhiza foliosa \| \| \| \| \| \| Dactylorhiza maculata \| \| \| \| |
|  |                                                                                |
|  | Dactylorhiza fuchsii                                                           |
|  |                                                                                |
|  | Dactylorhiza foliosa                                                           |
|  |                                                                                |
|  | Dactylorhiza maculata                                                          |
|  |                                                                                |

|  | Dactylorhiza foliosa  |
|  |                       |
|  | Dactylorhiza maculata |
|  |                       |

|  | \| \| Dactylorhiza foliosa \| \| \| \| \| \| Dactylorhiza maculata \| \| \| \| |
|  |                                                                                |
|  | Dactylorhiza fuchsii                                                           |
|  |                                                                                |
|  | Dactylorhiza foliosa                                                           |
|  |                                                                                |
|  | Dactylorhiza maculata                                                          |
|  |                                                                                |

|  | Dactylorhiza foliosa  |
|  |                       |
|  | Dactylorhiza maculata |
|  |                       |

|  | \| \| Dactylorhiza foliosa \| \| \| \| \| \| Dactylorhiza maculata \| \| \| \| |
|  |                                                                                |
|  | Dactylorhiza fuchsii                                                           |
|  |                                                                                |
|  | Dactylorhiza foliosa                                                           |
|  |                                                                                |
|  | Dactylorhiza maculata                                                          |
|  |                                                                                |

|  | Dactylorhiza foliosa  |
|  |                       |
|  | Dactylorhiza maculata |
|  |                       |

|  | \| \| Dactylorhiza foliosa \| \| \| \| \| \| Dactylorhiza maculata \| \| \| \| |
|  |                                                                                |
|  | Dactylorhiza fuchsii                                                           |
|  |                                                                                |
|  | Dactylorhiza foliosa                                                           |
|  |                                                                                |
|  | Dactylorhiza maculata                                                          |
|  |                                                                                |

|  | Dactylorhiza foliosa  |
|  |                       |
|  | Dactylorhiza maculata |
|  |                       |

|  | \| \| Dactylorhiza foliosa \| \| \| \| \| \| Dactylorhiza maculata \| \| \| \| |
|  |                                                                                |
|  | Dactylorhiza fuchsii                                                           |
|  |                                                                                |
|  | Dactylorhiza foliosa                                                           |
|  |                                                                                |
|  | Dactylorhiza maculata                                                          |
|  |                                                                                |

|  | Dactylorhiza foliosa  |
|  |                       |
|  | Dactylorhiza maculata |
|  |                       |

|  | \| \| Dactylorhiza foliosa \| \| \| \| \| \| Dactylorhiza maculata \| \| \| \| |
|  |                                                                                |
|  | Dactylorhiza fuchsii                                                           |
|  |                                                                                |
|  | Dactylorhiza foliosa                                                           |
|  |                                                                                |
|  | Dactylorhiza maculata                                                          |
|  |                                                                                |

|  | Dactylorhiza foliosa  |
|  |                       |
|  | Dactylorhiza maculata |
|  |                       |

|  | \| \| Dactylorhiza foliosa \| \| \| \| \| \| Dactylorhiza maculata \| \| \| \| |
|  |                                                                                |
|  | Dactylorhiza fuchsii                                                           |
|  |                                                                                |
|  | Dactylorhiza foliosa                                                           |
|  |                                                                                |
|  | Dactylorhiza maculata                                                          |
|  |                                                                                |

|  | Dactylorhiza foliosa  |
|  |                       |
|  | Dactylorhiza maculata |
|  |                       |

|  | \| \| Dactylorhiza foliosa \| \| \| \| \| \| Dactylorhiza maculata \| \| \| \| |
|  |                                                                                |
|  | Dactylorhiza fuchsii                                                           |
|  |                                                                                |
|  | Dactylorhiza foliosa                                                           |
|  |                                                                                |
|  | Dactylorhiza maculata                                                          |
|  |                                                                                |

|  | Dactylorhiza foliosa  |
|  |                       |
|  | Dactylorhiza maculata |
|  |                       |

|  | \| \| Dactylorhiza foliosa \| \| \| \| \| \| Dactylorhiza maculata \| \| \| \| |
|  |                                                                                |
|  | Dactylorhiza fuchsii                                                           |
|  |                                                                                |
|  | Dactylorhiza foliosa                                                           |
|  |                                                                                |
|  | Dactylorhiza maculata                                                          |
|  |                                                                                |

|  | Dactylorhiza foliosa  |
|  |                       |
|  | Dactylorhiza maculata |
|  |                       |

|  | \| \| Dactylorhiza foliosa \| \| \| \| \| \| Dactylorhiza maculata \| \| \| \| |
|  |                                                                                |
|  | Dactylorhiza fuchsii                                                           |
|  |                                                                                |
|  | Dactylorhiza foliosa                                                           |
|  |                                                                                |
|  | Dactylorhiza maculata                                                          |
|  |                                                                                |

|  | Dactylorhiza foliosa  |
|  |                       |
|  | Dactylorhiza maculata |
|  |                       |

|  | \| \| Dactylorhiza foliosa \| \| \| \| \| \| Dactylorhiza maculata \| \| \| \| |
|  |                                                                                |
|  | Dactylorhiza fuchsii                                                           |
|  |                                                                                |
|  | Dactylorhiza foliosa                                                           |
|  |                                                                                |
|  | Dactylorhiza maculata                                                          |
|  |                                                                                |

|  | Dactylorhiza foliosa  |
|  |                       |
|  | Dactylorhiza maculata |
|  |                       |

|  | \| \| Dactylorhiza foliosa \| \| \| \| \| \| Dactylorhiza maculata \| \| \| \| |
|  |                                                                                |
|  | Dactylorhiza fuchsii                                                           |
|  |                                                                                |
|  | Dactylorhiza foliosa                                                           |
|  |                                                                                |
|  | Dactylorhiza maculata                                                          |
|  |                                                                                |

|  | Dactylorhiza foliosa  |
|  |                       |
|  | Dactylorhiza maculata |
|  |                       |

|  | \| \| Dactylorhiza foliosa \| \| \| \| \| \| Dactylorhiza maculata \| \| \| \| |
|  |                                                                                |
|  | Dactylorhiza fuchsii                                                           |
|  |                                                                                |
|  | Dactylorhiza foliosa                                                           |
|  |                                                                                |
|  | Dactylorhiza maculata                                                          |
|  |                                                                                |

|  | Dactylorhiza foliosa  |
|  |                       |
|  | Dactylorhiza maculata |
|  |                       |

|  | \| \| Dactylorhiza foliosa \| \| \| \| \| \| Dactylorhiza maculata \| \| \| \| |
|  |                                                                                |
|  | Dactylorhiza fuchsii                                                           |
|  |                                                                                |
|  | Dactylorhiza foliosa                                                           |
|  |                                                                                |
|  | Dactylorhiza maculata                                                          |
|  |                                                                                |

|  | Dactylorhiza foliosa  |
|  |                       |
|  | Dactylorhiza maculata |
|  |                       |

|  | \| \| Dactylorhiza foliosa \| \| \| \| \| \| Dactylorhiza maculata \| \| \| \| |
|  |                                                                                |
|  | Dactylorhiza fuchsii                                                           |
|  |                                                                                |
|  | Dactylorhiza foliosa                                                           |
|  |                                                                                |
|  | Dactylorhiza maculata                                                          |
|  |                                                                                |

|  | Dactylorhiza foliosa  |
|  |                       |
|  | Dactylorhiza maculata |
|  |                       |

|  | \| \| Dactylorhiza foliosa \| \| \| \| \| \| Dactylorhiza maculata \| \| \| \| |
|  |                                                                                |
|  | Dactylorhiza fuchsii                                                           |
|  |                                                                                |
|  | Dactylorhiza foliosa                                                           |
|  |                                                                                |
|  | Dactylorhiza maculata                                                          |
|  |                                                                                |

|  | Dactylorhiza foliosa  |
|  |                       |
|  | Dactylorhiza maculata |
|  |                       |

|  | \| \| Dactylorhiza foliosa \| \| \| \| \| \| Dactylorhiza maculata \| \| \| \| |
|  |                                                                                |
|  | Dactylorhiza fuchsii                                                           |
|  |                                                                                |
|  | Dactylorhiza foliosa                                                           |
|  |                                                                                |
|  | Dactylorhiza maculata                                                          |
|  |                                                                                |

|  | Dactylorhiza foliosa  |
|  |                       |
|  | Dactylorhiza maculata |
|  |                       |

|  | \| \| Dactylorhiza foliosa \| \| \| \| \| \| Dactylorhiza maculata \| \| \| \| |
|  |                                                                                |
|  | Dactylorhiza fuchsii                                                           |
|  |                                                                                |
|  | Dactylorhiza foliosa                                                           |
|  |                                                                                |
|  | Dactylorhiza maculata                                                          |
|  |                                                                                |

|  | Dactylorhiza foliosa  |
|  |                       |
|  | Dactylorhiza maculata |
|  |                       |

|  | \| \| Dactylorhiza foliosa \| \| \| \| \| \| Dactylorhiza maculata \| \| \| \| |
|  |                                                                                |
|  | Dactylorhiza fuchsii                                                           |
|  |                                                                                |
|  | Dactylorhiza foliosa                                                           |
|  |                                                                                |
|  | Dactylorhiza maculata                                                          |
|  |                                                                                |

|  | Dactylorhiza foliosa  |
|  |                       |
|  | Dactylorhiza maculata |
|  |                       |

|  | \| \| Dactylorhiza foliosa \| \| \| \| \| \| Dactylorhiza maculata \| \| \| \| |
|  |                                                                                |
|  | Dactylorhiza fuchsii                                                           |
|  |                                                                                |
|  | Dactylorhiza foliosa                                                           |
|  |                                                                                |
|  | Dactylorhiza maculata                                                          |
|  |                                                                                |

|  | Dactylorhiza foliosa  |
|  |                       |
|  | Dactylorhiza maculata |
|  |                       |

|  | \| \| Dactylorhiza foliosa \| \| \| \| \| \| Dactylorhiza maculata \| \| \| \| |
|  |                                                                                |
|  | Dactylorhiza fuchsii                                                           |
|  |                                                                                |
|  | Dactylorhiza foliosa                                                           |
|  |                                                                                |
|  | Dactylorhiza maculata                                                          |
|  |                                                                                |

|  | Dactylorhiza foliosa  |
|  |                       |
|  | Dactylorhiza maculata |
|  |                       |

|  | Dactylorhiza incarnata |
|  |                        |
|  | Dactylorhiza euxina    |
|  |                        |

|  | \| \| Dactylorhiza foliosa \| \| \| \| \| \| Dactylorhiza maculata \| \| \| \| |
|  |                                                                                |
|  | Dactylorhiza fuchsii                                                           |
|  |                                                                                |
|  | Dactylorhiza foliosa                                                           |
|  |                                                                                |
|  | Dactylorhiza maculata                                                          |
|  |                                                                                |

|  | Dactylorhiza foliosa  |
|  |                       |
|  | Dactylorhiza maculata |
|  |                       |

|  | \| \| Dactylorhiza foliosa \| \| \| \| \| \| Dactylorhiza maculata \| \| \| \| |
|  |                                                                                |
|  | Dactylorhiza fuchsii                                                           |
|  |                                                                                |
|  | Dactylorhiza foliosa                                                           |
|  |                                                                                |
|  | Dactylorhiza maculata                                                          |
|  |                                                                                |

|  | Dactylorhiza foliosa  |
|  |                       |
|  | Dactylorhiza maculata |
|  |                       |

|  | \| \| Dactylorhiza foliosa \| \| \| \| \| \| Dactylorhiza maculata \| \| \| \| |
|  |                                                                                |
|  | Dactylorhiza fuchsii                                                           |
|  |                                                                                |
|  | Dactylorhiza foliosa                                                           |
|  |                                                                                |
|  | Dactylorhiza maculata                                                          |
|  |                                                                                |

|  | Dactylorhiza foliosa  |
|  |                       |
|  | Dactylorhiza maculata |
|  |                       |

|  | \| \| Dactylorhiza foliosa \| \| \| \| \| \| Dactylorhiza maculata \| \| \| \| |
|  |                                                                                |
|  | Dactylorhiza fuchsii                                                           |
|  |                                                                                |
|  | Dactylorhiza foliosa                                                           |
|  |                                                                                |
|  | Dactylorhiza maculata                                                          |
|  |                                                                                |

|  | Dactylorhiza foliosa  |
|  |                       |
|  | Dactylorhiza maculata |
|  |                       |

|  | \| \| Dactylorhiza foliosa \| \| \| \| \| \| Dactylorhiza maculata \| \| \| \| |
|  |                                                                                |
|  | Dactylorhiza fuchsii                                                           |
|  |                                                                                |
|  | Dactylorhiza foliosa                                                           |
|  |                                                                                |
|  | Dactylorhiza maculata                                                          |
|  |                                                                                |

|  | Dactylorhiza foliosa  |
|  |                       |
|  | Dactylorhiza maculata |
|  |                       |

|  | \| \| Dactylorhiza foliosa \| \| \| \| \| \| Dactylorhiza maculata \| \| \| \| |
|  |                                                                                |
|  | Dactylorhiza fuchsii                                                           |
|  |                                                                                |
|  | Dactylorhiza foliosa                                                           |
|  |                                                                                |
|  | Dactylorhiza maculata                                                          |
|  |                                                                                |

|  | Dactylorhiza foliosa  |
|  |                       |
|  | Dactylorhiza maculata |
|  |                       |

|  | \| \| Dactylorhiza foliosa \| \| \| \| \| \| Dactylorhiza maculata \| \| \| \| |
|  |                                                                                |
|  | Dactylorhiza fuchsii                                                           |
|  |                                                                                |
|  | Dactylorhiza foliosa                                                           |
|  |                                                                                |
|  | Dactylorhiza maculata                                                          |
|  |                                                                                |

|  | Dactylorhiza foliosa  |
|  |                       |
|  | Dactylorhiza maculata |
|  |                       |

|  | \| \| Dactylorhiza foliosa \| \| \| \| \| \| Dactylorhiza maculata \| \| \| \| |
|  |                                                                                |
|  | Dactylorhiza fuchsii                                                           |
|  |                                                                                |
|  | Dactylorhiza foliosa                                                           |
|  |                                                                                |
|  | Dactylorhiza maculata                                                          |
|  |                                                                                |

|  | Dactylorhiza foliosa  |
|  |                       |
|  | Dactylorhiza maculata |
|  |                       |

|  | \| \| Dactylorhiza foliosa \| \| \| \| \| \| Dactylorhiza maculata \| \| \| \| |
|  |                                                                                |
|  | Dactylorhiza fuchsii                                                           |
|  |                                                                                |
|  | Dactylorhiza foliosa                                                           |
|  |                                                                                |
|  | Dactylorhiza maculata                                                          |
|  |                                                                                |

|  | Dactylorhiza foliosa  |
|  |                       |
|  | Dactylorhiza maculata |
|  |                       |

|  | \| \| Dactylorhiza foliosa \| \| \| \| \| \| Dactylorhiza maculata \| \| \| \| |
|  |                                                                                |
|  | Dactylorhiza fuchsii                                                           |
|  |                                                                                |
|  | Dactylorhiza foliosa                                                           |
|  |                                                                                |
|  | Dactylorhiza maculata                                                          |
|  |                                                                                |

|  | Dactylorhiza foliosa  |
|  |                       |
|  | Dactylorhiza maculata |
|  |                       |

|  | \| \| Dactylorhiza foliosa \| \| \| \| \| \| Dactylorhiza maculata \| \| \| \| |
|  |                                                                                |
|  | Dactylorhiza fuchsii                                                           |
|  |                                                                                |
|  | Dactylorhiza foliosa                                                           |
|  |                                                                                |
|  | Dactylorhiza maculata                                                          |
|  |                                                                                |

|  | Dactylorhiza foliosa  |
|  |                       |
|  | Dactylorhiza maculata |
|  |                       |

|  | \| \| Dactylorhiza foliosa \| \| \| \| \| \| Dactylorhiza maculata \| \| \| \| |
|  |                                                                                |
|  | Dactylorhiza fuchsii                                                           |
|  |                                                                                |
|  | Dactylorhiza foliosa                                                           |
|  |                                                                                |
|  | Dactylorhiza maculata                                                          |
|  |                                                                                |

|  | Dactylorhiza foliosa  |
|  |                       |
|  | Dactylorhiza maculata |
|  |                       |

|  | \| \| Dactylorhiza foliosa \| \| \| \| \| \| Dactylorhiza maculata \| \| \| \| |
|  |                                                                                |
|  | Dactylorhiza fuchsii                                                           |
|  |                                                                                |
|  | Dactylorhiza foliosa                                                           |
|  |                                                                                |
|  | Dactylorhiza maculata                                                          |
|  |                                                                                |

|  | Dactylorhiza foliosa  |
|  |                       |
|  | Dactylorhiza maculata |
|  |                       |

|  | \| \| Dactylorhiza foliosa \| \| \| \| \| \| Dactylorhiza maculata \| \| \| \| |
|  |                                                                                |
|  | Dactylorhiza fuchsii                                                           |
|  |                                                                                |
|  | Dactylorhiza foliosa                                                           |
|  |                                                                                |
|  | Dactylorhiza maculata                                                          |
|  |                                                                                |

|  | Dactylorhiza foliosa  |
|  |                       |
|  | Dactylorhiza maculata |
|  |                       |

|  | \| \| Dactylorhiza foliosa \| \| \| \| \| \| Dactylorhiza maculata \| \| \| \| |
|  |                                                                                |
|  | Dactylorhiza fuchsii                                                           |
|  |                                                                                |
|  | Dactylorhiza foliosa                                                           |
|  |                                                                                |
|  | Dactylorhiza maculata                                                          |
|  |                                                                                |

|  | Dactylorhiza foliosa  |
|  |                       |
|  | Dactylorhiza maculata |
|  |                       |

|  | \| \| Dactylorhiza foliosa \| \| \| \| \| \| Dactylorhiza maculata \| \| \| \| |
|  |                                                                                |
|  | Dactylorhiza fuchsii                                                           |
|  |                                                                                |
|  | Dactylorhiza foliosa                                                           |
|  |                                                                                |
|  | Dactylorhiza maculata                                                          |
|  |                                                                                |

|  | Dactylorhiza foliosa  |
|  |                       |
|  | Dactylorhiza maculata |
|  |                       |

|  | \| \| Dactylorhiza foliosa \| \| \| \| \| \| Dactylorhiza maculata \| \| \| \| |
|  |                                                                                |
|  | Dactylorhiza fuchsii                                                           |
|  |                                                                                |
|  | Dactylorhiza foliosa                                                           |
|  |                                                                                |
|  | Dactylorhiza maculata                                                          |
|  |                                                                                |

|  | Dactylorhiza foliosa  |
|  |                       |
|  | Dactylorhiza maculata |
|  |                       |

|  | \| \| Dactylorhiza foliosa \| \| \| \| \| \| Dactylorhiza maculata \| \| \| \| |
|  |                                                                                |
|  | Dactylorhiza fuchsii                                                           |
|  |                                                                                |
|  | Dactylorhiza foliosa                                                           |
|  |                                                                                |
|  | Dactylorhiza maculata                                                          |
|  |                                                                                |

|  | Dactylorhiza foliosa  |
|  |                       |
|  | Dactylorhiza maculata |
|  |                       |

|  | \| \| Dactylorhiza foliosa \| \| \| \| \| \| Dactylorhiza maculata \| \| \| \| |
|  |                                                                                |
|  | Dactylorhiza fuchsii                                                           |
|  |                                                                                |
|  | Dactylorhiza foliosa                                                           |
|  |                                                                                |
|  | Dactylorhiza maculata                                                          |
|  |                                                                                |

|  | Dactylorhiza foliosa  |
|  |                       |
|  | Dactylorhiza maculata |
|  |                       |

|  | \| \| Dactylorhiza foliosa \| \| \| \| \| \| Dactylorhiza maculata \| \| \| \| |
|  |                                                                                |
|  | Dactylorhiza fuchsii                                                           |
|  |                                                                                |
|  | Dactylorhiza foliosa                                                           |
|  |                                                                                |
|  | Dactylorhiza maculata                                                          |
|  |                                                                                |

|  | Dactylorhiza foliosa  |
|  |                       |
|  | Dactylorhiza maculata |
|  |                       |

|  | \| \| Dactylorhiza foliosa \| \| \| \| \| \| Dactylorhiza maculata \| \| \| \| |
|  |                                                                                |
|  | Dactylorhiza fuchsii                                                           |
|  |                                                                                |
|  | Dactylorhiza foliosa                                                           |
|  |                                                                                |
|  | Dactylorhiza maculata                                                          |
|  |                                                                                |

|  | Dactylorhiza foliosa  |
|  |                       |
|  | Dactylorhiza maculata |
|  |                       |

|  | \| \| Dactylorhiza foliosa \| \| \| \| \| \| Dactylorhiza maculata \| \| \| \| |
|  |                                                                                |
|  | Dactylorhiza fuchsii                                                           |
|  |                                                                                |
|  | Dactylorhiza foliosa                                                           |
|  |                                                                                |
|  | Dactylorhiza maculata                                                          |
|  |                                                                                |

|  | Dactylorhiza foliosa  |
|  |                       |
|  | Dactylorhiza maculata |
|  |                       |

|  | \| \| Dactylorhiza foliosa \| \| \| \| \| \| Dactylorhiza maculata \| \| \| \| |
|  |                                                                                |
|  | Dactylorhiza fuchsii                                                           |
|  |                                                                                |
|  | Dactylorhiza foliosa                                                           |
|  |                                                                                |
|  | Dactylorhiza maculata                                                          |
|  |                                                                                |

|  | Dactylorhiza foliosa  |
|  |                       |
|  | Dactylorhiza maculata |
|  |                       |

|  | \| \| Dactylorhiza foliosa \| \| \| \| \| \| Dactylorhiza maculata \| \| \| \| |
|  |                                                                                |
|  | Dactylorhiza fuchsii                                                           |
|  |                                                                                |
|  | Dactylorhiza foliosa                                                           |
|  |                                                                                |
|  | Dactylorhiza maculata                                                          |
|  |                                                                                |

|  | Dactylorhiza foliosa  |
|  |                       |
|  | Dactylorhiza maculata |
|  |                       |

|  | \| \| Dactylorhiza foliosa \| \| \| \| \| \| Dactylorhiza maculata \| \| \| \| |
|  |                                                                                |
|  | Dactylorhiza fuchsii                                                           |
|  |                                                                                |
|  | Dactylorhiza foliosa                                                           |
|  |                                                                                |
|  | Dactylorhiza maculata                                                          |
|  |                                                                                |

|  | Dactylorhiza foliosa  |
|  |                       |
|  | Dactylorhiza maculata |
|  |                       |

|  | \| \| Dactylorhiza foliosa \| \| \| \| \| \| Dactylorhiza maculata \| \| \| \| |
|  |                                                                                |
|  | Dactylorhiza fuchsii                                                           |
|  |                                                                                |
|  | Dactylorhiza foliosa                                                           |
|  |                                                                                |
|  | Dactylorhiza maculata                                                          |
|  |                                                                                |

|  | Dactylorhiza foliosa  |
|  |                       |
|  | Dactylorhiza maculata |
|  |                       |

|  | \| \| Dactylorhiza foliosa \| \| \| \| \| \| Dactylorhiza maculata \| \| \| \| |
|  |                                                                                |
|  | Dactylorhiza fuchsii                                                           |
|  |                                                                                |
|  | Dactylorhiza foliosa                                                           |
|  |                                                                                |
|  | Dactylorhiza maculata                                                          |
|  |                                                                                |

|  | Dactylorhiza foliosa  |
|  |                       |
|  | Dactylorhiza maculata |
|  |                       |

|  | \| \| Dactylorhiza foliosa \| \| \| \| \| \| Dactylorhiza maculata \| \| \| \| |
|  |                                                                                |
|  | Dactylorhiza fuchsii                                                           |
|  |                                                                                |
|  | Dactylorhiza foliosa                                                           |
|  |                                                                                |
|  | Dactylorhiza maculata                                                          |
|  |                                                                                |

|  | Dactylorhiza foliosa  |
|  |                       |
|  | Dactylorhiza maculata |
|  |                       |

|  | \| \| Dactylorhiza foliosa \| \| \| \| \| \| Dactylorhiza maculata \| \| \| \| |
|  |                                                                                |
|  | Dactylorhiza fuchsii                                                           |
|  |                                                                                |
|  | Dactylorhiza foliosa                                                           |
|  |                                                                                |
|  | Dactylorhiza maculata                                                          |
|  |                                                                                |

|  | Dactylorhiza foliosa  |
|  |                       |
|  | Dactylorhiza maculata |
|  |                       |

|  | \| \| Dactylorhiza foliosa \| \| \| \| \| \| Dactylorhiza maculata \| \| \| \| |
|  |                                                                                |
|  | Dactylorhiza fuchsii                                                           |
|  |                                                                                |
|  | Dactylorhiza foliosa                                                           |
|  |                                                                                |
|  | Dactylorhiza maculata                                                          |
|  |                                                                                |

|  | Dactylorhiza foliosa  |
|  |                       |
|  | Dactylorhiza maculata |
|  |                       |

|  | \| \| Dactylorhiza foliosa \| \| \| \| \| \| Dactylorhiza maculata \| \| \| \| |
|  |                                                                                |
|  | Dactylorhiza fuchsii                                                           |
|  |                                                                                |
|  | Dactylorhiza foliosa                                                           |
|  |                                                                                |
|  | Dactylorhiza maculata                                                          |
|  |                                                                                |

|  | Dactylorhiza foliosa  |
|  |                       |
|  | Dactylorhiza maculata |
|  |                       |

|  | \| \| Dactylorhiza foliosa \| \| \| \| \| \| Dactylorhiza maculata \| \| \| \| |
|  |                                                                                |
|  | Dactylorhiza fuchsii                                                           |
|  |                                                                                |
|  | Dactylorhiza foliosa                                                           |
|  |                                                                                |
|  | Dactylorhiza maculata                                                          |
|  |                                                                                |

|  | Dactylorhiza foliosa  |
|  |                       |
|  | Dactylorhiza maculata |
|  |                       |

|  | Dactylorhiza incarnata |
|  |                        |
|  | Dactylorhiza euxina    |
|  |                        |

### Liste derDactylorhiza- Arten und ihre Verbreitung
Alphabetische Liste der Dactylorhiza-Arten:
- Dactylorhiza alpestris (Pugsley) Aver. (Syn.: Dactylorhiza majalis subsp. alpestris (Pugsley) Senghas): Sie kommt in europäischen Gebirgen: in den Alpen, den Pyrenäen und den Karpaten vor.[12]
- Dactylorhiza aristata (Fisch. ex Lindl.) Soó: Sie kommt vom östlichen China bis zum südlichen Alaska vor.[12]
- Dactylorhiza atlantica Kreutz & Vlaciha: Dieser Endemit kommt nur im Hohen Atlas von Marokko vor.[12]
- Dactylorhiza baumanniana J.Hölzinger & Künkele (inkl. Dactylorhiza smolikana B.Willing & E.Willing): Sie kommt von Bulgarien bis ins nördliche Griechenland vor.[12]
- Dactylorhiza bucovina Kreutz, Bobocea & Brădeanu: Sie kommt in Rumänien vor.[12]
- Dactylorhiza cordigera (Fr.) Soó: Es gibt vier Unterarten:[12]
  - Dactylorhiza cordigera subsp. bosniaca (Beck) Soó: Sie kommt auf der nördlichen Balkanhalbinsel vor.[12]
  - Dactylorhiza cordigera (Fr.) Soó subsp. cordigera (Syn.: Dactylorhiza cordigera var. graeca (H.Baumann) Presser): Sie kommt von Südosteuropa bis zur Ukraine vor.[12]
  - Dactylorhiza cordigera subsp. pindica (B.Willing & E.Willing) H.Baumann & R.Lorenz: Sie kommt von Rumänien bis ins nordwestliche Griechenland vor.[12]
  - Dactylorhiza cordigera var. rhodopeia Presser: Sie kommt im nördlichen Griechenland vor.[12]
- Dactylorhiza cyrnea W.Foelsche & Cord-Landwehr: Sie wurde 2012 aus Korsika erstbeschrieben.[12]
- Dactylorhiza czerniakowskae Aver.: Sie kommt in Zentralasien vor.[12]
- Dactylorhiza durandii (Boiss. & Reut.) M.Laínz (Syn.: Dactylorhiza maculata subsp. maurusia (Emb. & Maire) Soó, Dactylorhiza maurusia (Emb. & Maire) Holub): Sie kommt in Marokko und im nördlichen Algerien vor.[12]
- Dactylorhiza elata (Poir.) Soó: Sie kommt von Westeuropa bis zum westlichen Mittelmeerraum vor.[12] Es gibt zwei Unterarten:
  - Dactylorhiza elata (Poir.) Soó subsp. elata (Syn.: Dactylorhiza elata subsp. mauritanica B.Baumann & H.Baumann): Sie kommt im südwestlichen Spanien und in Nordwestafrika vor.[12]
  - Dactylorhiza elata subsp. sesquipedalis (Willd.) Soó: Sie kommt in West- und Südwesteuropa vor.[12]
- Dactylorhiza euxina (Nevski) Czerep.: Sie kommt von der nordöstlichen Türkei bis zum Kaukasus vor.[12] Es gibt zwei Unterarten:
  - Dactylorhiza euxina subsp. armeniaca (Hedrén) Kreutz: Sie kommt in der östlichen Türkei vor.[12]
  - Dactylorhiza euxina (Nevski) Czerep. subsp. euxina: Sie kommt von der nordöstlichen Türkei bis zum Kaukasus vor.[12]
- Dactylorhiza foliosa (Rchb.f.) Soó: Sie kommt auf Madeira vor.[12]
- Dactylorhiza francis-drucei (Wilmott) Aver.: Sie kommt auf Großbritannien und Irland vor.[12]
- Dactylorhiza fuchsii (Druce) Soó: Es gibt sechs Unterarten:[12]
  - Dactylorhiza fuchsii subsp. carpatica (Batoušek & Kreutz) Kreutz: Sie kommt nur in den Karpaten vor.[12]
  - Dactylorhiza fuchsii (Druce) Soó subsp. fuchsii: Sie ist von Europa bis zur Mongolei verbreitet.[12]
  - Dactylorhiza fuchsii subsp. hebridensis (Wilmott) Soó: Sie kommt nur in Großbritannien und im westlichen Irland vor.[12]
  - Dactylorhiza fuchsii subsp. okellyi (Druce) Soó: Sie kommt im westlichen Großbritannien und im westlichen Irland vor.[12]
  - Dactylorhiza fuchsii subsp. psychrophila (Schltr.) Holub (Syn.: Dactylorhiza maculata var. psychrophila (Schltr.) Vöth, Dactylorhiza psychrophila (Schltr.) Aver.): Sie ist von Europa bis Sibirien verbreitet.[12]
  - Dactylorhiza fuchsii subsp. sooana (Borsos) Borsos: Sie kommt nur in den Karpaten vor.[12]
- Dactylorhiza graggeriana (Soó) Soó: Sie kommt im westlichen Himalaja vor.[12]
- Dactylorhiza hatagirea (D.Don) Soó: Sie kommt von der Mongolei bis zum Himalaja vor.[12]
- Dactylorhiza iberica (M.Bieb. ex Willd.) Soó: Sie kommt von Griechenland bis zum Iran vor.[12]
- Dactylorhiza incarnata (L.) Soó: Sie kommt von Europa bis num nordwestlichen China vor.[12] Es gibt acht Unterarten:
  - Dactylorhiza incarnata subsp. coccinea (Pugsley) Soó: Sie kommt in Großbritannien und in Irland vor.[12]
  - Dactylorhiza incarnata subsp. cruenta (Blutrotes Knabenkraut) (O.F.Müll.) P.D.Sell: Sie ist von Europa bis num nordwestlichen China verbreitet.[12]
  - Dactylorhiza incarnata subsp. gemmana (Pugsley) P.D.Sell: Sie kommt in Westeuropa vor.[12]
  - Dactylorhiza incarnata (L.) Soó subsp. incarnata: Sie ist von Europa bis Zentralasien verbreitet.[12]
  - Dactylorhiza incarnata subsp. jugicrucis Akhalk., R.Lorenz & Mosul.: Sie kommt in Transkaukasien vor.[12]
  - Dactylorhiza incarnata subsp. lobelii (Verm.) H.A.Pedersen: Sie kommt in Norwegen, Dänemark und den Niederlanden vor.[12]
  - Dactylorhiza incarnata subsp. ochroleuca (Strohgelbes Knabenkraut) (Wüstnei ex Boll) P.F.Hunt & Summerh.: Sie kommt in Europa vor.[12]
  - Dactylorhiza incarnata subsp. pulchella (Druce) Soó: Sie kommt in Europa vor.[12]
- Dactylorhiza insularis (Sommier) Ó.Sánchez & Herrero: Sie kommt in Marokko, Portugal, Spanien, Frankreich, Sardinien, Korsika und Italien vor.[12]
- Dactylorhiza isculana Seiser: Dieser Endemit wurde 2002 aus Österreich erstbeschrieben.[12]
- Dactylorhiza kafiriana Renz: Es gibt zwei Unterarten:[12]
  - Dactylorhiza kafiriana subsp. baumgartneriana (B.Baumann & al.) Sczep. & Kreutz: Sie kommt nur in Aserbaidschan vor.[12]
  - Dactylorhiza kafiriana Renz subsp. kafiriana: Sie kommt in Afghanistan, Pakistan und im westlichen Himalaja vor.[12]
- Dactylorhiza kalopissii E.Nelson:Es gibt drei Unterarten:[12]
  - Dactylorhiza kalopissii E.Nelson subsp. kalopissii: Sie kommt von Bulgarien bis ins nördliche Griechenland vor.[12]
  - Dactylorhiza kalopissii subsp. macedonica (J.Hölzinger & Künkele) Kreutz: Sie kommt im nördlichen Griechenland und im nördlichen und zentralen Rumänien vor.[12]
  - Dactylorhiza kalopissii subsp. pythagorae (Gölz & H.R.Reinhard) Kreutz (Syn.: Dactylorhiza pythagorae Gölz & H.R.Reinhard): Sie kommt nur auf Inseln in der östlichen Ägäis vor.[12]
- Dactylorhiza kerryensis (Wilmott) P.F.Hunt & Summerh. (Syn.: Dactylorhiza majalis subsp. occidentalis (Pugsley) P.D.Sell): Sie kommt nur im südlichen und westlichen Irland und im nördlichen Großbritannien vor.[12]
- Dactylorhiza kulikalonica Chernyak.: Sie kommt in Zentralasien vor.[12]
- Dactylorhiza lapponica (Laest. ex Hartm.) Soó: Es gibt zwei Unterarten.[12]
  - Dactylorhiza lapponica subsp. angustata (Arv.-Touv.) Kreutz: Sie kommt nur in Frankreich vor.[12]
  - Dactylorhiza lapponica (Laest. ex Hartm.) Soó subsp. lapponica: Sie kommt in Nordeuropa und in Mitteleuropa vor.[12]
- Dactylorhiza maculata (L.) Soó: Es gibt neun Unterarten:[12]
  - Dactylorhiza maculata subsp. battandieri (Raynaud) H.Baumann & Künkele: Dieser Endemit kommt nur im nördlichen Algerien vor.[12]
  - Dactylorhiza maculata subsp. caramulensis Verm.: Sie kommt nur in Portugal, Spanien und Frankreich vor.[12]
  - Dactylorhiza maculata subsp. elodes (Griseb.) Soó (Syn.: Dactylorhiza montellii (Verm.) P.Delforge): Sie kommt in Europa vor.[12]
  - Dactylorhiza maculata subsp. ericetorum (E.F.Linton) P.F.Hunt & Summerh.: Sie kommt in Westeuropa vor.[12]
  - Dactylorhiza maculata subsp. islandica (Á.Löve & D.Löve) Soó: Dieser Endemit kommt nur in Island vor.[12]
  - Dactylorhiza maculata (L.) Soó subsp. maculata: Sie ist von Europa bis Sibirien verbreitet.[12]
  - Dactylorhiza maculata subsp. podesta (Landwehr) Kreutz: Dieser Endemit kommt nur in den Niederlanden vor.[12]
  - Dactylorhiza maculata subsp. savogiensis (D.Tyteca & Gathoye) Kreutz: Sie kommt in den Pyrenäen und in den Westalpen vor.[12]
  - Dactylorhiza maculata subsp. transsilvanica (Schur) Soó: Sie kommt im östlichen Mitteleuropa und in Südosteuropa vor.[12]
- Dactylorhiza magna (Czerniak.) Ikonn. (Syn.: Dactylorhiza baldshuanica Chernyak.): Sie kommt in Zentralasien vor.[12]
- Dactylorhiza majalis (Rchb.) P.F.Hunt & Summerh.: Es gibt folgende Unterarten:[12]
  - Dactylorhiza majalis subsp. baltica (Baltisches Knabenkraut) (Klinge) H.Sund. (Syn.: Dactylorhiza longifolia (Neuman) Aver.): Sie ist von Finnland und Deutschland bis Zentralasien verbreitet.[12]
  - Dactylorhiza majalis subsp. calcifugiens H.A.Pedersen: Sie kommt in Dänemark vor.[12]
  - Dactylorhiza majalis (Rchb.) P.F.Hunt & Summerh. subsp. majalis: Sie kommt in Europa vor.[12]
  - Dactylorhiza majalis subsp. sphagnicola (Höppner) H.A.Pedersen & Hedrén: Sie kommt in Norwegen, Finnland, Schweden, Dänemark, Belgien, den Niederlanden, Frankreich und Deutschland vor.[12]
- Dactylorhiza nieschalkiorum H.Baumann & Künkele: Sie kommt nur in der nördlichen Türkei vor.[12]
- Dactylorhiza osmanica (Klinge) P.F.Hunt & Summerh.: Sie kommt von der Türkei bis Syrien vor.[12] Es gibt zwei Unterarten:
  - Dactylorhiza osmanica var. anatolica (E.Nelson) Renz & Taubenheim: Sie kommt in der Türkei vor.[12]
  - Dactylorhiza osmanica (Klinge) P.F.Hunt & Summerh. var. osmanica: Sie kommt von der Türkei bis Syrien vor.[12]
- Dactylorhiza phoenissa (B.Baumann & H.Baumann) P.Delforge (Syn.: Dactylorhiza urvilleana subsp. phoenissa B.Baumann & H.Baumann): Die 2005 neu beschriebene Sippe kommt im Gebiet von Syrien und Libanon vor.[12]
- Dactylorhiza praetermissa (Druce) Soó: Sie kommt im westlichen und nordwestlichen Europa vor.[12] Es gibt folgende Unterarten und Varietäten:
  - Dactylorhiza praetermissa var. junialis (Verm.) Senghas: Sie kommt in Westeuropa vor.[12]
  - Dactylorhiza praetermissa subsp. osiliensis (Pikner) Kreutz: Sie kommt nur auf den Inseln der Ostsee vor.[12]
  - Dactylorhiza praetermissa (Druce) Soó subsp. praetermissa: Sie kommt im westlichen und nordwestlichen Europa vor.[12]
  - Dactylorhiza praetermissa subsp. schoenophila R.M.Bateman & Denholm: Dieser Endemit wurde 2012 aus Großbritannien erstbeschrieben[12]
- Dactylorhiza purpurella (T.Stephenson & T.A.Stephenson) Soó: Sie kommt im westlichen und nordwestlichen Europa vor.[12] Es gibt zwei Varietäten:
  - Dactylorhiza purpurella var. cambrensis (R.H.Roberts) R.M.Bateman & Denholm (Syn.: Dactylorhiza majalis var. cambrensis (R.H.Roberts) R.M.Bateman & Denholm): Sie kommt nur an den Küsten von Großbritannien und Dänemark vor.[12]
  - Dactylorhiza purpurella (T.Stephenson & T.A.Stephenson) Soó var. purpurella: Sie kommt vom nördlichen Irland bis zum nördlichen und nordwestlichen Großbritannien, im südlichen Norwegen, Dänemark und auf der Insel Schiermonnikoog vor.[12]
- Dactylorhiza romana (Sebast.) Soó: Es gibt drei Unterarten:[12]
  - Dactylorhiza romana subsp. georgica (Klinge) Soó ex Renz & Taubenheim (Syn.: Dactylorhiza flavescens (K.Koch) Holub): Sie kommt von der Türkei bis Zentralasien vor.[12]
  - Dactylorhiza romana subsp. guimaraesii (E.G.Camus) H.A.Pedersen: Sie kommt in Marokko, Algerien, Portugal und Spanien vor.[12]
  - Dactylorhiza romana (Sebast.) Soó subsp. romana (Syn.: Dactylorhiza markusii (Tineo) H.Baumann & Künkele): Sie kommt von Sizilien bis zum östlichen Mittelmeerraum vor.[12]
- Dactylorhiza russowii (Klinge) Holub (Syn.: Dactylorhiza lapponica subsp. russowii (Klinge) H.Baumann & R.Lorenz): Sie kommt von Mitteleuropa bis Sibirien vor.[12]
- Dactylorhiza saccifera (Brongn.) Soó: Es gibt zwei Unterarten:[12]
  - Dactylorhiza saccifera subsp. gervasiana (Tod.) Kreutz: Sie kommt in Algerien und von Sizilien bis Süditalien vor.[12]
  - Dactylorhiza saccifera (Brongn.) Soó subsp. saccifera (Syn.: Dactylorhiza urvilleana subsp. bithynica (H.Baumann) H.Baumann & R.Lorenz): Sie kommt im Mittelmeerraum vor.[12]
- Dactylorhiza sajanensis Stepanov: Sie kommt in der Region Krasnojarsk vor.[12]
- Dactylorhiza salina (Turcz. ex Lindl.) Soó: Sie kommt vom Kaukasusraum bis zum Amur-Gebiet vor.[12]
- Dactylorhiza sambucina (L.) Soó: Sie kommt in Europa vor.[12]
- Dactylorhiza sibirica Efimov: Sie kommt in der Region Krasnojarsk vor.[12]
- Dactylorhiza sudetica (Poech ex Rchb. f.) Aver.: Sie ist von Europa bis Sibirien verbreitet.[12]
- Dactylorhiza traunsteineri (Saut. ex Rchb.) Soó: Es gibt sieben Unterarten:[12]
  - Dactylorhiza traunsteineri subsp. curvifolia (F.Nyl.) Soó: Sie kommt in Nordeuropa und in Tschechien vor.[12]
  - Dactylorhiza traunsteineri subsp. irenica (F.M.Vázquez) Kreutz (Syn.: Dactylorhiza irenica F.M.Vázquez): Sie kommt in Spanien vor.[12]
  - Dactylorhiza traunsteineri subsp. rhaetica (H.Baumann & R.Lorenz) F.Benoît (Syn.: Dactylorhiza lapponica subsp. rhaetica H.Baumann & R.Lorenz): Sie kommt nur im nördlichen Italien vor.[12]
  - Dactylorhiza traunsteineri subsp. schurii (Klinge) Kreutz (Syn.: Dactylorhiza maculata subsp. schurii (Klinge) Soó): Sie kommt nur in den südlichen und östlichen Karpaten vor.[12]
  - Dactylorhiza traunsteineri (Saut. ex Rchb.) Soó subsp. traunsteineri: Sie kommt von Nordeuropa und Mitteleuropa bis ins westliche Sibirien vor.[12]
  - Dactylorhiza traunsteineri subsp. turfosa (F.Proch.) Kreutz: Sie kommt in den Alpen und in den westlichen Karpaten vor.[12]
  - Dactylorhiza traunsteineri subsp. vosagiaca Kreutz & P.Wolff: Sie kommt in Mitteleuropa vor.[12]
- Dactylorhiza traunsteinerioides (Pugsley) Landwehr: Sie kommt nur in Großbritannien und in Irland vor.[12]
- Dactylorhiza umbrosa (Kar. & Kir.) Nevski: Sie ist von Westasien und Zentralasien bis Sibirien verbreitet.[12]
- Dactylorhiza urvilleana (Steud.) H.Baumann & Künkele: Sie kommt von der nördlichen und nordöstlichen Türkei bis zum Iran vor.[12]
- Dactylorhiza viridis (L.) R.M.Bateman, Pridgeon & M.W.Chase (Syn.: Coeloglossum viride (L.) Hartm.): Es gibt zwei Varietäten:[12]
  - Dactylorhiza viridis var. virescens (Muhl. ex Willd.) Baumbach: Sie kommt von Russlands Fernen Osten bis Japan und in Nordamerika vor.[12]
  - Dactylorhiza viridis var. viridis: Sie kommt in der Subarktis und in den subalpinen Gebieten der Nordhalbkugel vor.[12]

### Liste der natürlichenDactylorhiza– Hybridarten
Alphabetische Liste der Dactylorhiza – Nothospecies:
- Dactylorhiza ×abantiana H.Baumann & Künkele (= Dactylorhiza iberica × Dactylorhiza nieschalkiorum)
- Dactylorhiza × aldenii H.Baumann (= Dactylorhiza iberica × Dactylorhiza kalopissii)
- Dactylorhiza × altobracensis (Coste & Soulié) Soó (= Dactylorhiza maculata × Dactylorhiza sambucina)
- Dactylorhiza × aschersoniana (Hausskn.) Borsos & Soó (= Dactylorhiza incarnata × Dactylorhiza majalis)
  - Dactylorhiza × aschersoniana nothosubsp. aschersoniana (= Dactylorhiza incarnata subsp. incarnata × Dactylorhiza majalis)
  - Dactylorhiza × aschersoniana nothovar. mulignensis (Gsell) Kümpel (= Dactylorhiza incarnata subsp. pulchella × Dactylorhiza majalis)
  - Dactylorhiza × aschersoniana  nothosubsp.  predaensis (Gsell) ined. (= Dactylorhiza incarnata subsp. cruenta × Dactylorhiza majalis)
  - Dactylorhiza × aschersoniana nothosubsp. templinensis (Potucek) H.Kretzschmar (= Dactylorhiza incarnata subsp. ochroleuca × Dactylorhiza majalis)
- Dactylorhiza × baicalica Aver. (= Dactylorhiza incarnata'' subsp. ''cruenta × Dactylorhiza salina)
- Dactylorhiza × balabaniana H.Baumann (= Dactylorhiza iberica × Dactylorhiza urvilleana)
- Dactylorhiza × bayburtiana H.Baumann (= Dactylorhiza euxina × Dactylorhiza umbrosa)
- Dactylorhiza × beckeriana (Höppner) Soó (= Dactylorhiza incarnata × Dactylorhiza maculata × Dactylorhiza majalis)
- Dactylorhiza × boluiana H.Baumann (= Dactylorhiza nieschalkiorum × Dactylorhiza saccifera)
- Dactylorhiza × braunii (Halácsy) Borsos & Soó (= Dactylorhiza fuchsii × Dactylorhiza majalis)
  - Dactylorhiza × braunii nothosubsp. braunii (= Dactylorhiza fuchsii × Dactylorhiza majalis subsp. majalis)
  - Dactylorhiza × braunii nothosubsp. lilacina (F.Proch.) Holub (= Dactylorhiza fuchsii × Dactylorhiza majalis subsp. turfosa)
  - Dactylorhiza × braunii nothosubsp. monticola (Potucek) ined.  (= Dactylorhiza fuchsii subsp. psychrophila × Dactylorhiza majalis)
  - Dactylorhiza × braunii nothosubsp. smitakii Batoušek (= Dactylorhiza fuchsii subsp. sooana × Dactylorhiza majalis)
- Dactylorhiza × breviceras Renz & Taubenheim (= Dactylorhiza osmanica × Dactylorhiza urvilleana)
- Dactylorhiza × claudiopolitana (Simonk.) Borsos & Soó (= Dactylorhiza incarnata × Dactylorhiza maculata)
  - Dactylorhiza × claudiopolitana nothosubsp. carnea (Soó) ined.  (= Dactylorhiza incarnata × Dactylorhiza maculata subsp. ericetorum)
  - Dactylorhiza × claudiopolitana nothosubsp. claudiopolitana (= Dactylorhiza incarnata × Dactylorhiza maculata subsp. schurii)
- Dactylorhiza × conigera (Norman) B.Bock (= Dactylorhiza maculata × Dactylorhiza viridis)
  - Dactylorhiza × conigera nothosubsp. conigera (= Dactylorhiza maculata subsp. ericetorum × Dactylorhiza viridis)
  - Dactylorhiza × conigera nothosubsp. evae (R.Breiner) Odddone (= Dactylorhiza maculata subsp. islandica × Dactylorhiza viridis)
- Dactylorhiza × csatoi (Soó) Soó (= Dactylorhiza cordigera × Dactylorhiza maculata)
- Dactylorhiza × daunia W.Rossi & al. (= Dactylorhiza cordigera'' subsp. ''pindica × Dactylorhiza saccifera)
- Dactylorhiza × delamainii (G.Keller ex T.Stephenson) Soó (= Dactylorhiza elata'' subsp. ''sesquipedalis × Dactylorhiza maculata)
- Dactylorhiza × dinglensis (Wilmott) Soó (= Dactylorhiza maculata × Dactylorhiza majalis)
  - Dactylorhiza × dinglensis nothosubsp. dinglensis (= Dactylorhiza maculata subsp. ericetorum × Dactylorhiza majalis subsp. majalis)
  - Dactylorhiza × dinglensis nothosubsp. robertsii Horsman (= Dactylorhiza maculata subsp. ericetorum × Dactylorhiza majalis subsp. cambrensis)
  - Dactylorhiza × dinglensis nothosubsp. townsendiana (Rouy) ined.  (= Dactylorhiza maculata subsp. ericetorum × Dactylorhiza majalis)
  - Dactylorhiza × dinglensis nothosubsp. vermeuleniana (Soó) ined.  (= Dactylorhiza maculata subsp. maculata × Dactylorhiza majalis subsp. majalis)
- Dactylorhiza × drucei (A.Camus) ined.  (= Dactylorhiza majalis × Dactylorhiza viridis)
- Dactylorhiza × dubreuilhii (G.Keller & Jeanj.) Soó (= Dactylorhiza elata'' subsp. ''sesquipedalis × Dactylorhiza incarnata)
- Dactylorhiza × dufftiana (M.Schulze) Soó (= Dactylorhiza majalis × Dactylorhiza traunsteineri)
- Dactylorhiza × dufftii (Hausskn.) Peitz (= Dactylorhiza incarnata × Dactylorhiza traunsteineri)
  - Dactylorhiza × dufftii nothosubsp. dufftii (= Dactylorhiza incarnata subsp. incarnata × Dactylorhiza traunsteineri)
  - Dactylorhiza × dufftii nothosubsp. gotlandica (Kreutz) Oddone (= Dactylorhiza incarnata subsp. ochroleuca × Dactylorhiza traunsteineri)
  - Dactylorhiza × dufftii nothosubsp. stenkyrkae (Hautz.) Oddone (= Dactylorhiza incarnata subsp. cruenta × Dactylorhiza traunsteineri)
- Dactylorhiza × erdingeri (A.Kern.) B.Bock (= Dactylorhiza sambucina × Dactylorhiza viridis)
- Dactylorhiza × flixensis (Gsell) Soó (= Dactylorhiza incarnata'' subsp. ''pulchella × Dactylorhiza traunsteineri)
- Dactylorhiza × formosa Soó (= Dactylorhiza maculata'' subsp. ''ericetorum × Dactylorhiza purpurella)
- Dactylorhiza × fourkensis B.Willing & E.Willing (= Dactylorhiza baumanniana × Dactylorhiza sambucina)
- Dactylorhiza × gabretana (A.Fuchs) Soó (= Dactylorhiza incarnata × Dactylorhiza maculata × Dactylorhiza sambucina)
- Dactylorhiza × godferyana (Soó) Peitz (= Dactylorhiza majalis × Dactylorhiza praetermissa)
- Dactylorhiza × grandis (Druce) P.F.Hunt (= Dactylorhiza fuchsii × Dactylorhiza praetermissa)
- Dactylorhiza × guilhotii (E.G.Camus) B.Bock (= Dactylorhiza incarnata × Dactylorhiza viridis)
- Dactylorhiza × guillaumeae C.Bernard (= Dactylorhiza incarnata × Dactylorhiza sambucina)
- Dactylorhiza × gustavssonii H.Baumann (= Dactylorhiza iberica × Dactylorhiza saccifera)
- Dactylorhiza × hallii (Druce) Soó (= Dactylorhiza maculata'' subsp. ''ericetorum × Dactylorhiza praetermissa)
  - Dactylorhiza × hallii nothosubsp. hallii (= Dactylorhiza maculata subsp. ericetorum × Dactylorhiza praetermissa)
  - Dactylorhiza × hallii nothosubsp. nummiana  (P.Fourn.) Gathoye & D.Tyteca (= Dactylorhiza maculata subsp. elodes × Dactylorhiza praetermissa)
- Dactylorhiza × hochreutinerana (K.Hellm.) Soó (= Dactylorhiza alpestris × Dactylorhiza incarnata)
- Dactylorhiza × influenza (Sennholz) Soó (= Dactylorhiza fuchsii × Dactylorhiza sambucina)
- Dactylorhiza × insignis (T.Stephenson & T.A.Stephenson) Soó (= Dactylorhiza praetermissa × Dactylorhiza purpurella)
- Dactylorhiza × jenensis (Brand) Soó (= Dactylorhiza maculata'' subsp. ''ericetorum × Dactylorhiza traunsteineri)
- Dactylorhiza × juennensis Perko (= Dactylorhiza fuchsii × Dactylorhiza lapponica)
- Dactylorhiza × katarana H.Baumann (= Dactylorhiza kalopissii × Dactylorhiza saccifera)
- Dactylorhiza × kelleriana P.F.Hunt (= Dactylorhiza fuchsii × Dactylorhiza traunsteineri, Syn.: Dactylorhiza majalis subsp. scotica E.Nelson)[12]
- Dactylorhiza × kerneriorum (Soó) Soó (= Dactylorhiza fuchsii × Dactylorhiza incarnata)
  - Dactylorhiza × kerneriorum nothosubsp. ampolai(Hautz.) ined. (= Dactylorhiza fuchsii × Dactylorhiza incarnata subsp. cruenta)
  - Dactylorhiza × kerneriorum nothosubsp. kerneriorum (= Dactylorhiza fuchsii × Dactylorhiza incarnata subsp. incarnata, Syn.: Dactylorhiza × ruthei (M.Schulze ex Ruthe) Soó)
  - Dactylorhiza × kerneriorum nothosubsp. lillsundica(Kreutz) ined.  (= Dactylorhiza fuchsii × Dactylorhiza incarnata subsp. ochroleuca)
  - Dactylorhiza × kerneriorum nothosubsp. variablis (Hesl.-Harr.) P.D.Sell (= Dactylorhiza fuchsii subsp. hebridensis × Dactylorhiza incarnata)
- Dactylorhiza × kopdagiana H.Baumann (= Dactylorhiza iberica × Dactylorhiza umbrosa)
- Dactylorhiza × latirella (P.M.Hall) Soó (= Dactylorhiza incarnata × Dactylorhiza purpurella)
- Dactylorhiza × lehmannii (Klinge) Soó (= Dactylorhiza incarnata × Dactylorhiza russowii)
- Dactylorhiza × megapolitana (Bisse) Soó (= Dactylorhiza fuchsii × Dactylorhiza russowii)
- Dactylorhiza × metsowonensis B.Baumann & H.Baumann (= Dactylorhiza kalopissii × Dactylorhiza sambucina)
- Dactylorhiza × mixta (Asch. & Graebn.) B.Bock (= Dactylorhiza fuchsii × Dactylorhiza viridis)
- Dactylorhiza × nevskii H.Baumann & Künkele (= Dactylorhiza osmanica × Dactylorhiza umbrosa)
- Dactylorhiza × ornonensis (G.Keller & Jeanj.) Soó (= Dactylorhiza elata'' subsp. ''sesquipedalis × Dactylorhiza incarnata × Dactylorhiza maculata)
- Dactylorhiza × paridaeniana Kreutz (= Dactylorhiza elata'' subsp. ''sesquipedalis × Dactylorhiza praetermissa)
- Dactylorhiza × perez-chiscanoi F.M.Vázquez (= Dactylorhiza elata'' subsp. ''sesquipedalis × Dactylorhiza irenica)
- Dactylorhiza × pontica (Kohlmüller) P.Delforge (= Dactylorhiza urvilleana × Dactylorhiza viridis)
- Dactylorhiza × renzii H.Baumann & Künkele (= Dactylorhiza incarnata × Dactylorhiza nieschalkiorum)
- Dactylorhiza × rizeana Renz & Taubenheim (= Dactylorhiza euxina × Dactylorhiza urvilleana)
- Dactylorhiza × rombucina (Cif. & Giacom.) Soó (= Dactylorhiza romana × Dactylorhiza sambucina)
- Dactylorhiza × ruppertii (M.Schulze) Borsos & Soó (= Dactylorhiza majalis × Dactylorhiza sambucina)
- Dactylorhiza × serbica (H.Fleischm.) Soó (= Dactylorhiza incarnata × Dactylorhiza saccifera)
- Dactylorhiza × sivasiana E.Baumann & Künkele ex Renz & Taubenheim (= Dactylorhiza umbrosa × Dactylorhiza urvilleana)
- Dactylorhiza × sooi (Ruppert ex Soó) Soó (= Dactylorhiza alpestris × Dactylorhiza fuchsii)
- Dactylorhiza × souflikensis B.Willing & E.Willing (= Dactylorhiza baumanniana × Dactylorhiza cordigera'' subsp. ''pindica)
- Dactylorhiza × stagni-novi D.Tyteca & Gathoye (= Dactylorhiza elata'' subsp. ''sesquipedalis × Dactylorhiza fuchsii)
- Dactylorhiza × szaboiana (Soó) Soó (= Dactylorhiza cordigera × Dactylorhiza sudetica)
- Dactylorhiza × transiens (Druce) Soó (= Dactylorhiza fuchsii × Dactylorhiza maculata'' subsp. ''ericetorum)
  - Dactylorhiza × transiens nothosubsp. corylensis (Hesl.-Harr.) P.D.Sell (= Dactylorhiza fuchsii subsp. hebridensis × Dactylorhiza maculata subsp. ericetorum)
  - Dactylorhiza × transiens nothosubsp. transiens (= Dactylorhiza fuchsii × Dactylorhiza maculata subsp. ericetorum)
- Dactylorhiza × turcestanica (G.Keller & Soó) Oddone (= Dactylorhiza umbrosa × Dactylorhiza viridis)
- Dactylorhiza × vallis-peenaeKümpel (= Dactylorhiza majalis × Dactylorhiza russowii)
- Dactylorhiza × venusta (T.Stephenson & T.A.Stephenson) Soó (= Dactylorhiza fuchsii × Dactylorhiza purpurella)
  - Dactylorhiza × venusta nothosubsp. hebridella (Wilmott) P.D.Sell (= Dactylorhiza fuchsii subsp. hebridensis × Dactylorhiza purpurella)
  - Dactylorhiza × venusta nothosubsp. venusta (= Dactylorhiza fuchsii subsp. fuchsii × Dactylorhiza purpurella)
- Dactylorhiza × viridella (Hesl.-Harr.) ined.  (= Dactylorhiza purpurella × Dactylorhiza viridis)
- Dactylorhiza × vitosana H.Baumann (= Dactylorhiza saccifera × Dactylorhiza sambucina)
- Dactylorhiza × vogtiana H.Baumann (= Dactylorhiza iberica × Dactylorhiza incarnata)
- Dactylorhiza × vorasica B.Willing & E.Willing (= Dactylorhiza cordigera × Dactylorhiza sambucina)
- Dactylorhiza × weissenbachiana Perko (= Dactylorhiza incarnata × Dactylorhiza lapponica)

## Aberglaube, Verwendung, Naturschutz
Im Aberglauben galten die am Johannistag ausgegrabenen Knollen („Johannishändchen“) als Glücksbringer und Potenzmittel.
Die Knollen der Orchis- und Dactylorhiza-Arten und einiger anderer Orchideen wurden früher als Schleimdroge („Tubera Salep“) in der Kinderheilkunde bei Reizerscheinungen des Magen-Darm-Traktes angewandt, als es noch keine besseren Arznei- und Heilmittel gab. Heute werden Orchideenarten nicht mehr als wirksame Heilkräuter angesehen.
Alle Arten der Gattungen Orchis und Dactylorhiza stehen unter strengstem Naturschutz, insbesondere die unterirdischen Pflanzenteile.